# Zaragoza
Zaragoza es un municipio y ciudad de España, capital de la provincia homónima y de la comunidad autónoma de Aragón. Perteneciente a la Comarca Central, tiene un régimen legal especial como capital de Aragón. Es el quinto municipio más poblado de España, con una población de 686 986 habitantes (INE 2024), por detrás de Madrid, Barcelona, Valencia y Sevilla.
Está situada a orillas de los ríos Ebro, Huerva y Gállego y del Canal Imperial de Aragón, en la parte central del valle del Ebro. Parte de su término municipal está ocupado por la reserva natural dirigida de los Sotos y Galachos del Ebro.
La ciudad ostenta los títulos de Muy Noble, Muy Leal, Muy Heroica, Muy Benéfica, Siempre Heroica e Inmortal, otorgados en su mayoría tras su resistencia frente al ejército napoleónico en los sitios de Zaragoza durante la Guerra de la Independencia. Todos estos títulos quedan reflejados en su escudo, mediante las iniciales de cada uno de ellos. Celebra su fiesta mayor en honor a la Virgen del Pilar el 12 de octubre. El patrón de la ciudad es san Valero (29 de enero). Entre el 14 de junio y el 14 de septiembre de 2008, año del bicentenario de los Sitios de Zaragoza y centenario de la Exposición Hispano-Francesa de 1908, Zaragoza acogió la exposición internacional Expo Zaragoza 2008 dedicada al agua y el desarrollo sostenible. Además, la ciudad de Zaragoza fue sede del Secretariado de Naciones Unidas para la Década del Agua 2005-2015.

## Toponimia
Su nombre actual, Zaragoza ([θa.ɾaˈɣ̞o.θa]), procede del antiguo topónimo romano, Caesaraugusta, que recibió en honor al emperador César Augusto en el 14 a. C. El origen de la ciudad se remonta a Salduie, que fue el nombre de la ciudad ibérica sedetana situada en el solar de la actual Zaragoza desde la segunda mitad del siglo III a. C. Está documentado en monedas ibéricas y con el nombre de «Salduvia» en un texto de Plinio el Viejo. Con la fundación de Caesar Augusta, la ciudad-estado íbera pasó a convertirse en colonia inmune de ciudadanos romanos. Su denominación romana fue evolucionando, pasando quizá por el árabe Saraqusta.

## Geografía
Se asienta en mitad del valle del Ebro, en la ribera media del Ebro, donde desembocan los ríos Huerva y Gállego, los cuales también atraviesan la ciudad.

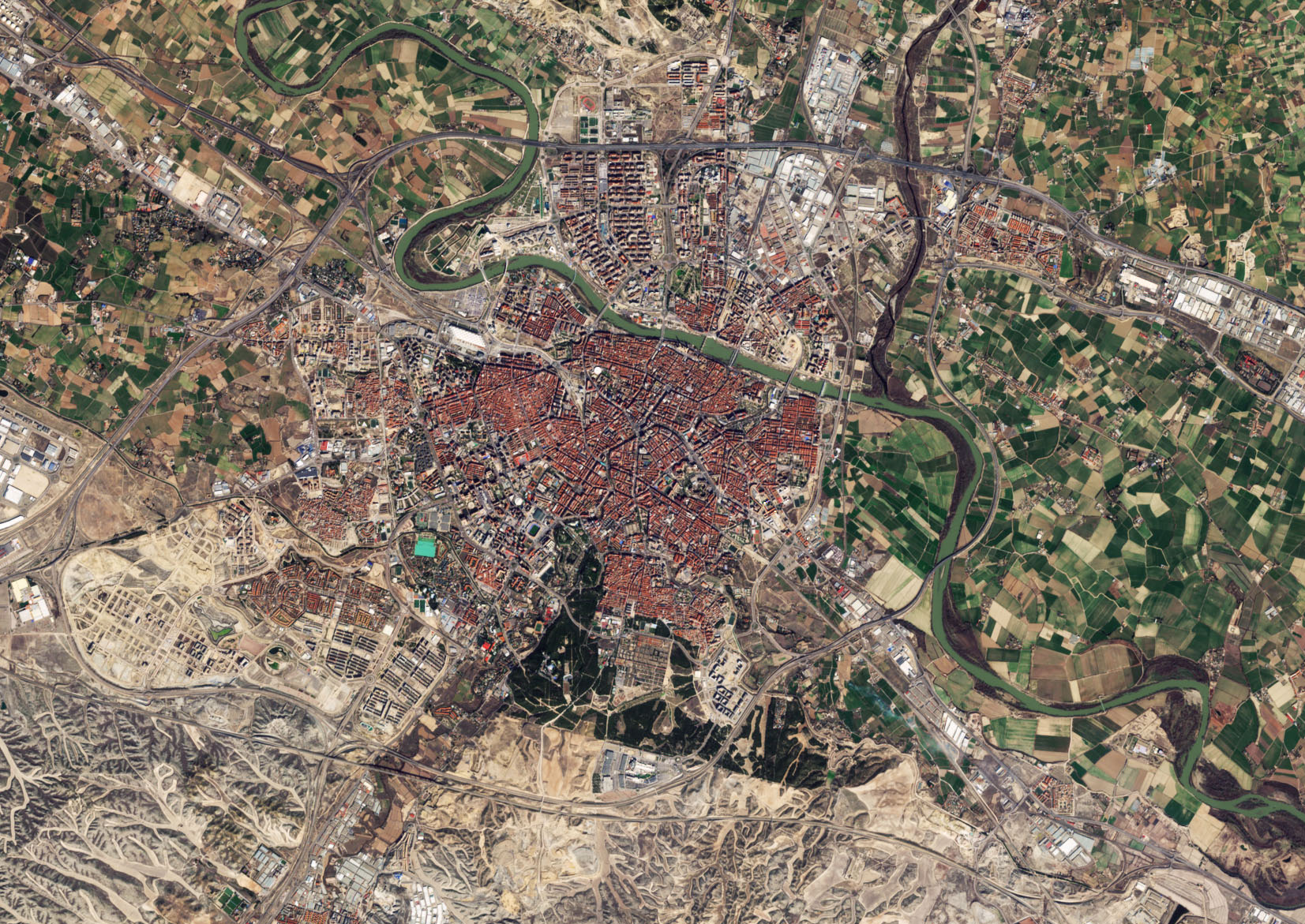
Vista de Zaragoza desde el Copernicus Sentinel-2 de la ESA

En la ribera y en el área urbana, el terreno es llano por lo general, sobre todo en la parte norte de la ciudad asentada en la margen derecha de la desembocadura del río Gállego, mientras que la sur tiene una inclinación más pronunciada conforme se aleja del Ebro. La altura del río Ebro a su paso por Zaragoza es de 199 m s. n. m., aunque gran parte de la ciudad está por encima de los 210 m s. n. m. y los barrios del sur como Torrero y La Paz, se encuentran a más de 250 m s. n. m. La ribera está rodeada de escarpes, cornisas o cárcavas dando lugar a relieves abruptos, en ocasiones con fuertes desniveles. En contraste altitudinal respecto al área metropolitana, dentro del municipio, destacan la plana de Muses, un segmento meridional de los Montes de Castejón a 730 m de altitud, y las planas de María por encima de los 600 m s. n. m., resultado de la dureza de sus materiales geológicos a la erosión.
Los materiales que afloran en la ciudad y su entorno son fundamentalmente gravas, arenas y arcillas producto de la propia sedimentación del Ebro durante el Cuaternario, que se disponen en terrazas fluviales de varios metros de espesor sobre las unidades de yesos y limos depositadas durante el Terciario. Estos materiales se consideran evaporitas, al formarse por evaporación de las aguas en extensas lagunas de una depresión endorreica que delimitaban las cordilleras pirenaica, ibérica y costero catalana. Esta zona endorreica se abrió al mediterráneo por la erosión remontante de uno o varios barrancos, precursores del actual río Ebro.
La naturaleza salina de las evaporitas, unida a una pluviometría escasa y un fuerte coeficiente de evaporación, han favorecido el desarrollo de una singular vegetación esteparia en el entorno de Zaragoza, que constituye una rareza botánica y paisajística a nivel europeo, si bien es poco valorada en general por sus habitantes. El contraste entre este paisaje y la vegetación exuberante de los sotos fluviales es uno de los atractivos de los descensos en piragua que pueden realizarse aguas arriba y aguas abajo de la ciudad.
Los límites de término municipal son los siguientes:
| Noroeste: Castejón de Valdejasa, Tauste, Torres de Berrellén, Sobradiel, Utebo, La Joyosa, Alagón y Pinseque | Norte: Zuera, Villanueva de Gállego y San Mateo de Gállego  | Nordeste: Perdiguera                                                           |
| Oeste: Bárboles, Bardallur y La Muela                                                                        |                                                             | Este: Villamayor de Gállego, La Puebla de Alfindén, Pastriz y El Burgo de Ebro |
| Suroeste: La Muela                                                                                           | Sur: María de Huerva, Cuarte de Huerva, Cadrete y Valmadrid | Sureste: Fuentes de Ebro y Mediana de Aragón                                   |

### Clima

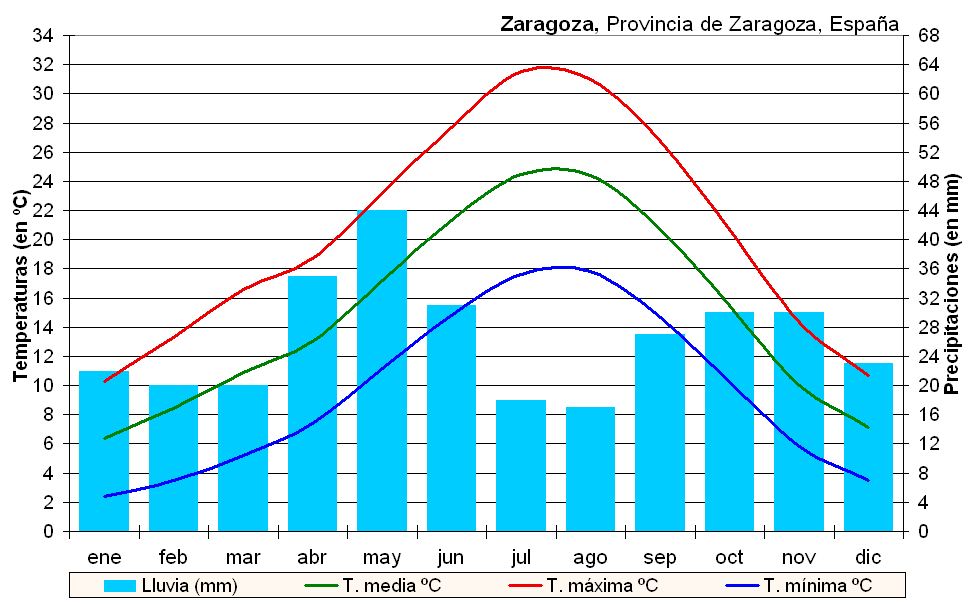
Climograma de Zaragoza. Datos del observatorio del aeropuerto

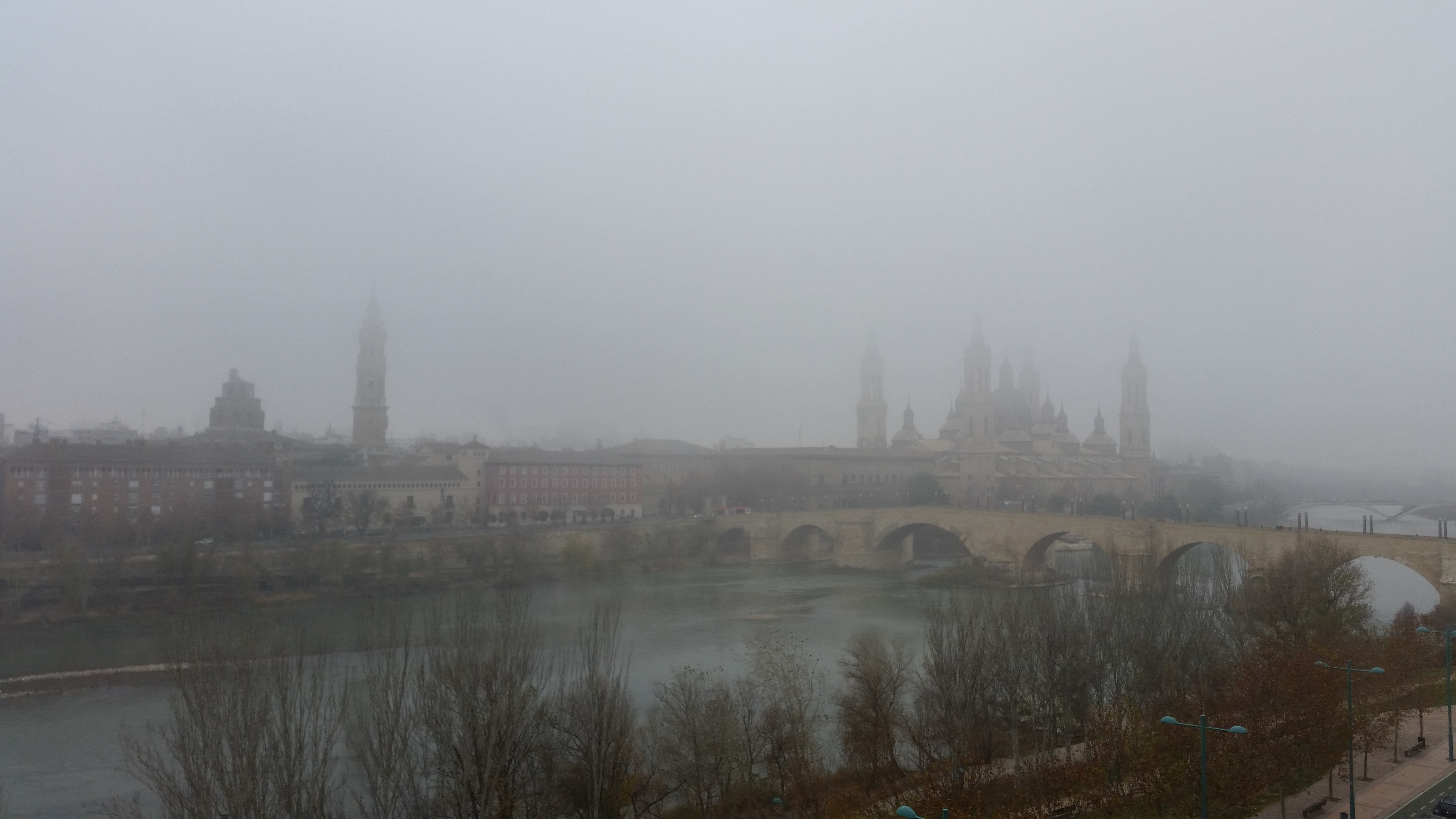
Niebla a orillas del río Ebro

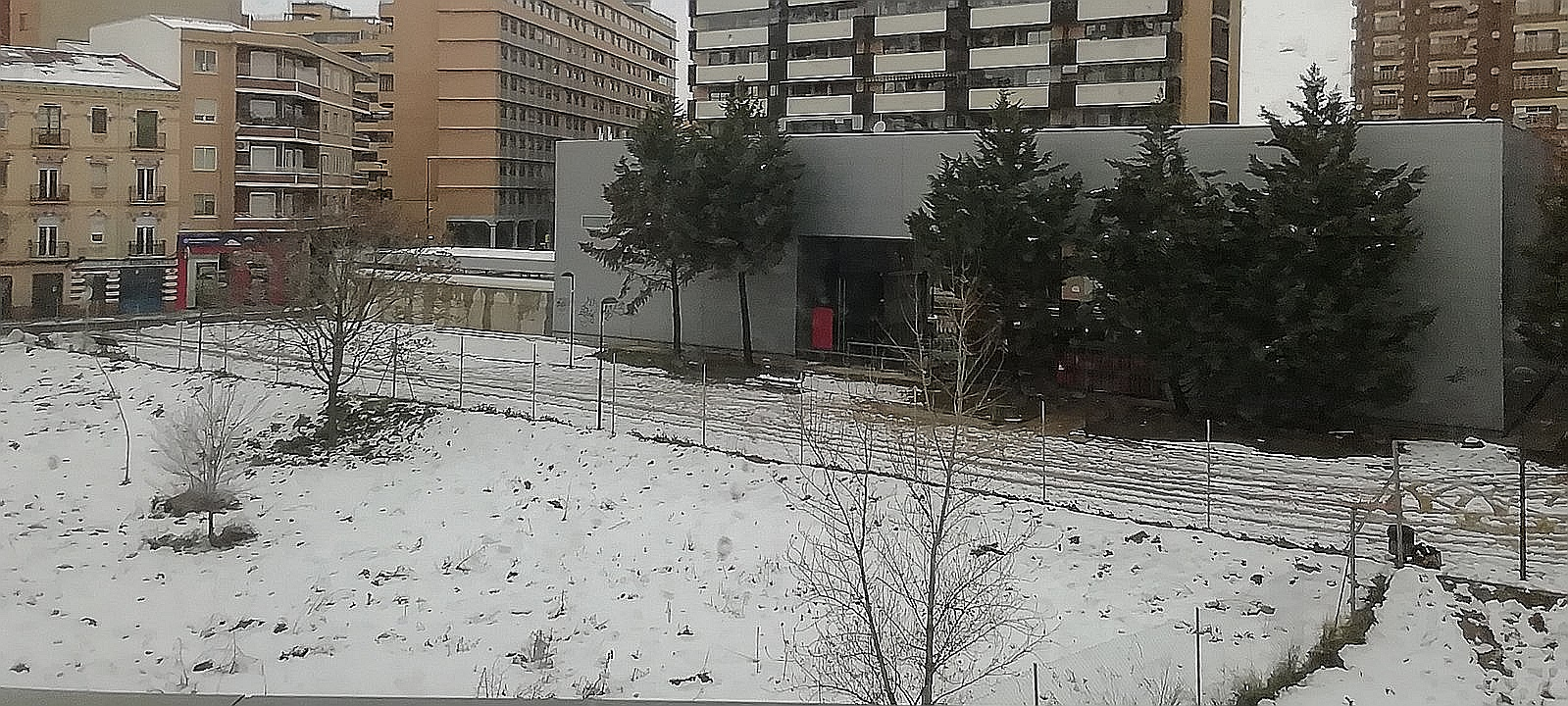
Nevada en el barrio del Arrabal (Zaragoza) el 9 de enero de 2021 durante el temporal Filomena

De acuerdo con la clasificación climática de Köppen, Zaragoza tiene un clima semiárido frío (BSk), propio de la depresión del Ebro. Los inviernos son ligeramente fríos, con mínimas medias alrededor de los 2 °C, siendo normales las heladas nocturnas (23 días de heladas de media al año), mientras que las máximas suelen situarse alrededor de los 10 °C de media, aunque durante los meses de diciembre y enero, debido a la inversión térmica durante situaciones anticiclónicas y la posterior formación de nieblas (llamadas boiras en Aragón), las temperaturas pueden desplomarse, llegando a ser incluso más bajas que en las zonas próximas situadas a mayor altitud que si ven el sol; en estos eventos la amplitud térmica se reduce drásticamente e incluso en raras ocasiones, en este tipo de eventos, se han llegado a registrar máximas negativas de hasta tres grados bajo cero, como en diciembre de 2001 lo que lleva a que las gotas de niebla se depositen en algunas superficies congelándose y formando cencellada (conocido como dorondón en Aragón). Los veranos son calurosos, las máximas suelen superar a menudo los 30 °C (aunque pueden estar por debajo de este valor especialmente si sopla el cierzo), incluso pasan los 35 °C algunos días y ocasionalmente se ha llegado a superar ligeramente la barrera de los 40 °C; mientras que las mínimas debido a la continentalidad de Zaragoza suelen bajar de los 20 °C aunque a veces esta marca se supere en eventos cálidos. En cuanto a máximas medias y absolutas veraniegas, Zaragoza es junto a Lérida, la capital de provincia más cálida del norte de España.
Las escasas lluvias se concentran en primavera, y en otoño en menor medida, con unos 6 o 7 días de lluvia por mes; hay sequías estivales, con solo 1 a 2 días de lluvia de media por mes, aunque en ocasiones en verano puedan ocurrir fuertes tormentas, a veces incluso con granizo debido a la formación de nubes convectivas por el calor, que hacen amainar un poco la sequía. En invierno las precipitaciones también son bastantes escasas, tan solo un poco más comunes que en verano, unos 4 días de lluvia por mes. Debido a la sequía invernal, Zaragoza tiene de media solo 2,4 días de nieve al año, al hallarse también situada a poca altitud y tener por tanto temperaturas relativamente suaves. Aún es más difícil que la nieve cuaje, ocurriendo ello aproximadamente una vez cada tres años. El promedio anual de precipitación es bastante escaso, de unos 329 mm, debido sobre todo al efecto foehn o efecto adiabático.
Las temperaturas más altas desde que existen registros históricos son los 44,5 °C del 7 de julio de 2015; los 43,2 °C del 29 de junio de 2019; los 42,8 °C del 26 de agosto de 2010 y los 42,6 °C del 17 de julio de 1978. Las más bajas son -15,2 °C, registrada tanto el 1 como el 18 de enero de 1918, -14,9 °C, del 31 de diciembre de 1887,-11,4 °C registrada el 5 de febrero de 1963 y en el siglo XXI, únicamente se puede destacar los -9,5 °C del 25 de diciembre de 2001. Las nevadas más importantes de la historia reciente son la de febrero de 2005 (15 cm de nieve), febrero de 2018 (6 cm de nieve) y enero de 2021 (20 cm de nieve). La mayoría de nevadas se producen en frentes cálidos de suroeste (o de sureste en menor medida) tras una irrupción fría previa, en la cual se había asentando aire frío en el valle del Ebro, ya que con otros componentes de viento como norte, apenas precipita debido a los intensidad del mismo y además ello dificulta a su vez que el frío se asiente.
Según la Agencia Estatal de Meteorología, la velocidad media del viento es de 19 km/h. El cierzo sopla con frecuencia durante el invierno y a comienzos de la primavera. Los vientos norte se encuazan por el valle del Ebro, cambiando su dirección a noroeste y soplando con intensidad. Este viento se conoce en la región como cierzo y es de tipo foen, caracterizándose por su sequedad y temperaturas suaves, aunque con sensaciones térmicas frías o muy frías. Suele soplar con un carácter racheado tras el paso de frentes fríos.
Otro viento es el bochorno que viene desde el Mediterráneo y que se encuaza por el valle del Ebro soplando desde el sureste. Este se caracteriza por su humedad, dejando sensaciones térmicas muy cálidas en verano y favoreciendo las nieblas en invierno. Suele soplar con menor intensidad que el cierzo
A veces también sopla suroeste/oeste (fagüeño) siendo como el cierzo de tipo foen aunque aportando en ocasiones humedad si va asociado a bajas atlánticas o a tormentas en verano (las cuales se generan en las sierras del Sistema Ibérico). Este viento cuando es más seco, deja en verano las mayores temperaturas registradas en Zaragoza en olas de calor. En invierno, si sopla suave sin que pueda desplazar el aire frío asentado en el valle, puede dejar nevadas de frente cálido si tiene cierta humedad.
| Parámetros climáticos promedio de Observatorio del aeropuerto de Zaragoza ( 249 m s. n. m. ) (Periodo de referencia: 1991-2020, extremas: 1951-2019) | Parámetros climáticos promedio de Observatorio del aeropuerto de Zaragoza ( 249 m s. n. m. ) (Periodo de referencia: 1991-2020, extremas: 1951-2019) | Parámetros climáticos promedio de Observatorio del aeropuerto de Zaragoza ( 249 m s. n. m. ) (Periodo de referencia: 1991-2020, extremas: 1951-2019) | Parámetros climáticos promedio de Observatorio del aeropuerto de Zaragoza ( 249 m s. n. m. ) (Periodo de referencia: 1991-2020, extremas: 1951-2019) | Parámetros climáticos promedio de Observatorio del aeropuerto de Zaragoza ( 249 m s. n. m. ) (Periodo de referencia: 1991-2020, extremas: 1951-2019) | Parámetros climáticos promedio de Observatorio del aeropuerto de Zaragoza ( 249 m s. n. m. ) (Periodo de referencia: 1991-2020, extremas: 1951-2019) | Parámetros climáticos promedio de Observatorio del aeropuerto de Zaragoza ( 249 m s. n. m. ) (Periodo de referencia: 1991-2020, extremas: 1951-2019) | Parámetros climáticos promedio de Observatorio del aeropuerto de Zaragoza ( 249 m s. n. m. ) (Periodo de referencia: 1991-2020, extremas: 1951-2019) | Parámetros climáticos promedio de Observatorio del aeropuerto de Zaragoza ( 249 m s. n. m. ) (Periodo de referencia: 1991-2020, extremas: 1951-2019) | Parámetros climáticos promedio de Observatorio del aeropuerto de Zaragoza ( 249 m s. n. m. ) (Periodo de referencia: 1991-2020, extremas: 1951-2019) | Parámetros climáticos promedio de Observatorio del aeropuerto de Zaragoza ( 249 m s. n. m. ) (Periodo de referencia: 1991-2020, extremas: 1951-2019) | Parámetros climáticos promedio de Observatorio del aeropuerto de Zaragoza ( 249 m s. n. m. ) (Periodo de referencia: 1991-2020, extremas: 1951-2019) | Parámetros climáticos promedio de Observatorio del aeropuerto de Zaragoza ( 249 m s. n. m. ) (Periodo de referencia: 1991-2020, extremas: 1951-2019) | Parámetros climáticos promedio de Observatorio del aeropuerto de Zaragoza ( 249 m s. n. m. ) (Periodo de referencia: 1991-2020, extremas: 1951-2019) |
| Mes | Ene. | Feb. | Mar. | Abr. | May. | Jun. | Jul. | Ago. | Sep. | Oct. | Nov. | Dic. | Anual |
| --- | --- | --- | --- | --- | --- | --- | --- | --- | --- | --- | --- | --- | --- |
| Temp. máx. abs. (°C) | 20.6 | 25.5 | 28.7 | 32.4 | 37.5 | 43.2 | 44.5 | 42.8 | 39.2 | 33.9 | 28.4 | 22.0 | 44.5 |
| Temp. máx. media (°C) | 11.0 | 13.4 | 17.5 | 20.4 | 24.9 | 30.0 | 32.8 | 32.4 | 27.4 | 21.8 | 15.0 | 11.1 | 21.5 |
| Temp. media (°C) | 7.0 | 8.5 | 11.8 | 14.4 | 18.6 | 23.1 | 25.7 | 25.6 | 21.4 | 16.6 | 10.8 | 7.2 | 15.9 |
| Temp. mín. media (°C) | 2.9 | 3.5 | 6.0 | 8.5 | 12.3 | 16.2 | 18.6 | 18.8 | 15.4 | 11.3 | 6.5 | 3.3 | 10.3 |
| Temp. mín. abs. (°C) | -10.4 | -11.4 | -6.3 | -2.4 | 0.5 | 5.2 | 8.0 | 8.4 | 4.8 | 0.6 | -5.6 | -9.5 | -11.4 |
| Precipitación total (mm) | 24 | 20 | 28 | 40 | 40 | 28 | 16 | 18 | 27 | 34 | 34 | 19 | 329 |
| Días de precipitaciones (≥ 1 mm) | 4.4 | 3.7 | 4.8 | 5.6 | 6.2 | 4.0 | 2.6 | 2.2 | 3.2 | 5.3 | 5.6 | 4.5 | 52.1 |
| Días de nevadas (≥ 0.01 mm) | 0.5 | 0.6 | 0.3 | 0.0 | 0.0 | 0.0 | 0.0 | 0.0 | 0.0 | 0.0 | 0.1 | 0.4 | 1.9 |
| Horas de sol | 143 | 181 | 226 | 246 | 294 | 324 | 363 | 329 | 258 | 208 | 156 | 127 | 2849 |
| Humedad relativa (%) | 74 | 66 | 59 | 56 | 52 | 48 | 46 | 48 | 55 | 65 | 72 | 76 | 60 |
| Fuente n.º 1: Agencia Estatal de Meteorología | | | | | | | | | | | | | |
| Fuente n.º 2: Agencia Estatal de Meteorología (extremos)                                                                                             | | | | | | | | | | | | | |

### Parques y arbolado urbano

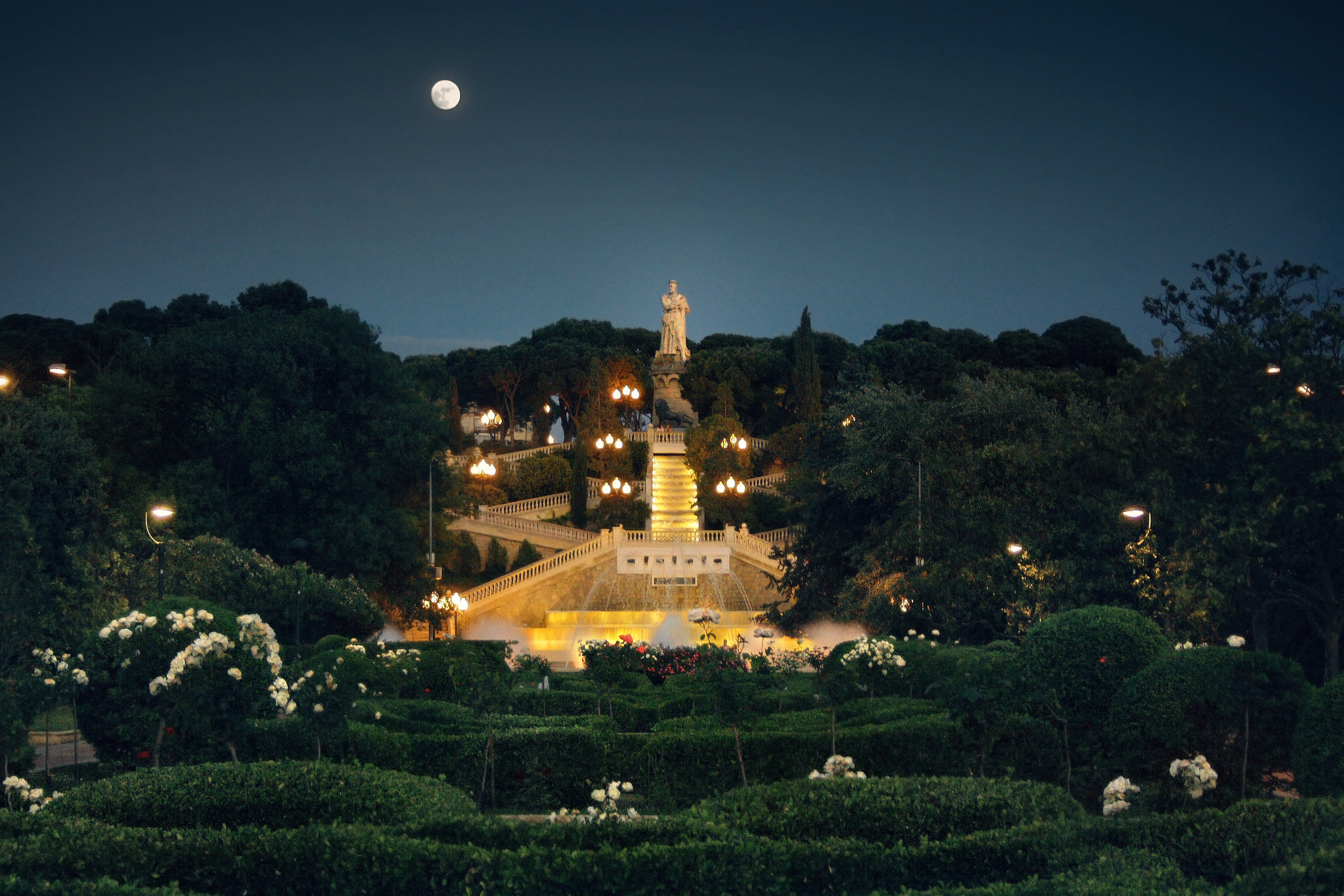
Parque Grande

Antes del año 2008, Zaragoza contaba con once grandes parques urbanos de extensión superior a 10 hectáreas, entre los que se pueden citar los siguientes:
- Parque Grande José Antonio Labordeta
- Parque del Tío Jorge
- Parque del Oeste de Zaragoza
- Parque Cabezo Buena Vista
- Parque Montecanal

A causa de la celebración de la EXPO 2008 se aumentaron significativamente las zonas verdes de la ciudad. En particular se reacondicionó parte del meandro de Ranillas para crear el parque del Agua Luis Buñuel y se realizó un plan para la recuperación de las riberas del Ebro, Huerva y Gállego.
Entre las 204 especies de árboles existentes en las calles de Zaragoza en el año 2007, las más difundidas son: el plátano de sombra, el pino carrasco, el aligustre, el ciruelo rojo, el ailanto, la robinia, el álamo y la catalpa.

### Entornos naturales

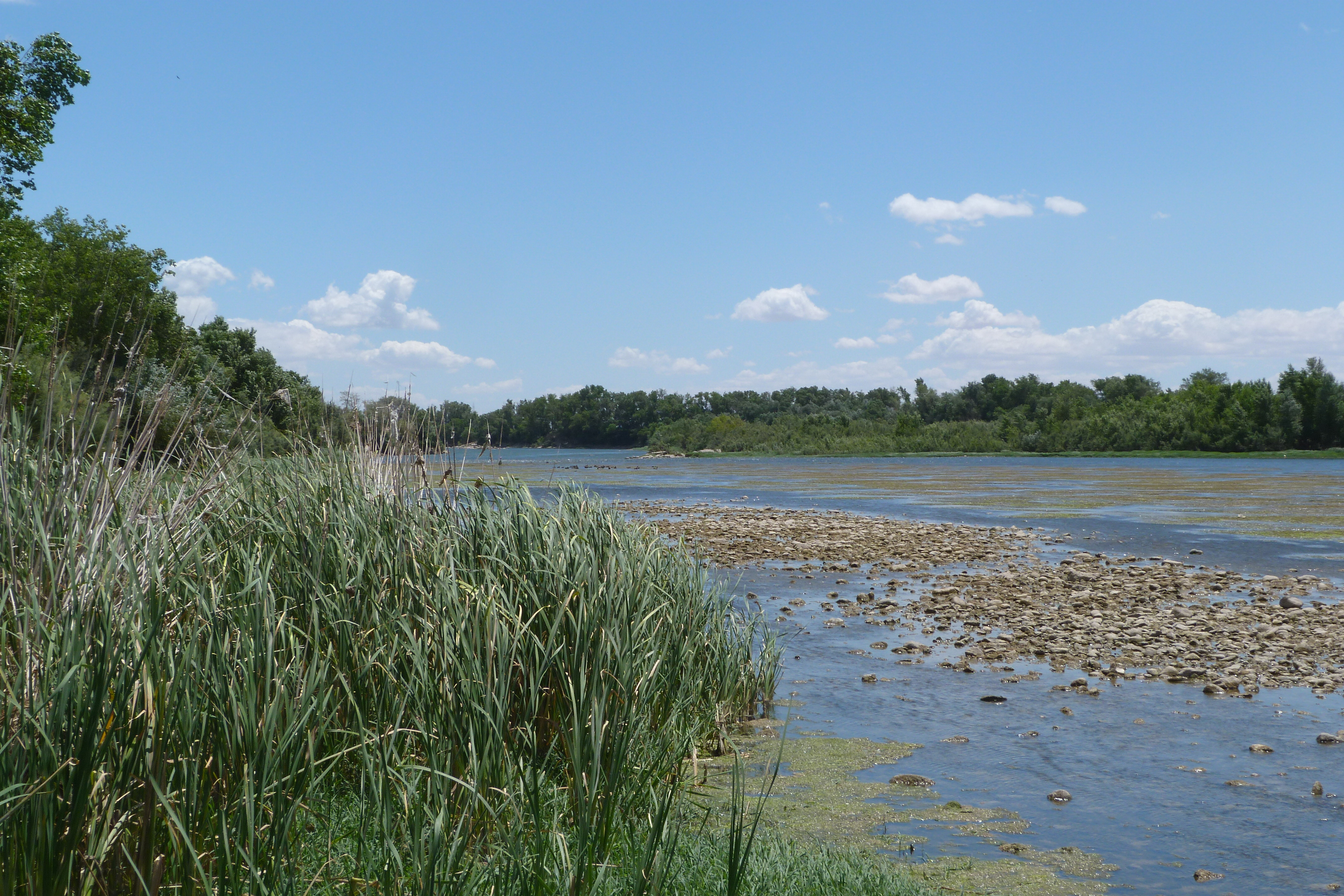
Galacho de la Alfranca

El entorno natural de Zaragoza tiene como eje fundamental a sus ríos, el Ebro, el Gállego y el Huerva, donde se encuentran diferentes ecosistemas como varios bosques de ribera o sotos. En este contexto destacan los galachos, que son meandros abandonados del río Ebro que conservan parte del agua y forman singulares espacios naturales: El galacho de La Alfranca y el galacho de La Cartuja forman, junto al galacho de El Burgo de Ebro, la Reserva natural dirigida de los Sotos y Galachos del Ebro. Otra área protegida es el Galacho de Juslibol. También se pueden destacar los humedales de la balsa del Ojo del Cura, balsa del Ojo del Fraile, balsa de la Consejera (las tres en Casetas) y la balsa de Larralde (en Garrapinillos), aunque esta última fue en su origen una balsa artificial para el riego. El Anillo Verde de Zaragoza es un itinerario natural de unos 60 km de longitud que conecta diversos espacios naturales, parques y paseos urbanos. Se divide en el Anillo Verde Norte, que tiene gran parte del trayecto junto a los ríos Ebro y Gállego, y el Anillo Verde Sur, cuyo recorrido discurre en buena parte por el corredor que está a lo largo del Canal Imperial de Aragón y también junto al Ebro. Otro espacio natural es el Vedado de Peñaflor.

## Historia

### Prehistoria y antigüedad

La ciudad romana de Caesaraugusta sobre el plano de la ciudad actual:
1.- Decumano (actuales calles Mayor, Espoz y Mina y Manifestación)
2.- Cardo (actual calle Don Jaime)
3.- Foro de Caesaraugusta
4.- Puerto fluvial
5.- Termas públicas
6.- Teatro
7.- Muralla

La ciudad de Zaragoza cuenta con más de 2000 años de historia. La población más antigua documentada data del siglo VII a. C., en los restos de unos poblamientos del final de la Edad del Bronce. Las primeras noticias de un asentamiento urbano datan de la segunda mitad del siglo III a. C. y nos hablan de una ciudad ibérica llamada Salduie que se identifica con el nombre de «Salduvia» en un texto del romano Plinio el Viejo.
El bronce de Ascoli, datado el año 89 a. C., premia a los jinetes de Salduie por su valor en el campo de batalla. Los bronces de Botorrita, hallados cerca de la actual Botorrita, en las proximidades de Zaragoza, también están escritos en latín y están datados en el año 87 a. C. Aluden a la construcción de una acequia por parte de los Salduvienses, acequia cuyo trazado no diferiría mucho del trazado de la Acequia de la Almozara, todavía en servicio.
La ciudad romana de Caesaraugusta fue una colonia inmune refundada sobre la ciudad ibera por Octavio Augusto con veteranos de las guerras cántabras entre el año 25 y el 12 a. C., muy probablemente el 14 a. C. Entonces tenía una planta rectangular y una extensión de 47 hectáreas, coincidente con el trazado urbanístico del actual casco antiguo, y su perímetro estaba delimitado por la calle del Coso al sur y al este, la avenida de César Augusto al oeste y el río Ebro al norte. Poco después se convirtió en el centro urbano más importante del valle medio del Ebro. La ciudad no decayó durante el Bajo Imperio romano de Occidente.

### Edad Media

#### Época visigoda

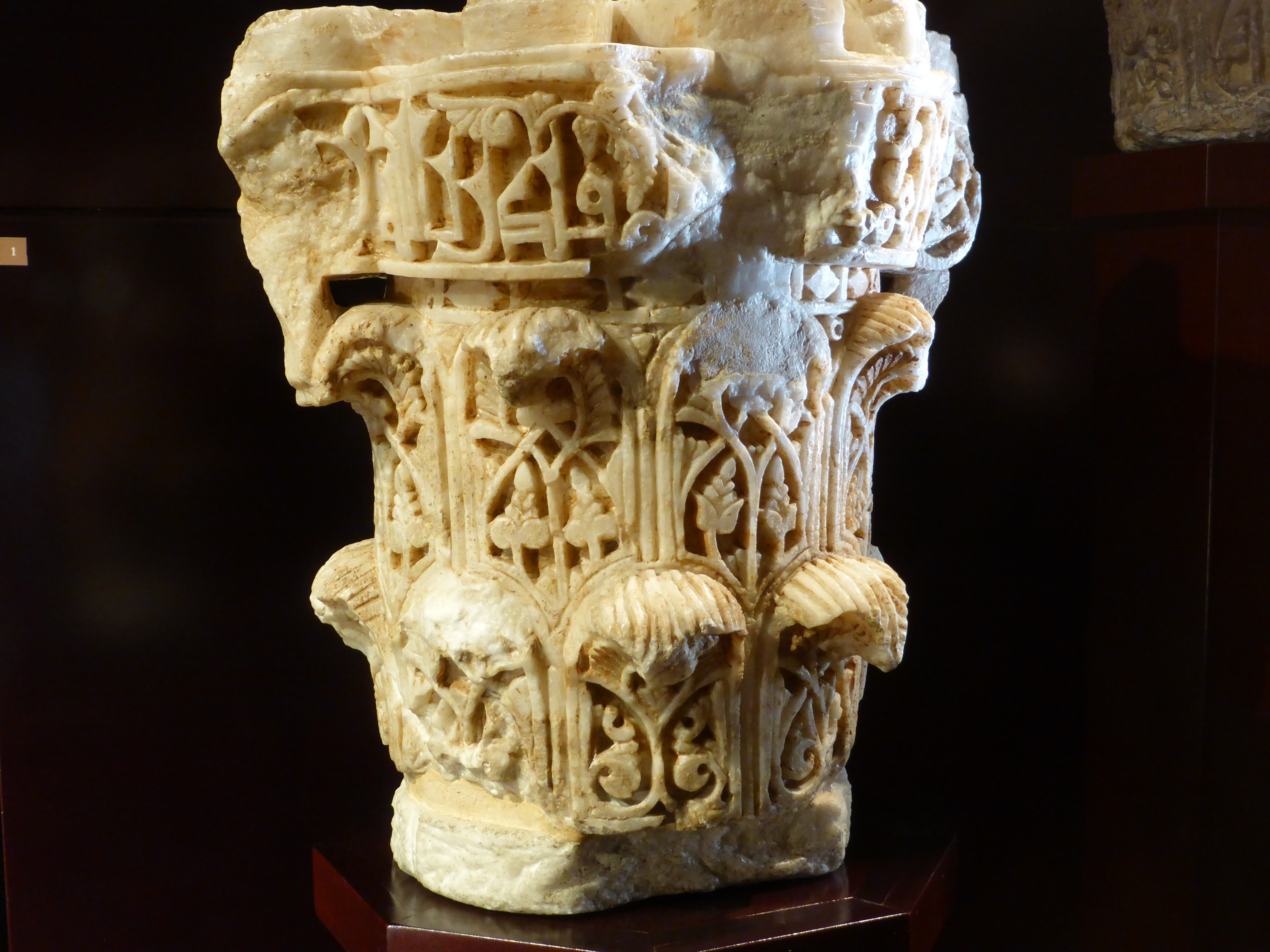
Capitel de alabastro, del, del taller de la Aljafería

En el año 452 la ciudad fue conquistada por los suevos y en el 466 por los visigodos, quienes la incorporaron al reino de Tolosa. En 541 fue asediada por los francos, aunque la ciudad no llegó a caer en su poder. En 542 apareció, procedente de África, el brote de peste conocido como plaga de Justiniano que azotó el litoral mediterráneo europeo hasta mediados del siglo VIII.
En el siglo VII su sede episcopal conoció un periodo de esplendor con las figuras de los obispos Braulio de Zaragoza y Tajón.

#### Época omeya
El año 714 fue ocupada por el sarraceno Musa ibn Nusair y se convirtió en un centro musulmán importante llamado «Medina al-Baida Saraqusta» (Zaragoza la Blanca), que Carlomagno intentó ocupar sin éxito el año 788.
En el siglo IX los Banu Qasi, familia noble de origen hispanorromano o visigodo convertida al islam al poco de la invasión, la designaron capital de sus extensos dominios poco después del 852 con Musa ibn Musa, conocido en la tradición cristiana como el «Moro Muza». Más tarde, el emir Mohámed I de Córdoba se la compró en 884 por 15 000 dinares de oro. En 890, obtuvieron la hegemonía los tuyibíes, yemeníes provenientes de las zonas de Calatayud y Daroca, y Muhammad Alanqar pasó a ser el gobernador de Zaragoza.
Capital de la frontera superior con los reinos cristianos bajo el califato Omeya, gozó de cierta autonomía respecto de Córdoba. La Zaragoza musulmana del siglo X acogió a comunidades de las otras religiones del Libro en la judería y el barrio mozárabe.

#### Época taifa y almorávide

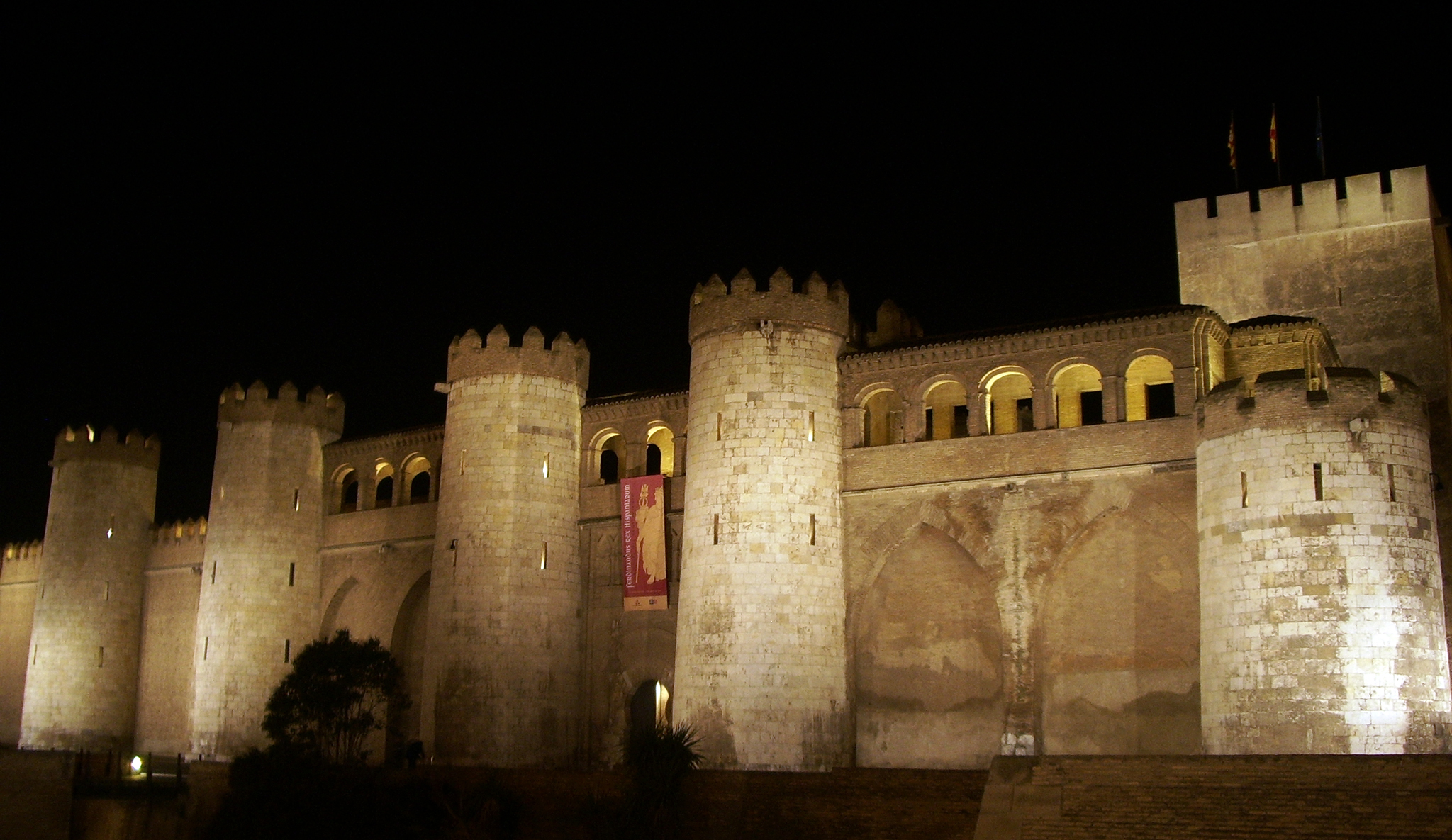
Palacio de la Aljafería, del. Restaurado en el

Tras la descomposición del califato andalusí, se erigió en la capital de un importante reino, la taifa de Zaragoza, en 1018, con el reinado del tuyibí Mundir I. El periodo de esplendor de la ciudad islámica se dio en el siglo XI, especialmente con el reinado de Al-Muqtadir (1046-1081), ya perteneciente a la dinastía de los Banu Hud, quien amplió su reino con la anexión de la taifa de Tortosa y la taifa de Denia y sometió a vasallaje a la de taifa de Valencia. Construyó un espléndido palacio fortificado de recreo: el palacio de la Aljafería, cuyas obras comenzaron en 1065. La dinastía hudí consiguió mantener su independencia frente al Imperio almorávide y a la presión de un joven reino de Aragón, hasta que en 1110 la ciudad tuvo que ser entregada al poder almorávide, que puso al frente de la gobernación de la urbe al exregidor de Valencia Muhammad ibn al-Haŷŷ. En 1115 le sustituyó Ibn Tifilwit, quien nombró visir al gran filósofo Avempace.

#### La Zaragoza cristiana
Con la ayuda de sus aliados occitanos y cruzados francos, y su ejército de aragoneses, el rey Alfonso I de Aragón, el Batallador, reconquistó Zaragoza en el año 1118. La ciudad se convertiría pronto en la capital del reino de Aragón, y fue la sede en la que se coronaron los reyes de la Corona de Aragón. La población musulmana se tuvo que trasladar fuera de los muros de la ciudad, donde fundó el nuevo barrio de la morería, mientras que el núcleo urbano era repoblado por francos y dado en feudo al aristócrata francés Gastón IV de Bearne.
En la Zaragoza medieval existió una comunidad judía destacada, reconocida por sus yeshivot (escuelas religiosas), donde además del estudio del Talmud se enseñaba también filosofía. La comunidad llegó a tener siete sinagogas, de las cuales se conocen actualmente la ubicación de dos: Le Mayor (la sinagoga principal) y la sinagoga conocida como "de los Callizos" o "de Cehán". Esta comunidad logró evitar los pogromos de 1391, en gran medida gracias a la presencia del rey en la ciudad y a la intervención del influyente líder judío Hasdai Crescas.
Desde el final del siglo XIII fue el centro de la Unión Aragonesa (asociación de nobles para limitar el poder real y mantener sus privilegios), hasta que esta fue derrotada por el rey Pedro IV, el Ceremonioso, en el año 1384. La unión dinástica de las coronas de Castilla y Aragón la transformó en una ciudad más de la monarquía de los Trastámara y, luego, de los Austrias. El establecimiento de la Inquisición fue causa de importantes revueltas y del asesinato del inquisidor Pedro Arbués en 1485. En el siglo XV se incorporaron a la ciudad los arrabales de labradores de San Pablo y de pescadores de las Tenerías. Durante el reinado de Fernando el Católico se construyó la Lonja. La expulsión de los judíos en 1492 y de los moriscos en 1609 provocaron un cierto estancamiento en su crecimiento, pero a pesar de eso, no dejó de ser una ciudad importante (con 25 000 habitantes en 1548).

### Edad Moderna

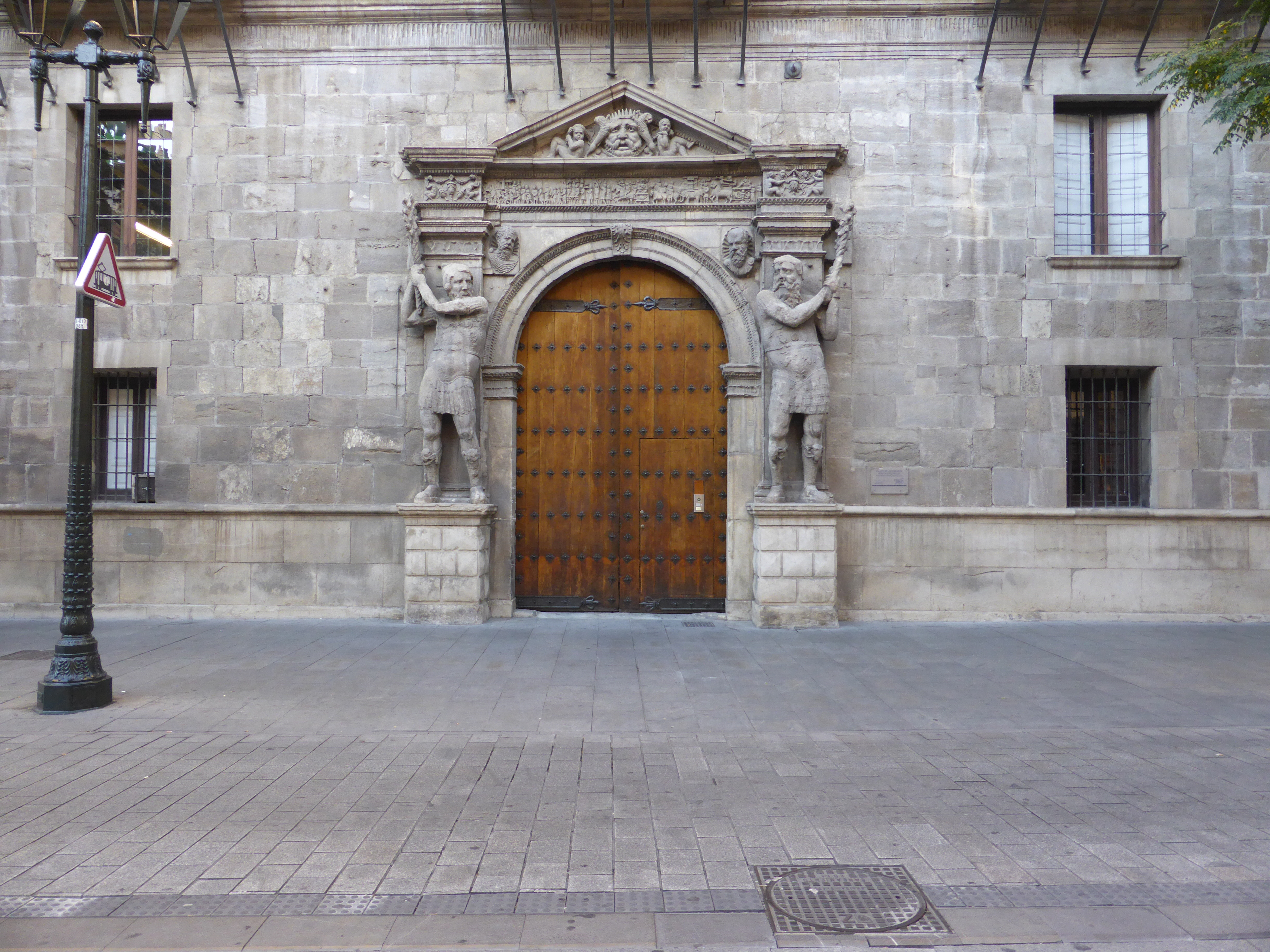
Portada de la Audiencia o Palacio de los Luna, del

Fue escenario de revueltas a causa del encarcelamiento de Antonio Pérez, secretario de Felipe II, que procesado por orden del rey, se acogió a la protección de los Fueros Aragoneses en el año 1591. Los disturbios acabaron con la ejecución del Justicia Juan de Lanuza y la introducción de algunas restricciones en sus privilegios.
Durante la Guerra de Sucesión, la ciudad, en defensa de las libertades y soberanía de Aragón, de sus instituciones y del Derecho aragonés, se declaró partidaria del archiduque Carlos de Austria. Al ser conquistada por las tropas borbónicas, perdió la autonomía de la que había disfrutado hasta aquel momento (1707), y que solo pudo recuperar brevemente en 1710, al derogarse sus fueros por los Decretos de Nueva Planta, con lo que la ciudad dejó de ser sede de importantes instituciones del Reino de Aragón.
Durante el siglo XVIII la población pasó de 30 000 habitantes en 1725 a 43 000 en 1787. En 1760 se produjo un motín paralelo de Esquilache, y en 1776 se fundó laSociedad Económica de Amigos del País.

### Edad Contemporánea

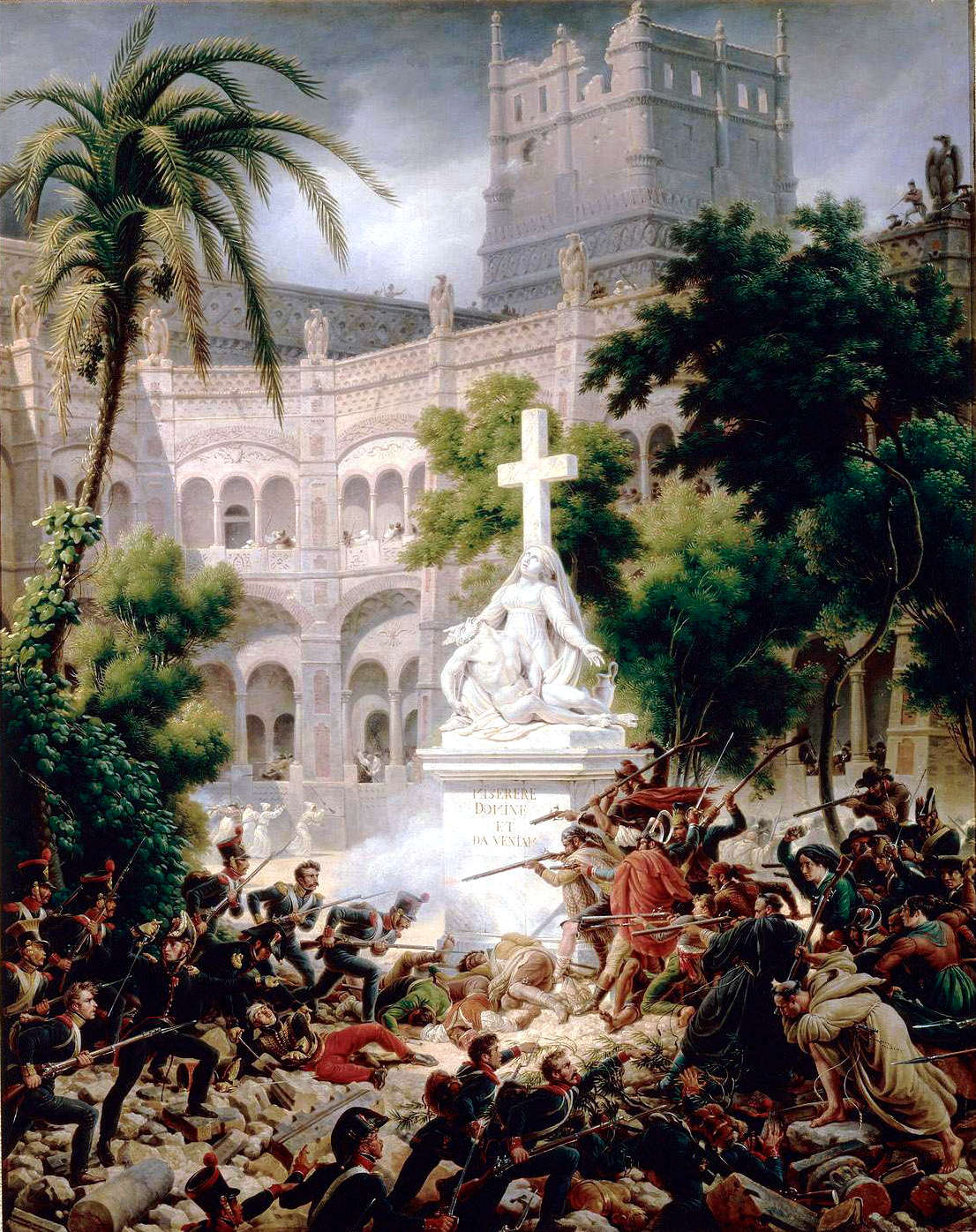
Asalto de las tropas francesas al monasterio de Santa Engracia el 8 de febrero de 1809 durante la Guerra de la Independencia, obra de Louis-François Lejeune realizada en 1827

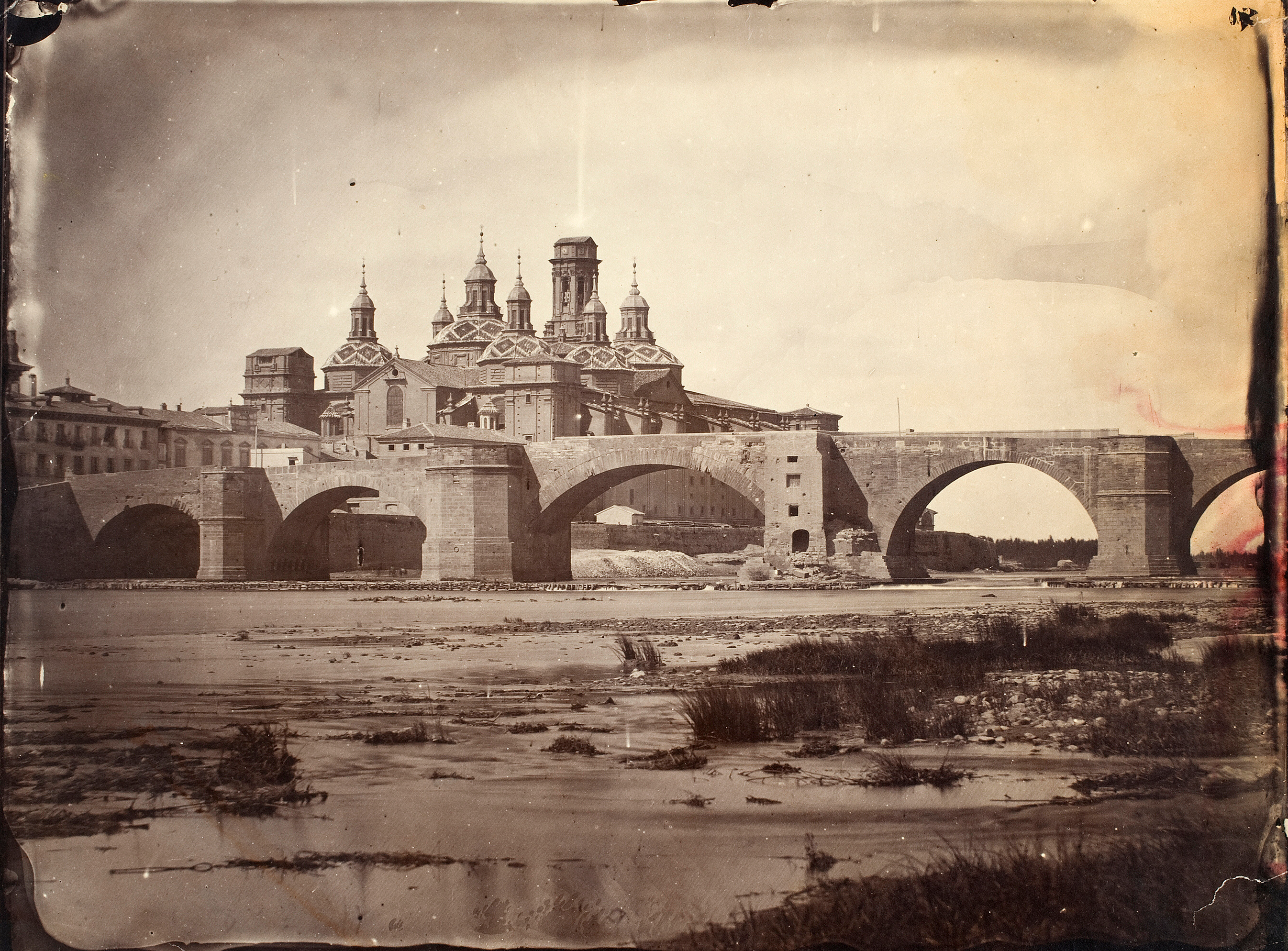
El Pilar y el Puente de Piedra sobre el Ebro en Zaragoza, en torno a 1865

Durante la guerra de la Independencia española (1808-1814) Zaragoza resistió los enfrentamientos con las tropas francesas. En la guerra contra Napoleón se hizo famosa en toda Europa por sus asedios, siendo un símbolo de la resistencia a Napoleón. En el primer asedio (junio-agosto de 1808), el general Verdier tuvo que desistir de tomarla. En el segundo asedio (final diciembre de 1808-21 de enero de 1809) capituló después de una serie de combates violentísimos, donde la población colaboró de forma heroica con las tropas de los defensores, a las órdenes de José de Palafox, que se encerró con 30 000 hombres. Moncey y después Lannes dirigieron el segundo asedio. Se calcula que murieron 8000 franceses y 40 000 defensores, ya que dentro de la ciudad se propagó una epidemia de tifus.

Durante las guerras carlistas el general carlista Juan Cabañero intentó ocupar la ciudad la madrugada del 5 de marzo de 1838, pero fue rechazado por la guarnición. El 2 de enero de 1854 hubo un intento frustrado de pronunciamiento.

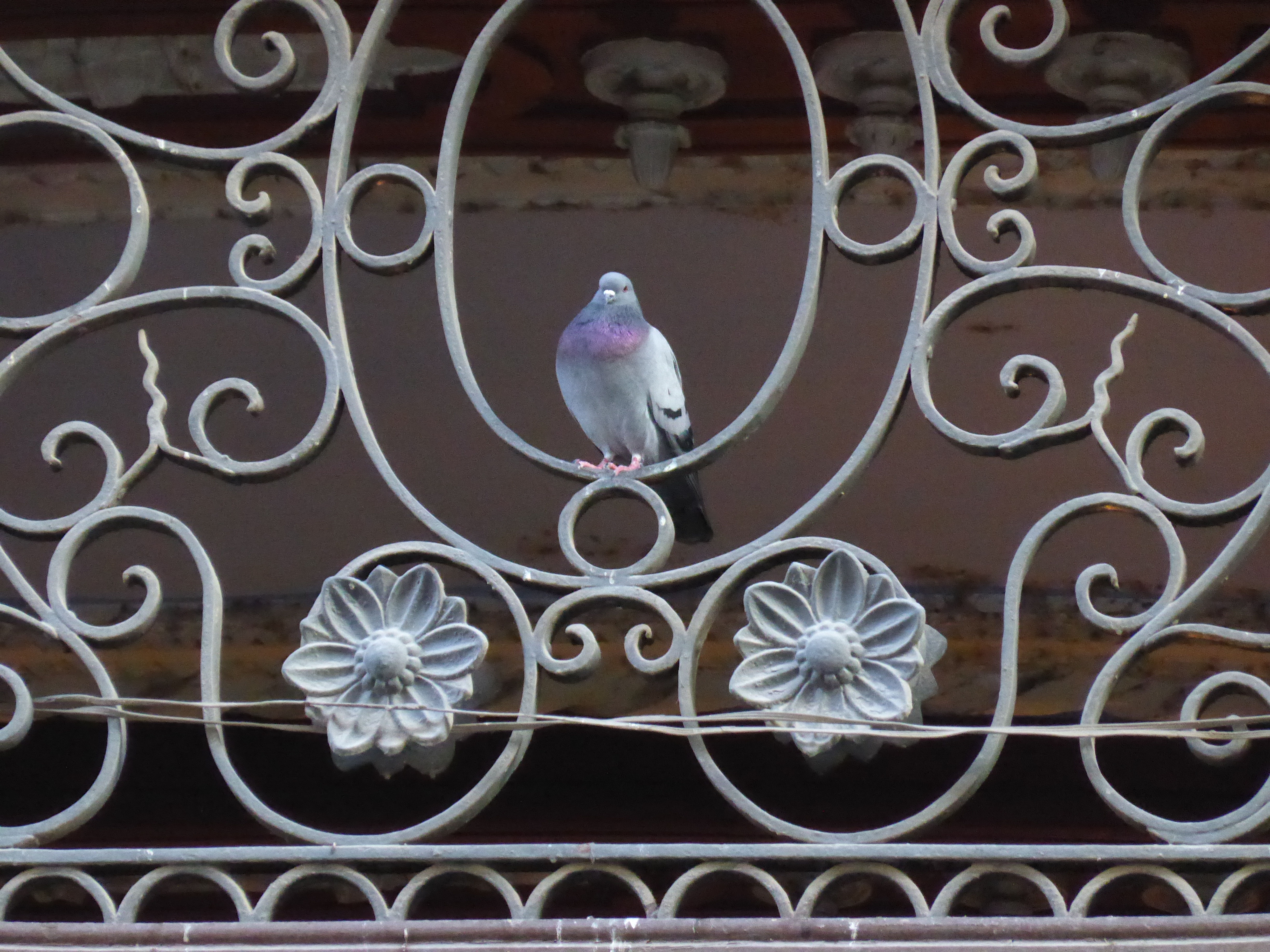
Verja del Pasaje de la Industria, del año 1883, en la calle de Alfonso I

El cólera de 1885 causó muchas víctimas. Sin embargo, el año 1900 la ciudad tenía unos 100 000 habitantes. También en el siglo XIX se produjeron las primeras transformaciones importantes que han configurado la ciudad actual: el emplazamiento de la estación de ferrocarril (estación del Norte), que generó un núcleo residencial e industrial, y la construcción paulatina del paseo de la Independencia (iniciado en 1815), con sus porches, que creó un eje que iba desde el Coso hasta la Huerta de Santa Engracia y articulaba el crecimiento hacia lo que constituiría el ensanchamiento de principios del siglo XX, con la Gran Vía y el paseo de Sagasta como calles principales. A finales del siglo XIX se convirtió en el foco de una fuerte inmigración rural atraída por el reciente proceso de industrialización de la ciudad. En 1904 se abrieron en la ciudad los primeros grandes almacenes El Águila, siguiendo el modelo de los grandes almacenes de París.

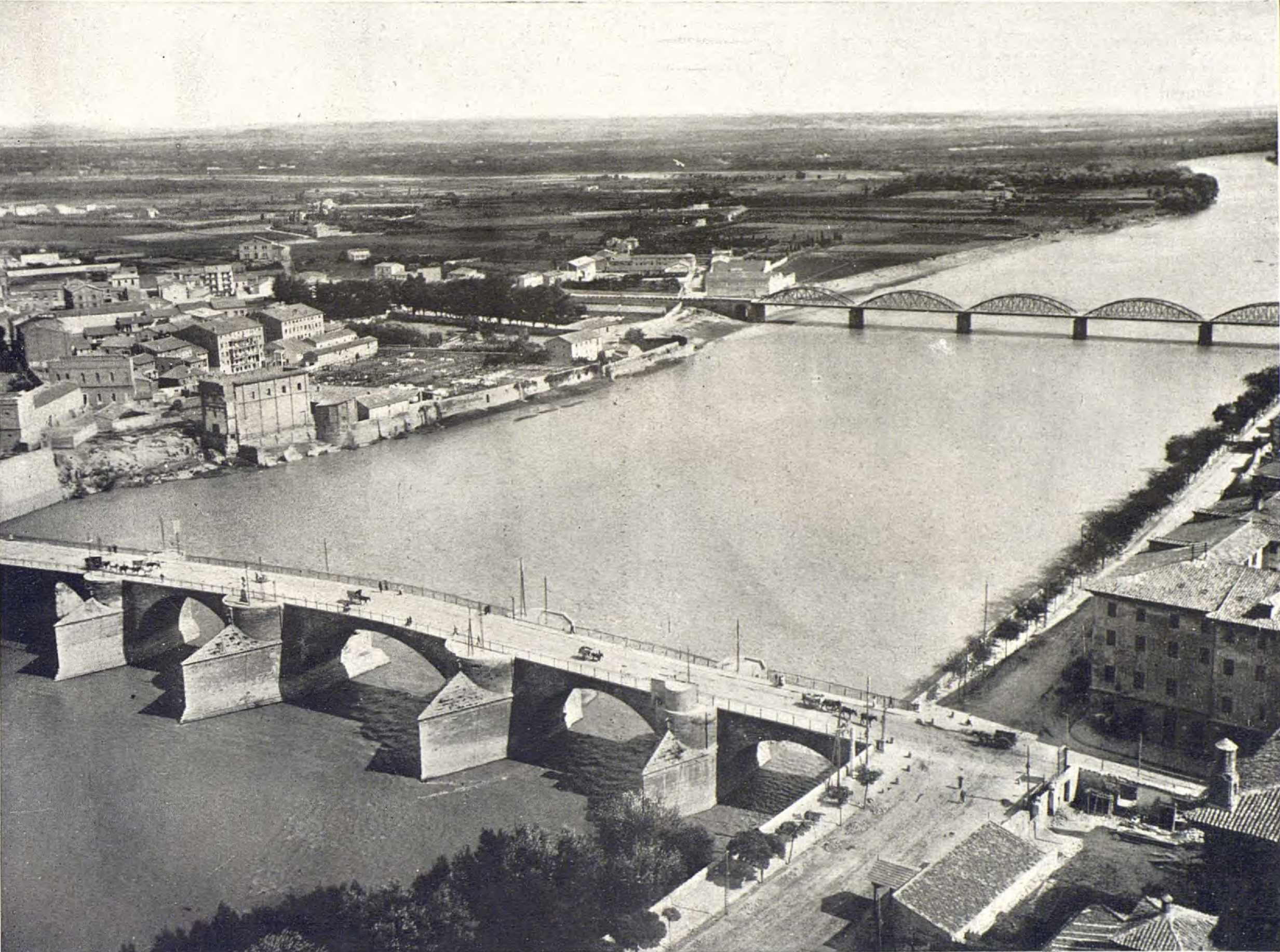
Vista del puente de Piedra y el puente de Hierro hacia 1917

Tras 1898, el azúcar de caña que suministraban las colonias perdidas comenzó a ser sustituido por el derivado de la remolacha, lo que originó en Zaragoza el auge de las industrias azucareras y la aparición de una burguesía que animó los movimientos regeneracionistas de la Liga Nacional de Productores (1899) y la Unión Nacional (1900) de Joaquín Costa y Basilio Paraíso. La acumulación de capital provocada por el fuerte aumento de los beneficios dio origen a la creación de varias entidades financieras regionales, como el Banco Zaragozano o el Banco de Aragón. Se produjo una inmigración rural, la aparición de un proletariado y el crecimiento urbanístico de la ciudad. La expansión económica trajo consigo períodos de carestía e inflación y provocaron las consecuentes reivindicaciones obreras. Estas fueron desatendidas por una burguesía local intransigente amparada en la represión violenta de las fuerzas del orden. Todo ello propició el fracaso del reformismo obrero y el crecimiento sostenido de la afiliación a la Confederación Nacional del Trabajo. Zaragoza fue durante las primeras décadas del siglo XX, tras Barcelona, la segunda ciudad cenetista de España.
Al inicio de la guerra civil española, el 19 de julio de 1936 los sublevados, mandados por el general Miguel Cabanellas, tomaron fácilmente el control de la ciudad. En 1937, los republicanos emprendieron la ofensiva de Zaragoza para tratar de recuperar el control de la ciudad, sin éxito.
Durante la dictadura se reabrió la Academia General Militar, que había sido clausurada en 1931 y reconvertida en campo de concentración franquista durante la guerra, y se instaló la Confederación Hidrográfica del Ebro. Después de diversos planes urbanísticos que completaron el trazado del siglo XIX, se produjo en los últimos treinta años del siglo un enorme crecimiento del casco urbano con la superación de la barrera natural que constituye el Ebro, y que ha llevado a la construcción de populosos nuevos barrios. Desde la segunda mitad del siglo XIX hasta nuestros días, Zaragoza ha seguido pujante, siendo actualmente la quinta ciudad de España en términos demográficos.

## Demografía
Zaragoza cuenta con una población de 686 986 habitantes (INE 2024). 
| Gráfica de evolución demográfica de Zaragoza entre 1842 y 2021 |
| |
| Población de derecho según los censos de población del INE Población de hecho según los censos de población del INEEn 1887 crece el término del municipio porque incorpora a Alfocea, Casetas, Juslibol y Mozalbarba En 1897 incorpora a Peñaflor. En 1959 incorpora a Torrecilla de Valmadrid En 2006 disminuye el término del municipio porque se segrega Villamayor de Gállego |

Desde la fundación de Caesaraugusta como colonia romana, sus límites acogieron una población de en torno a los 20 000 habitantes. Durante el periodo visigodo disminuyó levemente su población aunque mantuvo su pujanza como ciudad clave del norte de la península.
La llegada de los musulmanes a la península y la creación de la marca y posterior Taifa de Zaragoza hizo de Saraqusta una de las capitales más importantes de los primeros reinos de taifas. En su época de máximo esplendor (hacia 1080) dominaba, como centro de un reino islámico fundamentalmente urbano, gran parte del Levante peninsular, incluyendo la costa de Tortosa y Denia. Por aquel tiempo Zaragoza pudo llegar a contar con 25 000 habitantes, e incluso, los cálculos más optimistas, llevarían a la ciudad a los cerca de 50 000.
| Núcleos                 | Habitantes (2017) | Varones | Mujeres |
| ----------------------- | ----------------- | ------- | ------- |
| Alfocea                 | 169               | 91      | 78      |
| La Cartuja Baja         | 2011              | 995     | 1016    |
| Casetas                 | 6560              | 3352    | 3208    |
| Garrapinillos           | 5109              | 2613    | 2496    |
| Juslibol                | 1535              | 907     | 628     |
| Montañana               | 3128              | 1577    | 1551    |
| Monzalbarba             | 1850              | 936     | 914     |
| Movera                  | 2634              | 1345    | 1289    |
| Peñaflor                | 1200              | 602     | 598     |
| San Gregorio            | 582               | 291     | 291     |
| San Juan de Mozarrifar  | 2513              | 1263    | 1250    |
| Torrecilla de Valmadrid | 25                | 14      | 11      |
| Venta del Olivar        | 914               | 390     | 524     |
| Villarrapa              | 167               | 83      | 84      |
| Zaragoza                | 636 541           | 303 960 | 332 581 |

Es difícil establecer un cálculo preciso sobre las variaciones experimentadas durante la etapa medieval cristiana. Tras la reconquista de Alfonso I de Aragón en 1118 la población islámica fue obligada a habitar en los arrabales, quedando la antigua medina para los nuevos pobladores. Parte de la población, sobre todo la que pertenecía a estratos sociales más elevados, marchó hacia al-Ándalus. Se sabe que el siglo XII fue un periodo de crisis, lo que unido a la emigración comentada, pudo hacer descender notablemente la población, pese a los privilegios jurídicos que los reyes aragoneses se esforzaron en promulgar para estimular su asentamiento en la capital del reino. En todo caso, a fines del siglo XV Zaragoza recuperó la población que tuvo en el máximo apogeo de la capital del reino taifal con 20 000 habitantes aproximadamente.
La primera mitad del siglo XVI contempla un Renacimiento ciudadano, con la construcción de La Lonja y la presencia de un paisaje urbano dominado por numerosas torres de estilo mudéjar, que valieron a Zaragoza el apelativo de «la de las cien torres» o la «Florencia española». Así, en 1548 la ciudad cuenta con 25 000 habitantes. No debió de haber cambios significativos en la demografía durante el siglo XVII, etapa de crisis demográfica en general en España y en particular en Aragón, donde a pestes, hambrunas y crisis económica se unió la expulsión definitiva de los moriscos en 1609.
En cambio, durante el siglo XVIII (siglo en que comienzan las primeras estimaciones censales de la demografía) la población experimentó un importante auge, y evolucionó de unos 30 000 habitantes en 1725 a los 43 000 en 1787.
Pero la Guerra de la Independencia y los dos sitios que sufrió por parte de las tropas napoleónicas asolaron Zaragoza que, de los 55 000 ciudadanos que la habitaban en 1808, pasó a 12 000 supervivientes. A pesar de todo ello, el dinamismo de la capital del valle medio del Ebro le permitió recuperarse y hacia 1850 ya tenía 60 000 habitantes; muy notablemente continuó este ascenso demográfico en la segunda mitad del siglo XIX en que se vio favorecida por la actividad industrial (azucareras de remolacha e industria alimentaria fundamentalmente) y comercial que llevó su población a superar los 100 000 habitantes a comienzos del siglo XX.
| #    | Nacionalidad         | Población |
| ---- | -------------------- | --------- |
| 1.ª  | Rumania              | 32 958    |
| 2.ª  | Marruecos            | 8158      |
| 3.ª  | Ecuador              | 7756      |
| 4.ª  | China                | 5762      |
| 5.ª  | Colombia             | 5346      |
| 6.ª  | Nicaragua            | 4703      |
| 7.ª  | Argelia              | 3621      |
| 8.ª  | Senegal              | 3004      |
| 9.ª  | República Dominicana | 1982      |
| 10.ª | Ghana                | 1973      |
| 11.ª | Gambia               | 1878      |

En 1887 crece el término del municipio porque incorpora a Alfocea, Casetas, Juslibol y Monzalbarba. En 1900 incorpora Peñaflor, entre el de 1920 y el anterior incorpora a Villamayor.
A la llegada de la Segunda República, la ciudad frisa los 200 000 habitantes y en 1960 alcanza los 300 000. Pero el verdadero despegue demográfico se produce entre 1960 y 1980, un intervalo de veinte años en los que Zaragoza casi duplica su población, rebasando a mediados de los ochenta el medio millón de almas y a finales las 600 000. En la primera década del siglo XXI sigue creciendo, en parte por su condición de imán de la población aragonesa, que emigra desde las zonas rurales de la región, y según el padrón municipal en 2018 contaba con de 697 895 habitantes.
En el censo de 1960, Torrecilla de Valmadrid se incorpora al término de la ciudad. En 2011 disminuye el término municipal al segregarse Villamayor de Gállego en 2006. El censo que aparece como 2011 corresponde al 30 de diciembre de 2010.

### Inmigración
En 2013 vivían en Zaragoza 107 864 extranjeros, lo que suponía el 15 % del total. Desde 2004 hasta 2013 dicha cifra pasó de 43 355 a 107 864, es decir, aumentó casi un 150 %. Los barrios con mayor población extranjera eran Delicias (25 428 habitantes, el 23 % del total del distrito) y el casco histórico (11 881, el 25 %).[cita requerida]

## Economía

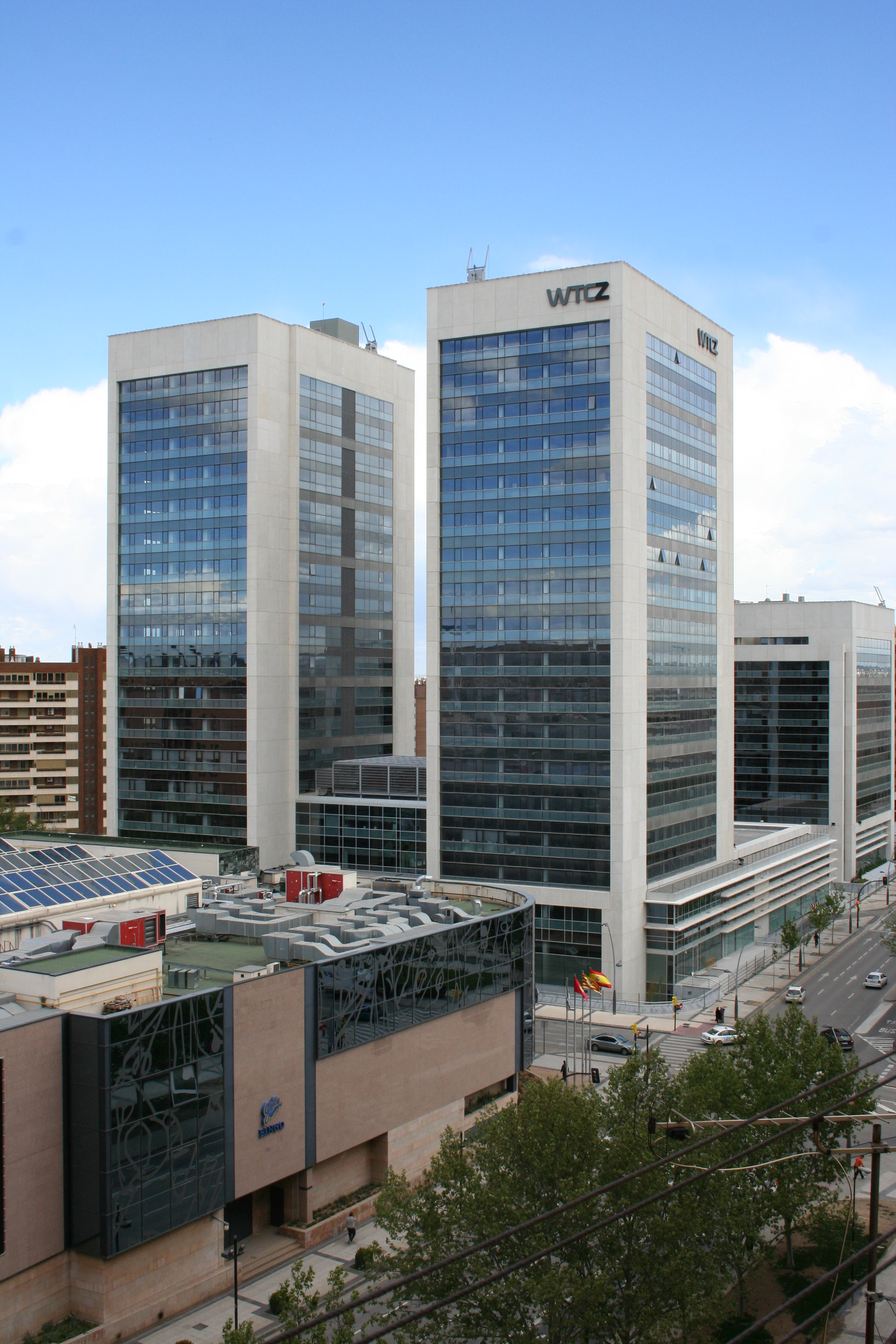
World Trade Center Zaragoza

Zaragoza es la quinta ciudad de España según su Índice de Actividad Económica. Los sectores estratégicos de la economía zaragozana son la industria del automóvil, la logística y los transportes, las energías renovables, los servicios a empresas, la agroindustria y el turismo. En la economía de la ciudad ocupa un lugar destacado la fábrica de Opel (Grupo PSA) en Figueruelas, una localidad del área metropolitana, alrededor de la cual se ha desarrollado un entramado de industrias auxiliares del motor.
En el terreno industrial también sobresalen las empresas de electrodomésticos como BSH (Bosch, Siemens, Balay), de comida y bebidas como Supermercados Sabeco, Rivasam Intercontinental S.A y La Zaragozana, de automóviles como Opel España S.A, de productos textiles como Adidas España S.A, de papel y cartón como Industrias Celulosa Aragonesa S.A y Torraspapel S.A, de colchones como Pikolin, de remolques como LeciTrailer y Schmitz Cargobull o de maquinaria de elevación como Schindler.

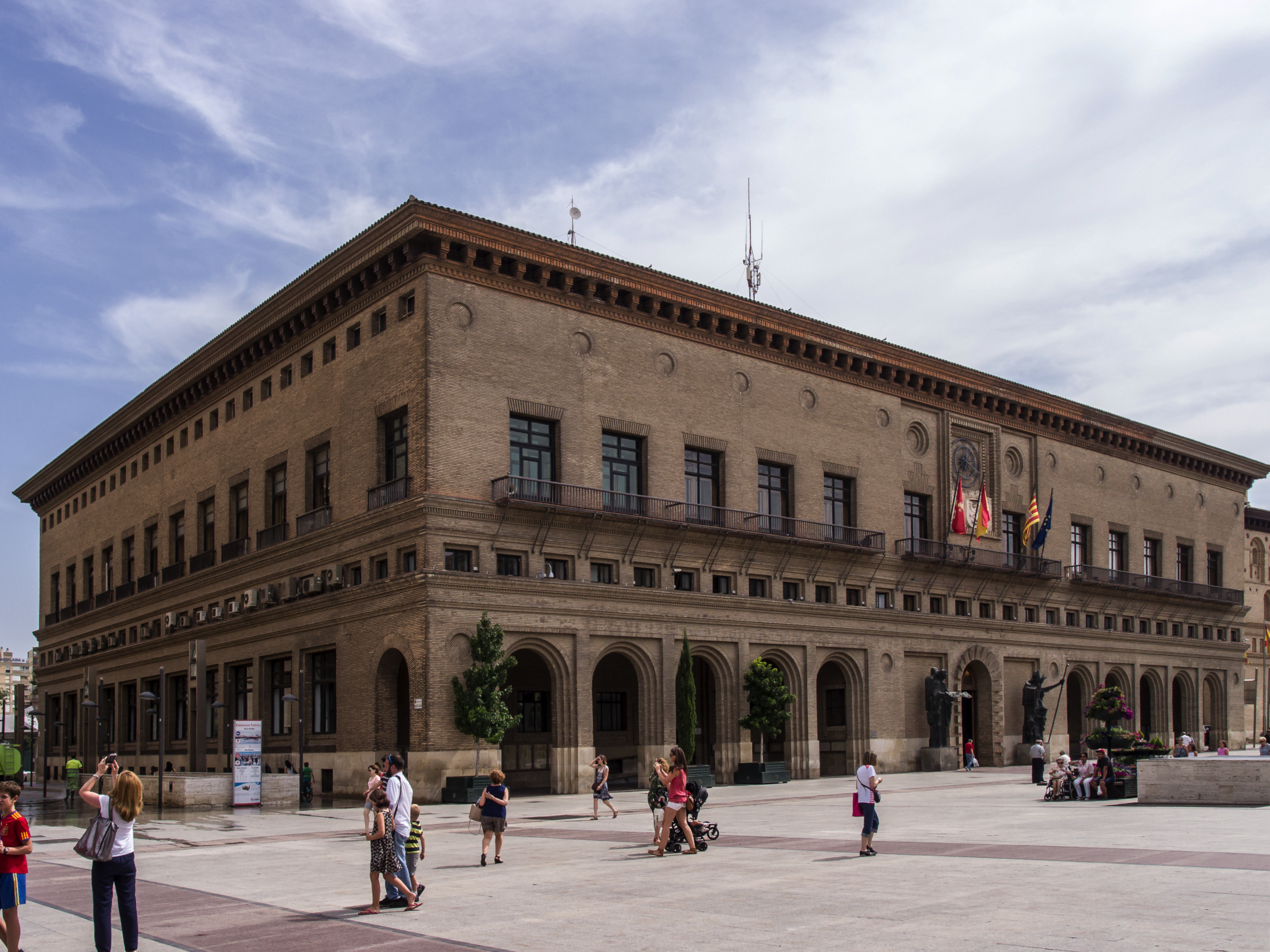
Edificio del Ayuntamiento de Zaragoza, construido a mediados del, en la plaza del Pilar

Salón de plenos del ayuntamiento de Zaragoza

Destaca el transporte de mercancías del aeropuerto de Zaragoza, que en 2017 cargó 117 000 000 kg, lo hace colocarse el tercer mejor aeropuerto español (en cuanto a mercancías) tan solo por detrás de Madrid y disputándose el segundo puesto con Barcelona.
Proyectos como la Plataforma Logística de Zaragoza (PLAZA), que con 12 500 000 m² es la mayor del sur de Europa, han impulsado el sector logístico en estos últimos años. Además, la apertura de Puerto Venecia, el mayor centro comercial de Europa, ha creado cerca de 4000 puestos de trabajo, siendo un importante centro de atención turística nacional e internacional.
A esta clase de grandes iniciativas comerciales van unidas otras que estimulan la implantación de oficinas en la ciudad, como por ejemplo, el edificio World Trade Center Zaragoza o el espacio de la Exposición Internacional de 2008, convertido en un complejo empresarial y la Ciudad de la Justicia.
| Posición | Razón social                              | Facturación 2016 en euros | Empleados | Sector                                                        |
| -------- | ----------------------------------------- | ------------------------- | --------- | ------------------------------------------------------------- |
| 1        | Opel España S.A                           | 4 297 414 000             | 5365      | Fabricación de vehículos de motor                             |
| 2        | BSH Electrodomésticos España S.A          | 1 576 671 000             | 4322      | Fabricación de electrodomésticos                              |
| 3        | Alliance Healthcare S.A                   | 1 283 668 000             | 900       | Productos farmacéuticos                                       |
| 4        | Supermercados Sabeco S.A                  | 932 862 560               | 4306      | Comercio al por menor                                         |
| 5        | Industrias Celulosa Aragonesa S.A (SAICA) | 928 319 348               | 640       | Fabricación de papel y cartón                                 |
| 6        | Esprinet Ibérica SL                       | 712 528 000               | 309       | Comercio al por mayor de ordenadores y programas informáticos |
| 7        | Rivasam Intercontinental S.A              | 539 726 000               | 54        | Elaboración de productos cárnicos y de volantería             |
| 8        | Fujikura Automotive Europe S.A            | 419 994 552               | 198       | Fabricación de otro material y equipo eléctrico               |
| 9        | Adidas España S.A                         | 380 059 443               | 1283      | Prendas de vestir y calzado                                   |
| 10       | Schindler S.A                             | 321 608 000               | 2344      | Fabricación de maquinaria de elevación y manipulación         |

## Administración y política

### Gobierno municipal
A raíz de las elecciones de 2019 fue elegido alcalde Jorge Azcón, del Partido Popular, quien contó además con el respaldo de los concejales de Ciudadanos y Vox. En la actualidad la alcaldía corresponde a Natalia Chueca, del Partido Popular tras las elecciones municipales de 2023.
| Periodo   | Nombre                   | Partido | Partido                                            |
| --------- | ------------------------ | ------- | -------------------------------------------------- |
| 1979-1986 | Ramón Sainz de Varanda   |         | Partido de los Socialistas de Aragón (PSOE-Aragón) |
| 1986-1995 | Antonio González Triviño |         | Partido de los Socialistas de Aragón (PSOE-Aragón) |
| 1995-2000 | Luisa Fernanda Rudi      |         | Partido Popular (PP)                               |
| 2000-2003 | José Atarés Martínez     |         | Partido Popular (PP)                               |
| 2003-2015 | Juan Alberto Belloch     |         | Partido de los Socialistas de Aragón (PSOE-Aragón) |
| 2015-2019 | Pedro Santisteve Roche   |         | Zaragoza en Común (ZeC)                            |
| 2019-2023 | Jorge Azcón Navarro      |         | Partido Popular (PP)                               |
| 2023-act. | Natalia Chueca Muñoz     |         | Partido Popular (PP)                               |

| Partido político                                   | 2023        | 2023        | 2023        | 2019    | 2019    | 2019       | 2015    | 2015    | 2015       | 2011    | 2011  | 2011       | 2007    | 2007  | 2007       |
| Partido político                                   | Votos       | %           | Concejales  | Votos   | %       | Concejales | Votos   | %       | Concejales | %       | Votos | Concejales | %       | Votos | Concejales |
| Partido Popular (PP)                               | 125 751     | 37,88       | 15          | 73 065  | 22,04   | 8          | 87 569  | 26,88   | 10         | 131 350 | 41,26 | 15         | 103 191 | 33,94 | 12         |
| Partido de los Socialistas de Aragón (PSOE-Aragón) | 87 790      | 26,44       | 10          | 92 823  | 28,00   | 10         | 60 807  | 18,67   | 6          | 86 395  | 27,14 | 10         | 115 723 | 38,03 | 13         |
| Vox                                                | 41 061      | 12,36       | 4           | 20 458  | 6,17    | 2          | —       | —       | —          | —       | —     | —          | —       | —     | —          |
| Zaragoza en Común (ZeC)                            | 19 381      | 5,83        | 2           | 33 423  | 10,08   | 3          | 80 055  | 24,57   | 9          | —       | —     | —          | —       | —     | —          |
| Chunta Aragonesista (CHA)                          | 15 757      | 4,74        | 0           | 15 311  | 4,61    | 0          | 22 067  | 6,77    | 2          | 29 402  | 9,24  | 3          | 29 230  | 9,61  | 3          |
| Podemos-Equo                                       | 14 908      | 4,49        | 0           | 20 551  | 6,19    | 2          | —       | —       | —          | —       | —     | —          | —       | —     | —          |
| Ciudadanos (CS)                                    | 5530        | 1,66        | 0           | 60 552  | 18,26   | 6          | 40 018  | 12,28   | 4          | —       | —     | —          | —       | —     | —          |
| Partido Aragonés (PAR)                             | 2902        | 0,87        | 0           | 5608    | 1,69    | 0          | 9185    | 2,82    | 0          | 14 455  | 4,54  | 0          | 25 410  | 8,36  | 2          |
| Izquierda Unida (IU)                               | Con Podemos | Con Podemos | Con Podemos | Con ZeC | Con ZeC | Con ZeC    | Con ZeC | Con ZeC | Con ZeC    | 25 197  | 7,92  | 3          | 16 148  | 5,31  | 1          |

### Organización territorial
Zaragoza se divide en 16 distritos, de los cuales 15 son distritos urbanos, correspondientes al núcleo principal de población; el decimosexto, el Distrito Rural, comprende catorce barrios rurales:
| #          | Distrito           | Barrios                                                                 | #           | Distrito           | Barrios |
| ---------- | ------------------ | ----------------------------------------------------------------------- | ----------- | ------------------ | --- |
| Distrito 1 | Centro             |                                                                         | Distrito 9  | Torrero            | Torrero, La Paz, Venecia y San Antonio |
| Distrito 2 | Casco histórico    | El Gancho/San Pablo, La Magdalena, San Miguel, Tenerías y San Agustín   | Distrito 10 | Actur-Rey Fernando | ACTUR y Parque Goya |
| Distrito 3 | Delicias           | La Bombarda, La Bozada, Delicias, Monsalud, Parque Roma y Ciudad Jardín | Distrito 11 | El Rabal           | Arrabal, Cogullada, Jesús, La Jota, Picarral, Vadorrey y Zalfonada |
| Distrito 4 | Universidad        | Romareda                                                                | Distrito 12 | Casablanca         | |
| Distrito 5 | San José           | Miraflores y San José                                                   | Distrito 13 | Santa Isabel       | |
| Distrito 6 | Las Fuentes        |                                                                         | Distrito 14 | Miralbueno         | |
| Distrito 7 | La Almozara        |                                                                         | Distrito 15 | Sur                | Rosales del Canal, Montecanal, Valdespartera y Arcosur |
| Distrito 8 | Oliver-Valdefierro | Valdefierro y Oliver                                                    | Distrito 16 | Distrito Rural     | Comprende los barrios rurales de Alfocea, Casetas, Garrapinillos, Juslibol, La Cartuja Baja, Montañana, Monzalbarba, Movera, Peñaflor, San Gregorio, San Juan de Mozarrifar, Torrecilla de Valmadrid, Venta del Olivar, y Villarrapa |

#### Barrios rurales segregados
La Muela fue un barrio de Zaragoza establecido en 1259 por carta de población del rey de Aragón Jaime I el conquistador con el nombre de La Muela de Garrapinillos. Se constituyó en municipio en el siglo XIX.
El Burgo de Ebro, históricamente vinculado a Zaragoza con el nombre de El Burgo, se constituyó como municipio independiente en el primer tercio del siglo XIX tras la supresión de los señoríos jurisdiccionales.
En 1906 se produce el deslinde y comienza la andadura de Utebo como municipio independiente, con 17,78 km cuadrados de término propio.
Villamayor de Gállego, inicialmente barrio rural de Zaragoza, se segregó en 2006 para convertirse en municipio independiente.

## Servicios

### Sanidad
El Servicio Aragonés de Salud es el organismo que integra todos los centros de la sanidad pública en Aragón. Está estructurado en ocho sectores sanitarios y, dentro de esta estructura, Zaragoza contiene tres de ellos, denominados Zaragoza I, Zaragoza II y Zaragoza III. Cada uno de estos sectores cuenta con sus correspondientes centros de atención primaria, centros de especialidades, hospitales y centros de salud mental.

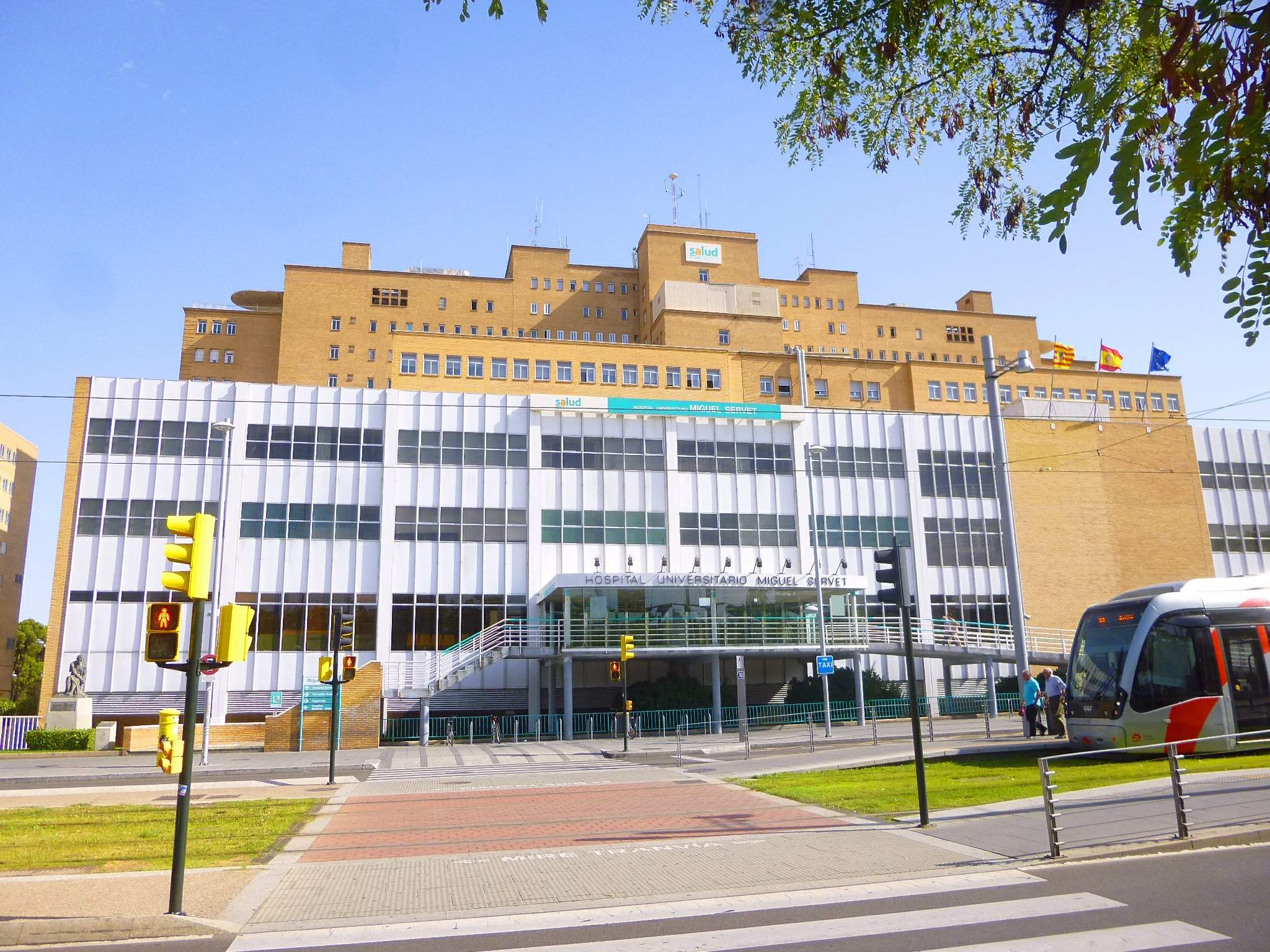
Hospital Universitario Miguel Servet

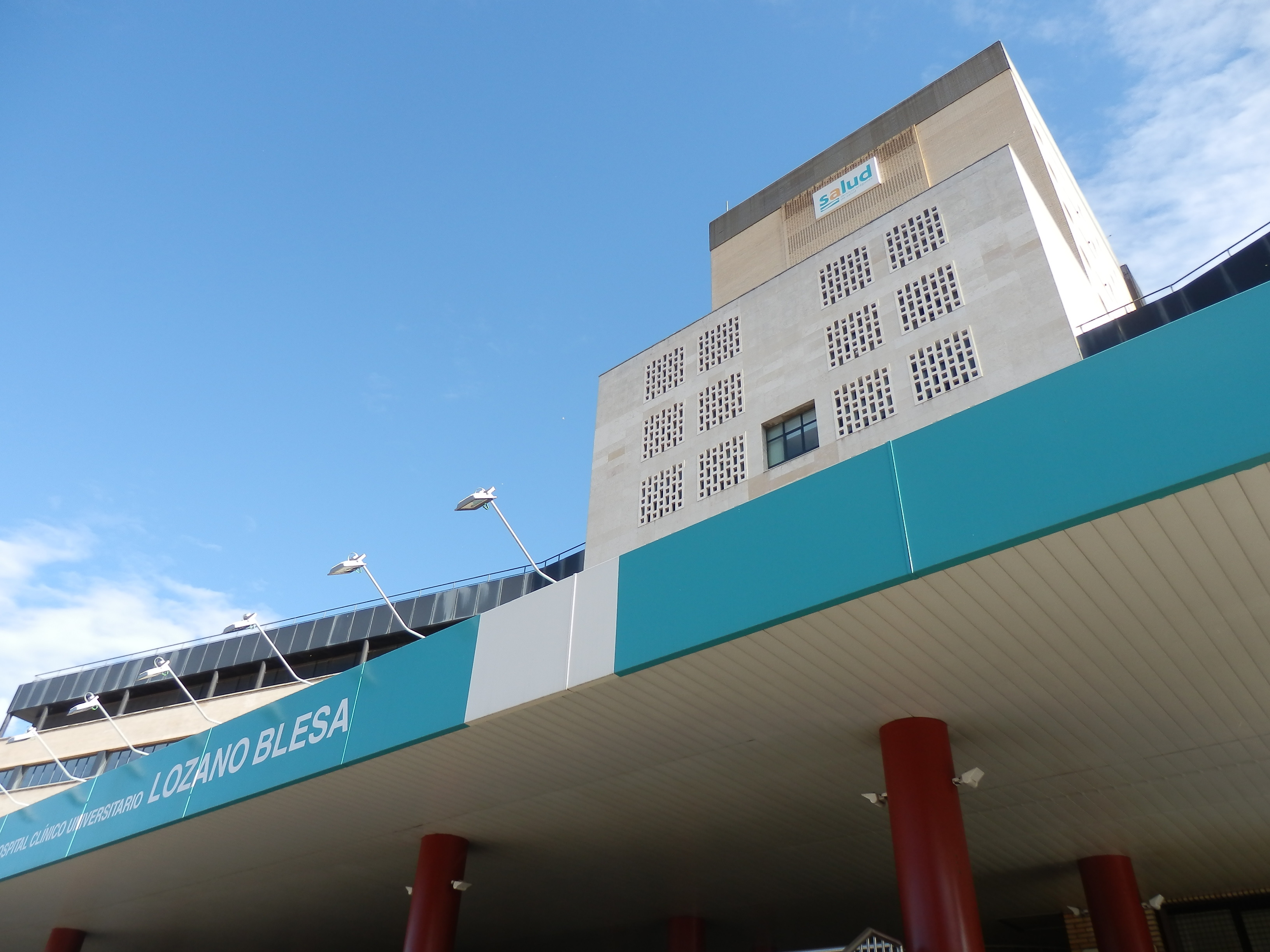
Hospital Lozano Blesa

| Centro hospitalario                                           | Tipo    | N.º de camas |
| ------------------------------------------------------------- | ------- | ------------ |
| Hospital Universitario Miguel Servet                          | Público | 1345         |
| Hospital Clínico Universitario Lozano Blesa                   | Público | 808          |
| Hospital Neuropsiquiátrico Nuestra Señora del Carmen          | Público | 287          |
| Hospital Royo Villanova                                       | Público | 260          |
| Centro de Rehabilitación Psicosocial Nuestra Señora del Pilar | Público | 172          |
| Hospital General de la Defensa en Zaragoza                    | Público | 200          |
| Hospital San Juan de Dios                                     | Público | 188          |
| Hospital Provincial Nuestra Señora de Gracia                  | Público | 151          |
| Hospital de la Mutua de Accidentes de Zaragoza                | Privado | 119          |
| Clínica Quirón                                                | Privado | 104          |
| Clínica Montpellier                                           | Privado | 92           |
| Clínica Montecanal                                            | Privado | 56           |
| Proyecto Rehabilitación Integral de la Salud Mental en Aragón | Privado | 50           |
| Unidad Rehabilitadora de Media Estancia Profesor Rey Ardid    | Privado | 39           |
| Clínica Nuestra Señora del Pilar                              | Privado | 34           |

### Comunicaciones

#### Aeropuerto

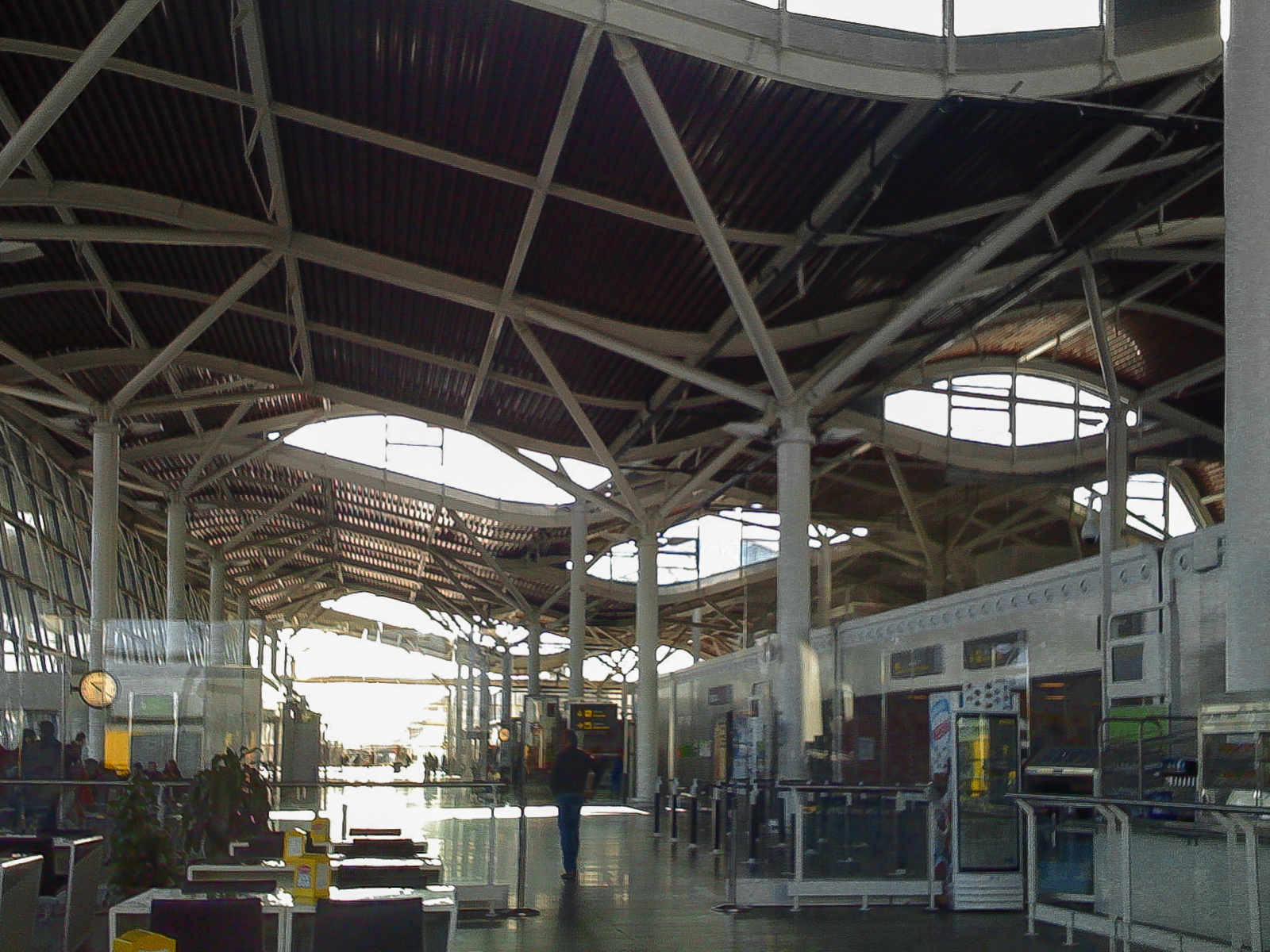
Terminal 2 del aeropuerto (T2)

El nombre oficial es aeropuerto de Zaragoza (código IATA: ZAZ). Su inauguración se remonta a septiembre de 1947, cuando aún contaba con el nombre de aeropuerto General Sanjurjo y está situado en el barrio de Garrapinillos, a 10 kilómetros del centro de la ciudad. El aeropuerto está conectado por la línea de autobús 505 con un horario coordinado con los vuelos. El traslado en taxi tiene un coste aproximado de 20 euros. Cuenta con servicios de alquiler de coches (Atesa, Europcar, Hertz, Sixt). Además de cajeros automáticos, cafeterías, restaurantes, tiendas de viaje, de compras, tiene servicio de internet WIFI. En el año 2011 transportó a 751 097 pasajeros (según AENA). En marzo de 2008, con motivo de la Exposición Internacional del Agua, se abrió una nueva terminal (T1). El moderno edificio tiene capacidad para un millón de pasajeros por año aunque es ampliable hasta el millón y medio. Actualmente, en el aeropuerto operan varias compañías aéreas (Ryanair, Air Europa, Air Nostrum, Volotea, Vueling, Wizz Air, Air Horizont o Binter Canarias entre otras) y existen conexiones permanentes con varios destinos, europeos como: Londres, París, Bruselas, Milán, Cluj-Napoca o Bucarest y otros nacionales: Mallorca, Tenerife y Lanzarote, a los que se le suman otros tantos enlaces veraniegos (Gran Canaria, Fuerteventura, Ibiza o Menorca).
En lo referente al transporte de mercancías, el aeropuerto de Zaragoza está experimentando un fuerte crecimiento que lo ha situado como el tercero de España desde el año 2009, posición consolidada en 2011 con 48 647 toneladas de carga, un 14,3 % más que en 2010.
En 2016 el aeropuerto puso en servicio el nuevo sistema de aterrizaje instrumental, ILS (Instrumental Landing System) categoría II/III, que permite operar en condiciones de baja visibilidad, prácticamente nula, a aeronaves certificadas para este tipo de operaciones. Esta categoría, la máxima existente, permite que las aeronaves aterricen con un alcance visual de pista inferior a 200 m y un techo de nubes entre 0 y 30 m.

#### Ferrocarril

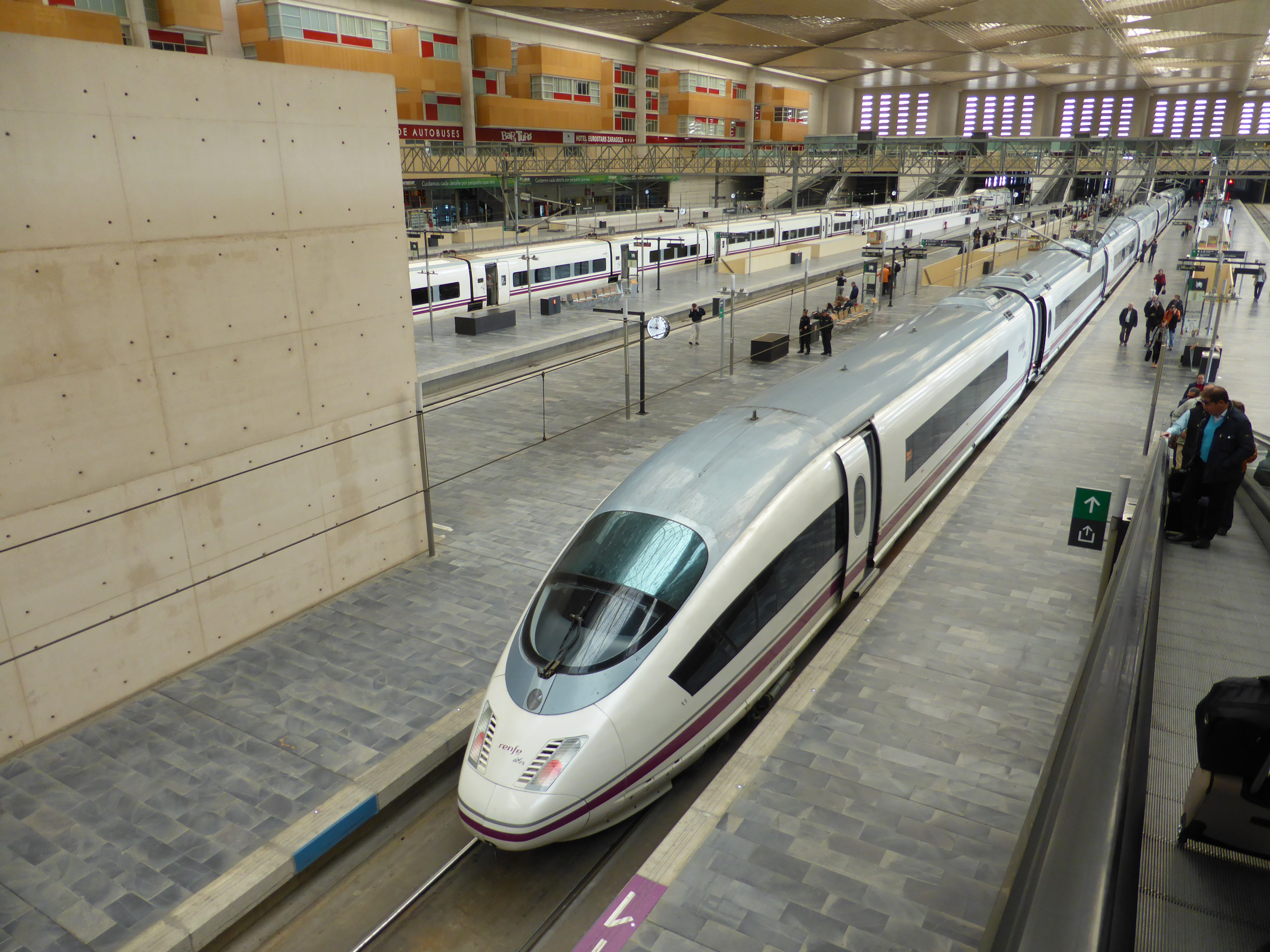
Estación de Zaragoza-Delicias, con AVE procedente de Madrid y con destino Barcelona. El tren es de la Serie 103 de Renfe

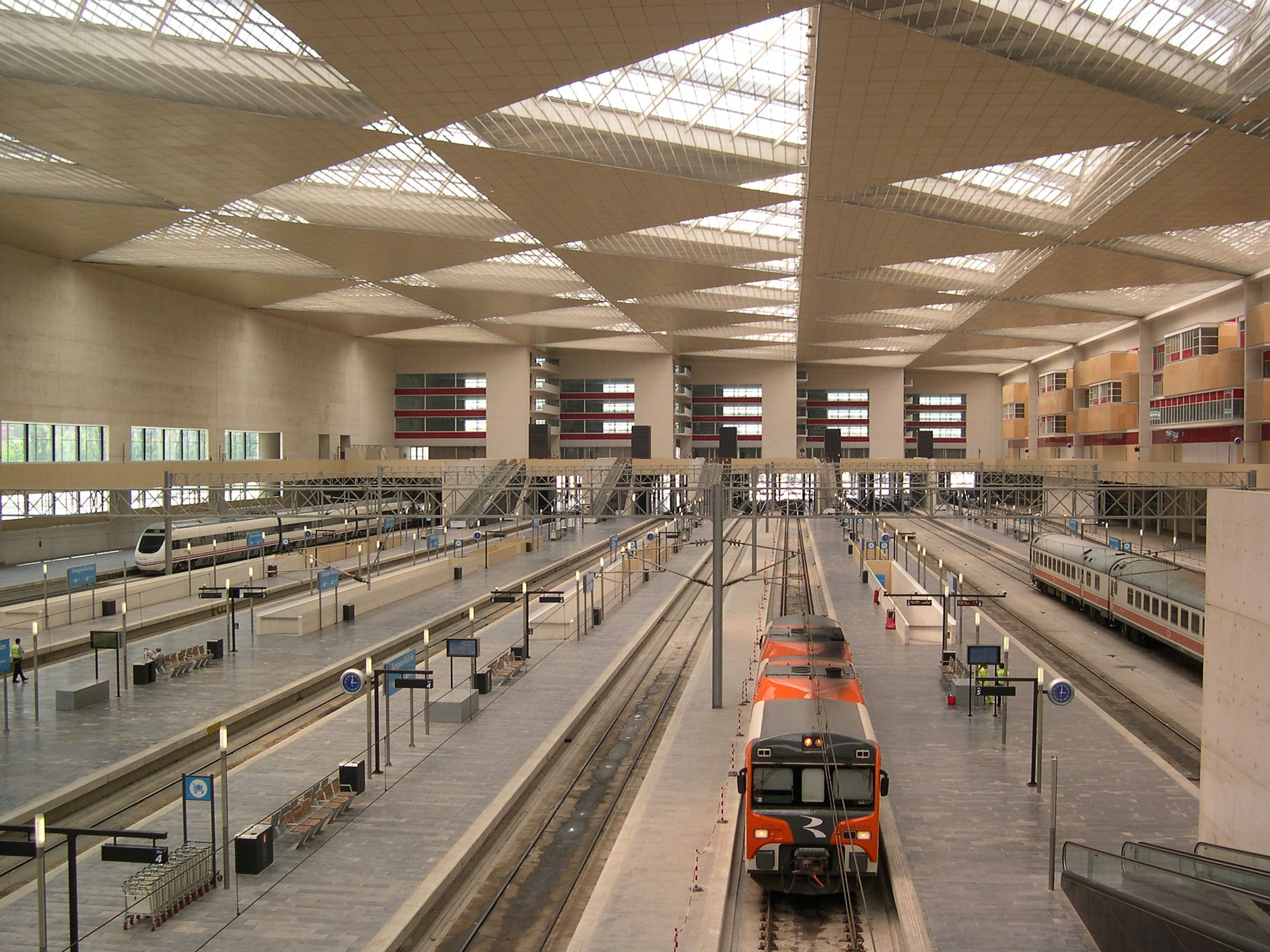
Estación AVE Zaragoza - Delicias: vista interior mostrando un tren regional

El 11 de octubre de 2003 se inauguró la línea de alta velocidad (AVE) Madrid-Zaragoza-Lérida que asegura la conexión de Zaragoza con Madrid en 90 minutos. La extensión de la línea de alta velocidad hasta Barcelona se inauguró el 20 de febrero de 2008. Desde mayo de 2007, la nueva Estación Intermodal de Zaragoza-Delicias, situada en el distrito de La Almozara, alberga también la estación central de autobuses de la ciudad.
La ciudad cuenta con otras tres estaciones ferroviarias: la estación de El Portillo, la de Goya, y la de Miraflores. Todas ellas dan servicio a la línea de cercanías de Zaragoza y a varias de media distancia de Renfe.
Entre 2008 y 2010 comenzaron a operar el puerto seco y el área logística intermodal ferroviaria de PLAZA (Plataforma Logística de Zaragoza) que suman, entre ambas superficies, 2,6 millones de metros cuadrados. Además, la ciudad también cuenta con el puerto seco de «MercaZaragoza» y con los muelles ferroviarios de varias empresas como SAICA o la Montañanesa.

#### Carretera
Excepto con Soria, Zaragoza está comunicada mediante autovías y autopistas con todas las capitales de las provincias limítrofes. La ciudad se encuentra a 74 km de Huesca, a 152 km de Lérida, a 160 km de Soria, a 170 km de Logroño, a 173 km de Teruel, a 178 km de Pamplona, a 236 km de Tarragona y a 253 km de Guadalajara.

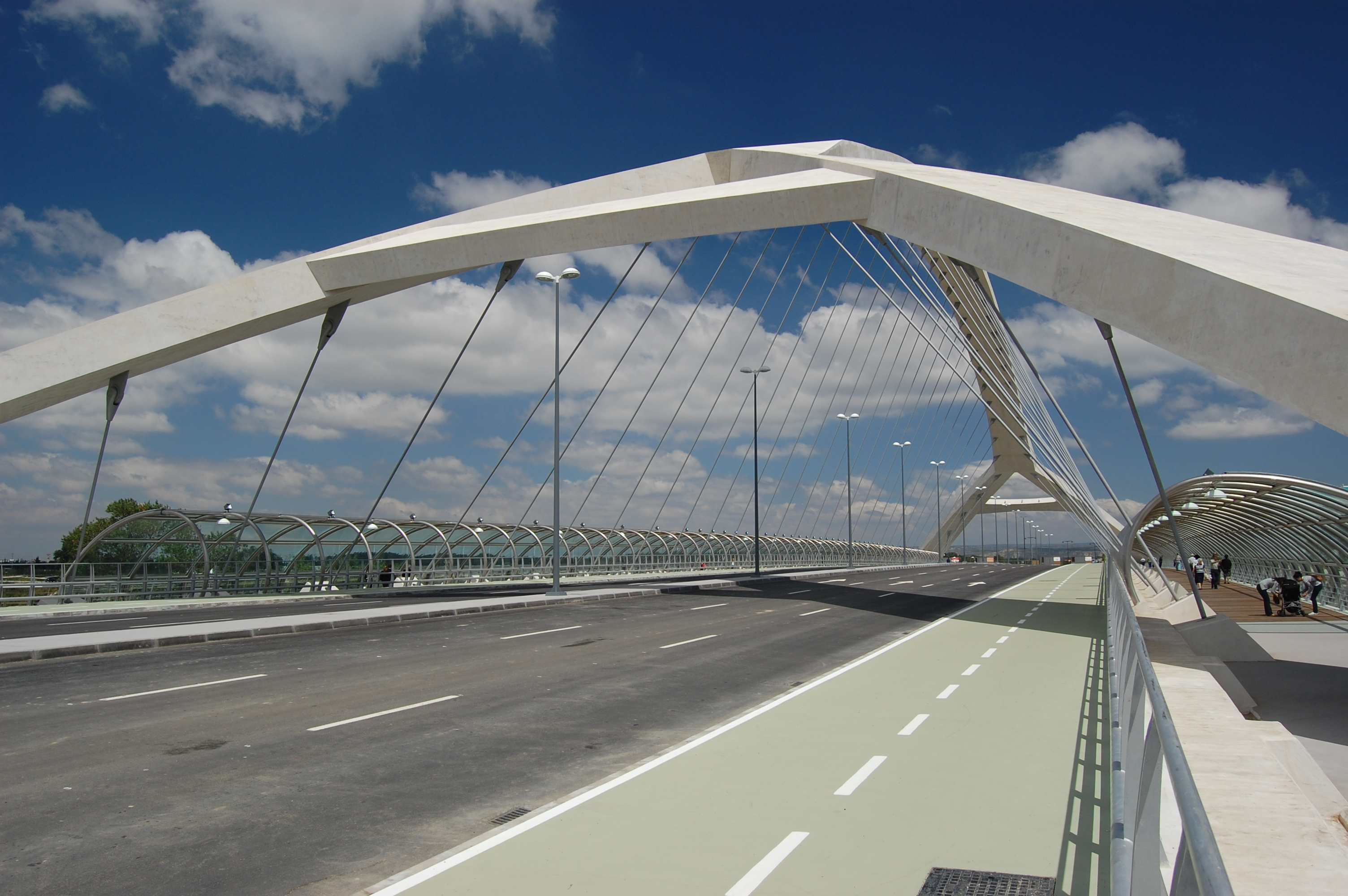
Puente del Tercer Milenio, construido con motivo de la Expo 2008

Zaragoza dispone de dos rondas de circunvalación: 
- Z-30, ronda urbana limitada a 50 km/h que alivia el tráfico del centro de la ciudad
- Z-40, autovía que circunvala completamente la ciudad y permite la articulación del área metropolitana y la distribución de tránsitos nacionales, regionales y urbanos.

Las otras carreteras que atraviesan el territorio son: 
- A-2, autovía estatal que une Madrid con Barcelona a través de Zaragoza. El tramo entre Zaragoza y Fraga no se ha sido desdoblado y mantiene la denominación N-2, como ruta alternativa a la AP-2.
- AP-2, autopista estatal de peaje que une Zaragoza con Vendrell, provincia de Tarragona.
- AP-68, autopista estatal de peaje que une Bilbao con Zaragoza.
- A-23, autovía estatal que une Sagunto, provincia de Valencia con Huesca a través de Teruel y Zaragoza. Está previsto que llegue hasta la frontera con Francia.
- N-232, carretera que une Vinaroz, provincia de Castellón con Santander a través de Zaragoza. Comunica la ciudad con poblaciones como Tudela y Alcañiz. Tiene varios tramos desdoblados bajo la denominación A-68.
- N-330, es la carretera nacional con un trazado similar al de la autovía A-23.
- N-125, carretera nacional que permite el acceso al aeropuerto de Zaragoza.
- A-129, carretera autonómica que une Zaragoza con Sariñena.
- A-123, carretera autonómica que une Zaragoza con Zuera.
- A-120, carretera autonómica que permite el acceso al PLAZA y al aeropuerto desde el barrio de Arco Sur.
- En planificación incipiente se encuentra la Z-50, cuya primera fase circunvalaría la ciudad por el sur desde La Muela, en la A-2, hasta entroncar con la autopista aragonesa de peaje en sombra ARA-A1, a la cual absorbería. La Z-50 se presenta como un proyecto autonómico de autopista libre de peaje aunque respaldado y cofinanciado por el Estado dado su impacto en la descongestión de las vías estatales en el estratégico nudo viario de Zaragoza.

#### Transporte urbano y metropolitano
Trenes de cercanías

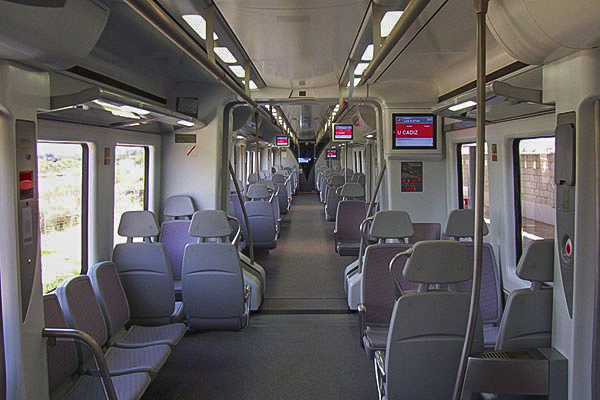
Interior de los nuevos trenes Civia

Zaragoza dispone, desde el 11 de junio de 2008, de su primera línea de Cercanías: Casetas-Utebo-Delicias-Portillo-Goya-Miraflores.
El 4 de abril de 2012 se abrió al público la estación de Goya, situada entre el Portillo y Miraflores. Este apeadero está llamado a ser la piedra angular del sistema de Cercanías dada su centralidad y su correspondencia con la Línea 1 del tranvía. En el futuro, la C-1 deberá extenderse hacia el oeste y hacia el este llegando a Alagón y a El Burgo de Ebro, respectivamente.
La segunda línea de cercanías, todavía en proyecto, tendrá una disposición Norte-Sur, perpendicular a la C-1 a escala metropolitana, aunque compartiendo vías en el casco urbano de Zaragoza. A largo plazo se espera que llegue desde Zuera hasta María de Huerva, si bien, en una primera fase, podría cubrir el trayecto El Portillo-Estación Intermodal-Plataforma Logística (PLAZA).
Autobuses metropolitanos

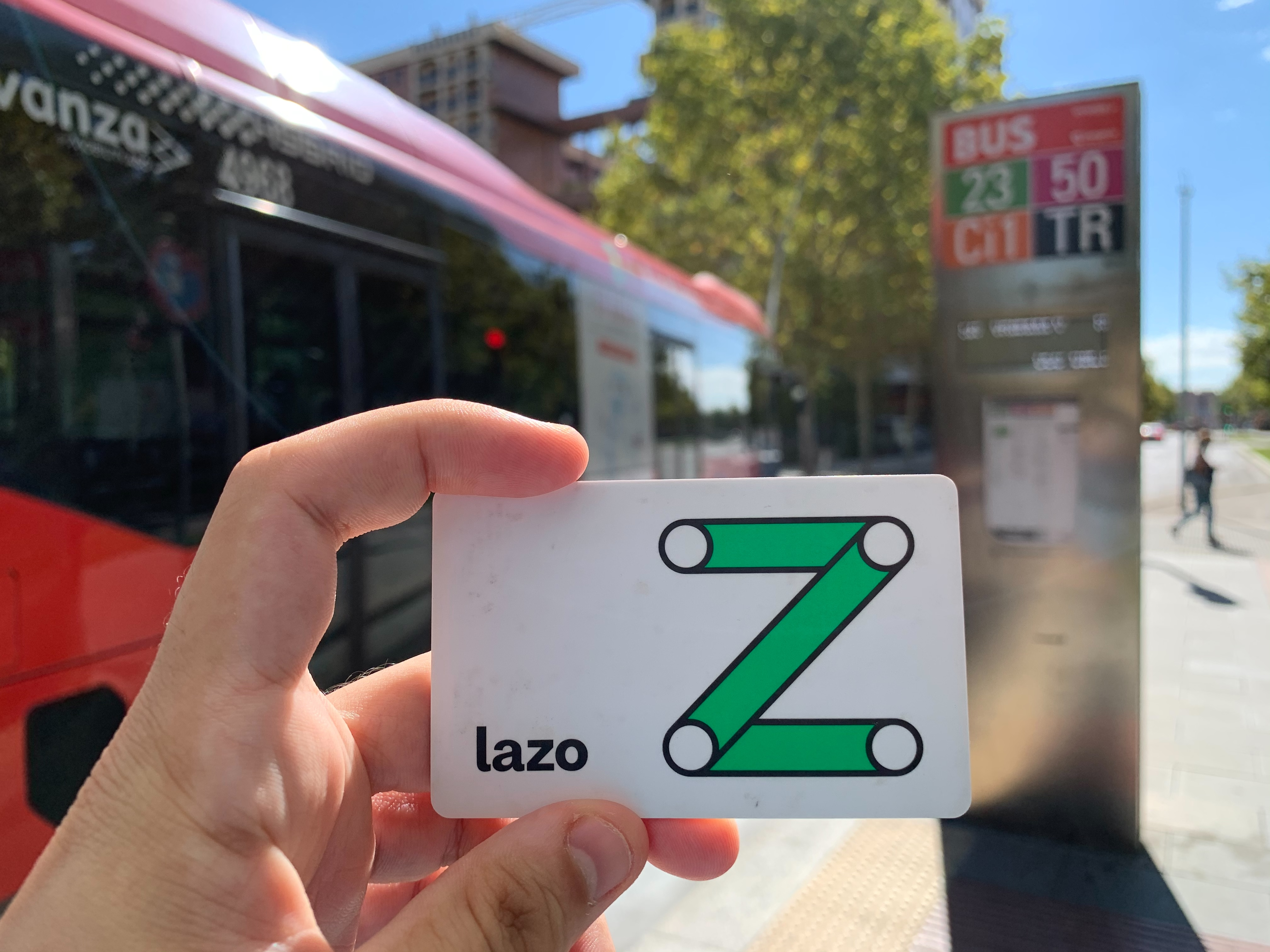
Tarjeta Lazo del CTAZ sin contacto, válida para viajar en bus urbano y metropolitano, tranvía y cercanías

El servicio de buses periurbanos de Zaragoza sirve a una treintena de municipios situados en un radio de 30 km con respecto a Zaragoza. Existen seis corredores principales:
1. Norte: San Juan de Mozarrifar, Urbanización El Zorongo, Villanueva de Gállego, Las Lomas del Gállego, San Mateo de Gállego y Zuera.
2. Noreste: Villamayor de Gállego, Movera, El Lugarico de Cerdán, Pastriz, La Puebla de Alfindén, Alfajarín, Nuez de Ebro, Villafranca de Ebro, Osera de Ebro, Aguilar de Ebro y Pina de Ebro.
3. Sureste: El Burgo de Ebro, Fuentes de Ebro y Pina de Ebro)
4. Sur: (Cuarte de Huerva, Urbanización Santa Fe, Cadrete, María de Huerva y Botorrita
5. Suroeste: PLA-ZA, Aeropuerto de Zaragoza, La Muela y Urbanización Alto de la Muela
6. Noroeste: Urbanización Torres de San Lamberto, Venta del Olivar, Monzalbarba, Alfocea, Utebo, Casetas, Garrapinillos, Urbanización Torre Pinar, Urbanización Torre Medina, Sobradiel, La Joyosa, Torres de Berrellén, Villarrapa y Pinseque.

El servicio es financiado por los diversos ayuntamientos, la DPZ, la DGA y por los propios usuarios. Es servido por varias compañías de transporte, aunque todas aglutinadas en el Consorcio de Transportes del Área de Zaragoza. El color corporativo habitual es el rojo con franjas naranjas ondulantes y en todas las líneas del consorcio está disponible la tarjeta Interbús, que es compatible con los Autobuses Urbanos de Zaragoza y con el tranvía. Además, existen cinco intercambiadores de transporte en la ciudad de Zaragoza a los que llegan los buses metropolitanos.
Tranvía

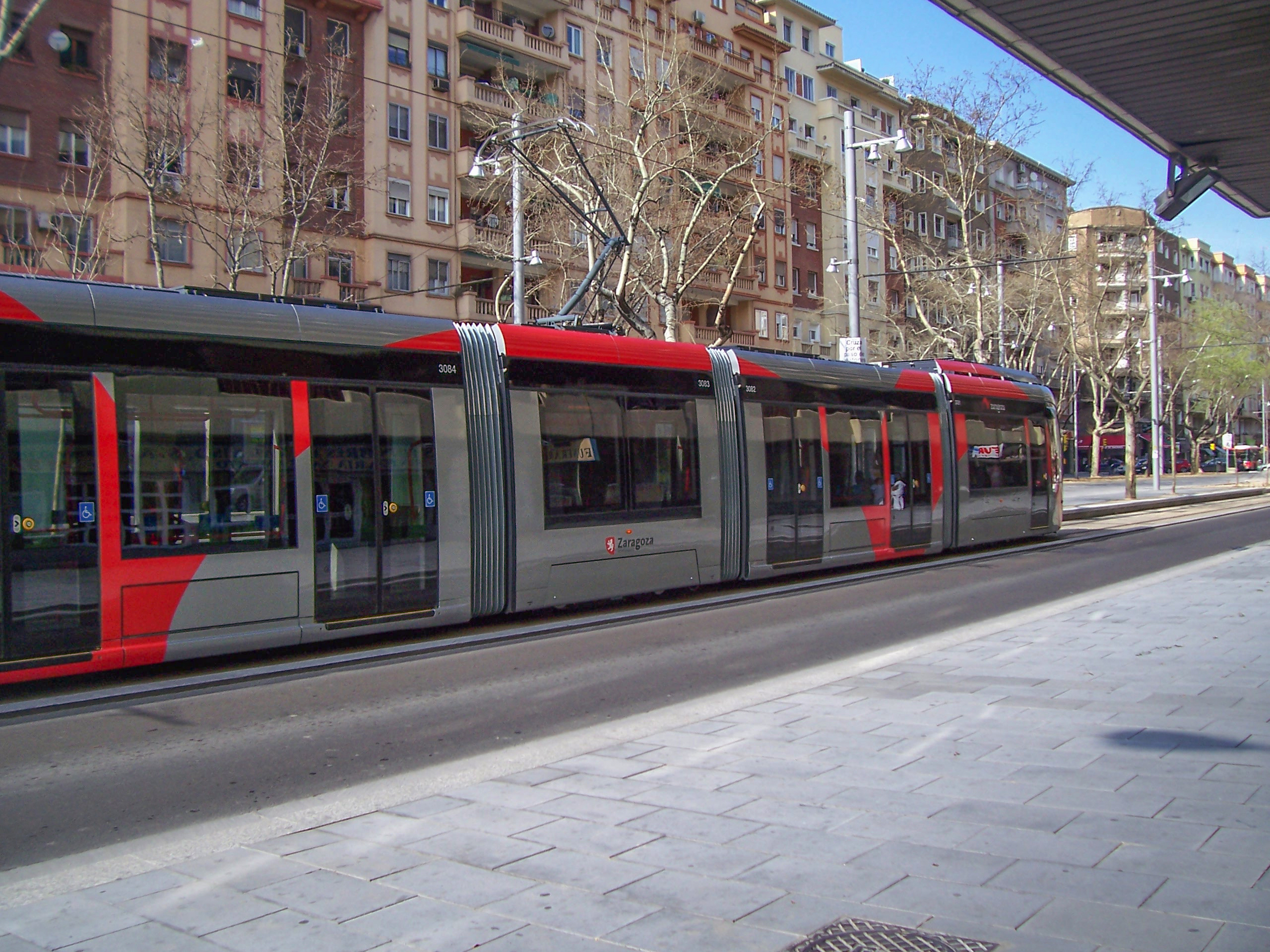
Tranvía de Zaragoza (modelo Urbos 3) en la parada de Emperador Carlos V

La primera fase de la línea 1 del tranvía fue inaugurada el 19 de abril de 2011 inaugurándose completamente el 26 de marzo de 2013. La línea 1, con una disposición norte-centro-suroeste, mide 12,8 km de longitud interconectando los barrios de Valdespartera, Casablanca, Romareda, Universidad, Centro, casco histórico, Actur, Juslibol y parque Goya así como conectando los dos campus principales de la Universidad de Zaragoza. Las paradas de Emperador Carlos V, Fernando el Católico-Goya y León Felipe/Rosalía de Castro sirven de intercambiador con los autobuses metropolitanos de CTAZ o con el Cercanías de Zaragoza. La sociedad concesionaria del servicio de Tranvía es TRAZA. En el año 2016 prestó servicio a 27,9 millones usuarios.
Se ha discutido la creación de una segunda línea con disposición Oeste-centro-Este. La Línea 2 conectaría los barrios de Valdefierro, Oliver, Delicias, La Bombarda, Centro y por medio de dos ramales los barrios de Las Fuentes y San José. Además, esta línea permitiría conectar con la estación Zaragoza-Delicias por tranvía.
Asimismo se ha planteado la creación de una tercera línea, que uniría Torrero y La Jota pasando por el centro urbano. También se ha planteado la ampliación de la línea 1 por el suroeste conectando de esta manera con el nuevo barrio de Arcosur.
Autobuses urbanos

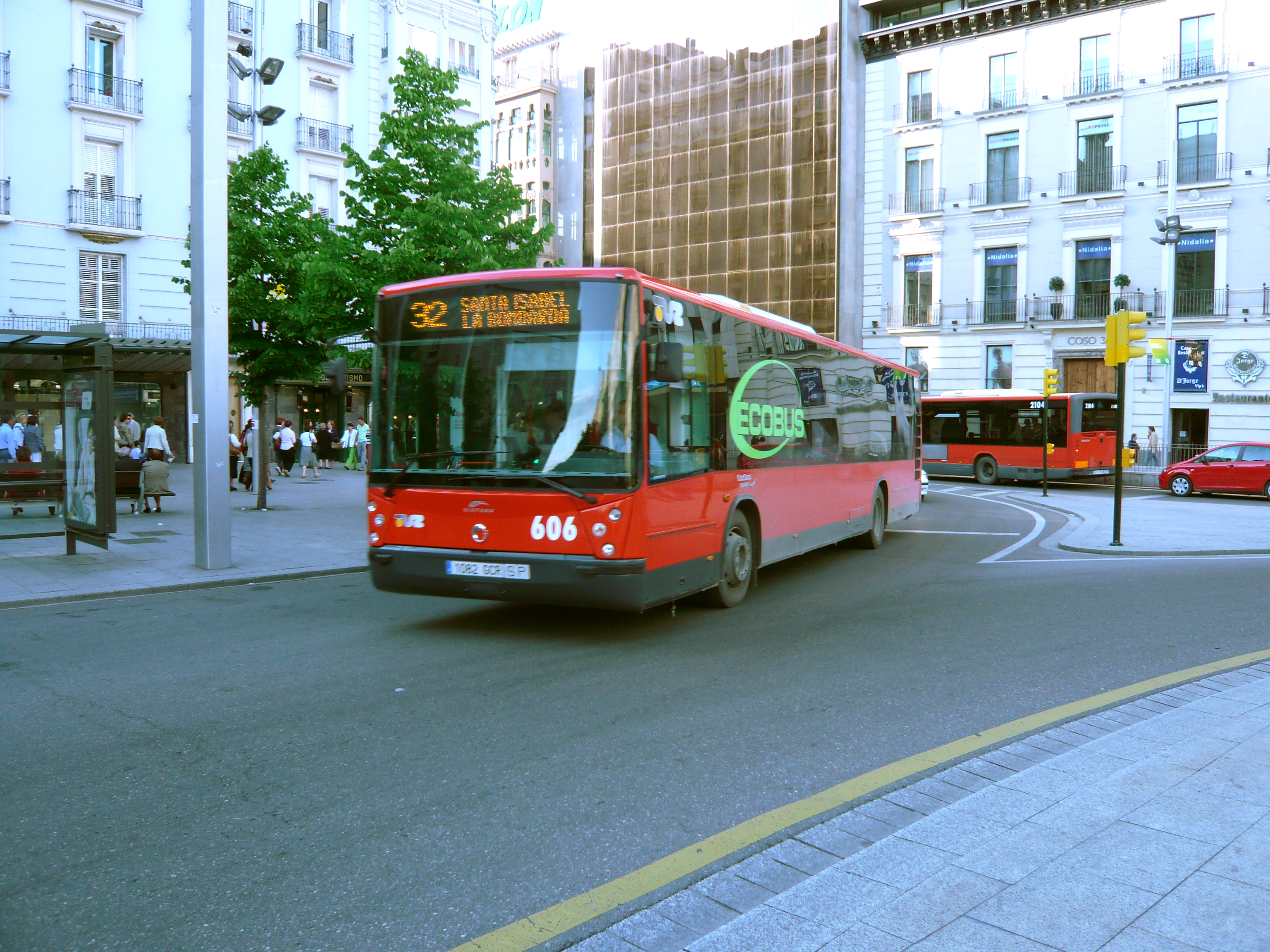
Iveco CityClass Euro-5 de Auzsa, con carrocería Hispano Habit, prestando servicio

El transporte urbano de Zaragoza se basa primordialmente en el transporte en autobús realizado por la empresa concesionaria AUZSA (Autobuses Urbanos de Zaragoza S.A), anteriormente conocida como TUZSA (Transportes Urbanos de Zaragoza S.A), que posee una flota de cerca de 350 vehículos, una plantilla cercana a los 750 empleados, 44 líneas de las cuales 27 son líneas urbanas, 2 circulares y 8 lanzaderas (de las cuales una es de servicio gratuito) y 7 nocturnas que operan únicamente los fines de semana y que realiza cerca de 115 millones de viajes anuales. Esta empresa cuenta también con el funcionamiento del Bus Turístico, uno de los primeros servicios emergentes de la ciudad de Zaragoza.
Estadísticas de transporte público
El promedio de tiempo que las personas pasan en transporte público en Zaragoza, por ejemplo desde y hacia el trabajo, en un día de la semana es de 48 min, mientras que el 9 % de las personas pasan más de 2 horas todos los días. El promedio de tiempo que las personas esperan en una parada o estación es de 11 min, mientras que el 12 % de las personas esperan más de 20 minutos cada día. La distancia promedio que la gente suele recorrer en un solo viaje es de 4,2 km, mientras que el 5 % viaja por más de 12 km en una sola dirección.

#### Bicicleta

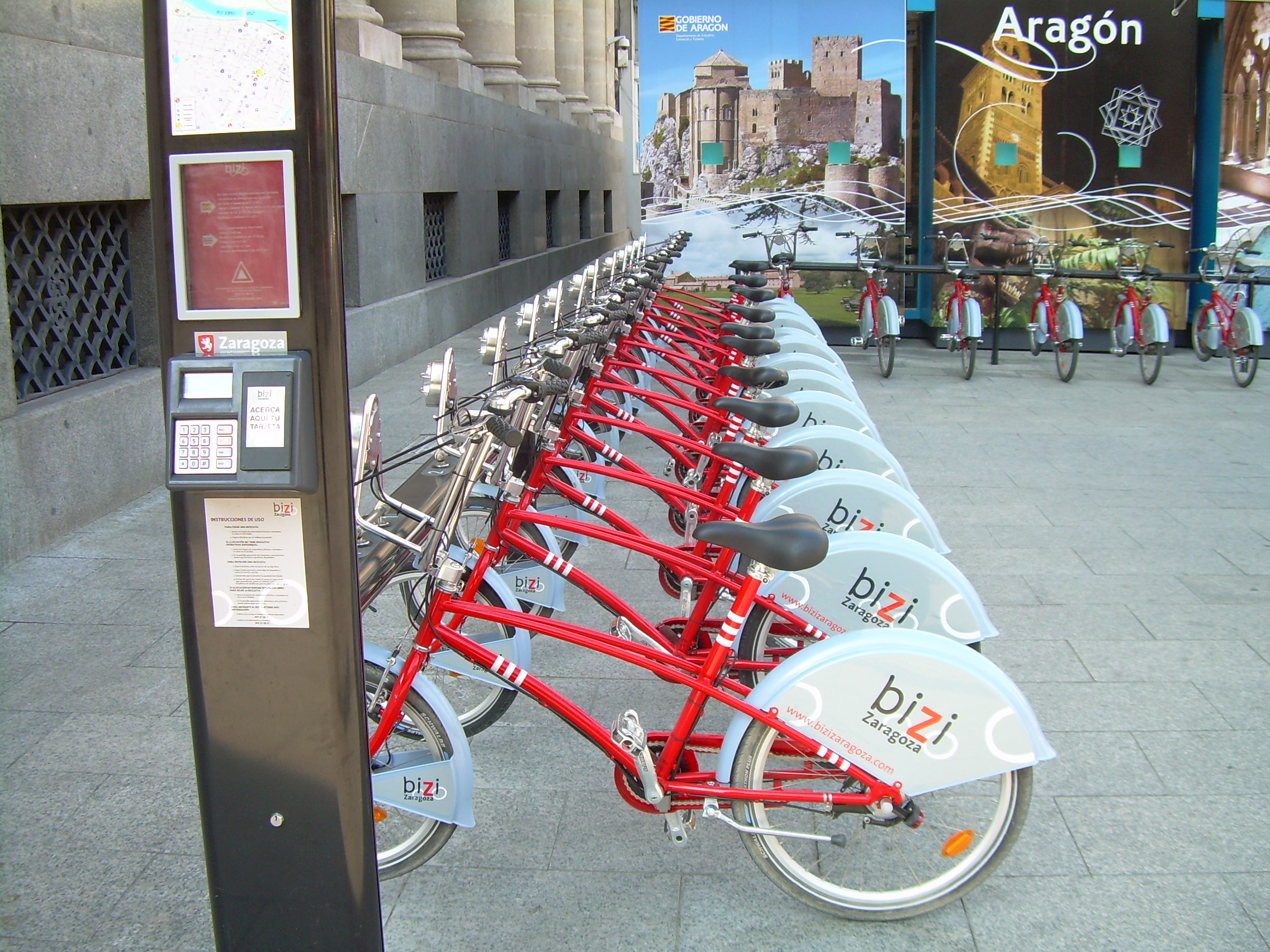
BiZis en la plaza de España

En mayo de 2008, poco antes de la inauguración de la Exposición Internacional, se implantó en la ciudad un sistema público de bicicletas de alquiler llamado Bizi Zaragoza. Al término de la primera fase, el sistema ponía a disposición de los ciudadanos 340 bicicletas distribuidas en 29 estaciones repartidas, principalmente, por las riberas del Ebro, el centro de la ciudad y las vías de acceso al recinto de la Exposición. En mayo de 2009 el número de estaciones pasó a 49 y en octubre de ese mismo año, con varios meses de antelación a lo previsto, el sistema pasó a contar con 1000 bicicletas en 100 puntos de acceso, alcanzándose en abril de 2010 la cifra de 29 034 abonados. Tras la última ampliación, con 130 estaciones y 1300 bicicletas, el número de usuarios de Bizi Zaragoza llegó a un máximo de 37 500 a fines de 2013, registrándose 35 500 en diciembre de 2014. Uno de los factores que más influyeron en la disminución de los abonados fue la ejecución de una sentencia del Tribunal Superior de Justicia de Aragón que obligó al Ayuntamiento a anular la ordenanza municipal que permitía la circulación de las bicicletas por las aceras.

#### Otros servicios
Existe un servicio turístico de transporte en barco, el cual realiza el trayecto fluvial comprendido entre el puerto de Vadorrey y la zona Expo, haciendo parada obligatoria en el Club Náutico (al pie de la Basílica del Pilar). Dicho servicio presenta problemas con el calado de los barcos y nunca ha estado a pleno rendimiento.
También hay varios trenecitos turísticos que en verano unen el casco urbano con los espacios naturales periurbanos del galacho de Juslibol y los galachos de La Alfranca.

## Patrimonio

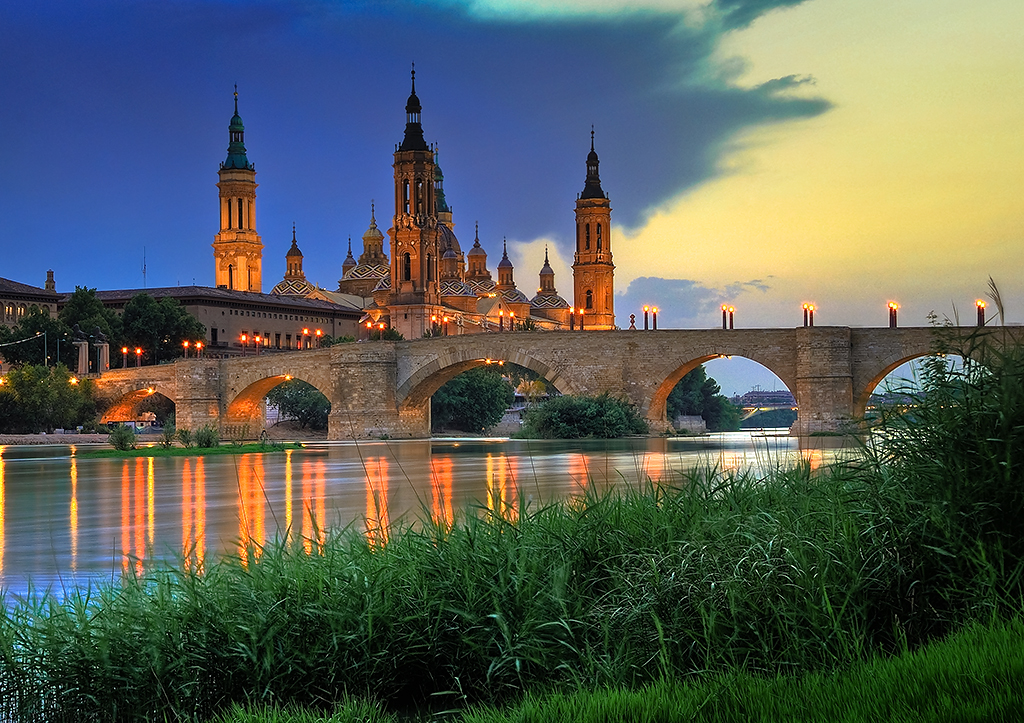
Atardecer en Zaragoza. En primer término, el Ebro; al fondo, la Basílica de Nuestra Señora del Pilar

Zaragoza es una ciudad bimilenaria por la que han pasado la práctica totalidad de las civilizaciones que han dominado la península ibérica y de las que quedan restos y monumentos, a pesar del destructivo efecto que tuvieron para el patrimonio arquitectónico los sitios que padeció durante la Guerra de la Independencia.
Los tres principales lugares de interés son:
- La catedral-basílica de Nuestra Señora de El Pilar constituye el templo barroco más grande de España. Destacan en ella obras de arte como el retablo del altar mayor de Damián Forment, la sillería del coro del siglo XVI, y la Santa Capilla, obra del arquitecto Ventura Rodríguez de 1750. También alberga frescos de Goya y Francisco Bayeu, entre otros.

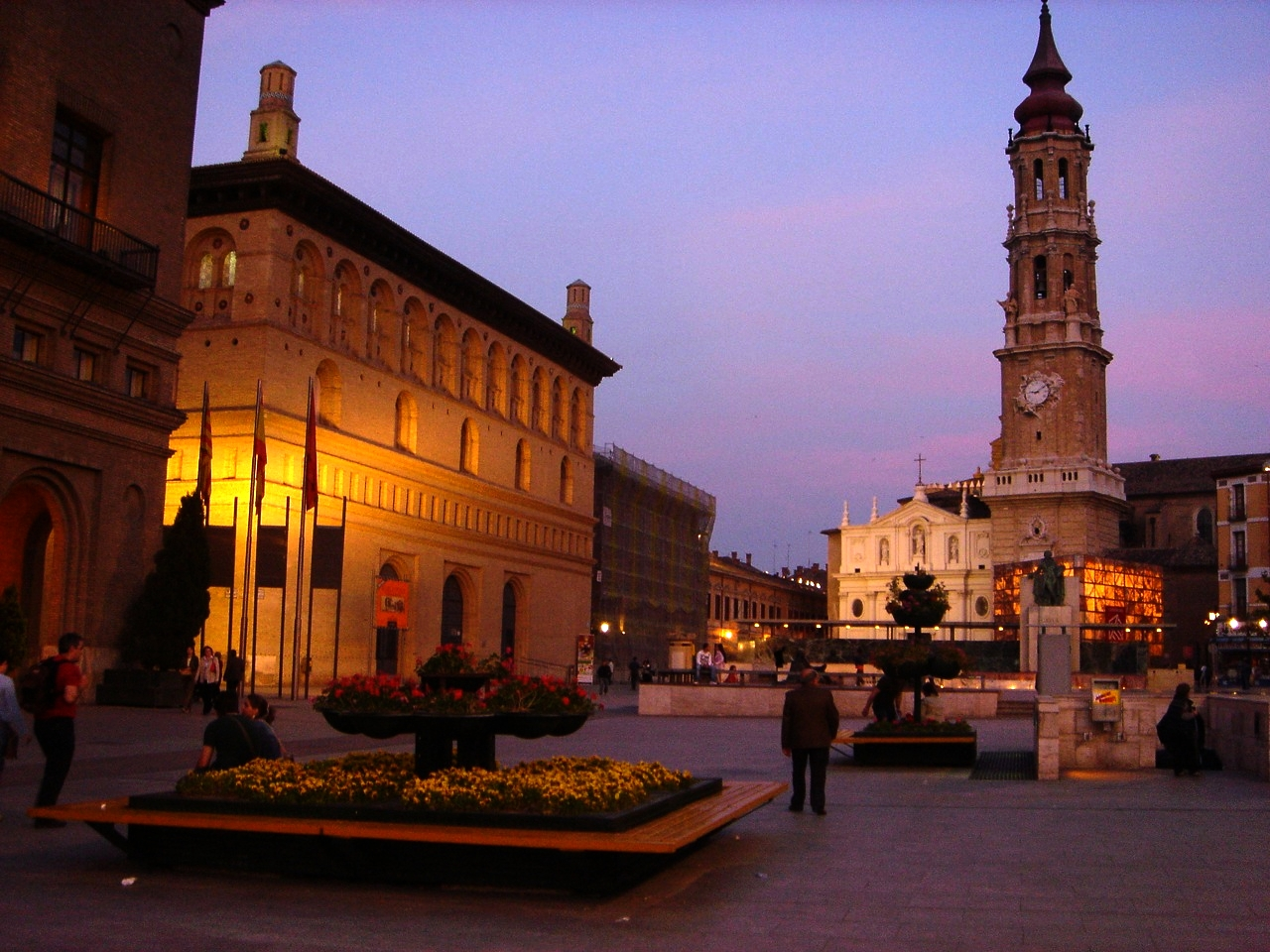
Plaza de las catedrales con la Lonja a la izquierda y La Seo al fondo

- La Catedral del Salvador (La Seo), recientemente restaurada y mezcla de estilos —románico, gótico, mudéjar y barroco— está construida sobre los restos de la mezquita de época musulmana y esta, a su vez, sobre un templo romano. Del exterior sobresalen el cimborrio, el ábside, el muro mudéjar —declarados Patrimonio Mundial de la Humanidad por la Unesco dentro del conjunto de la arquitectura mudéjar de Aragón— y la torre barroca. El interior contiene gran número de obras de arte como el retablo gótico del altar mayor, el órgano, el coro, el trascoro, el conjunto de capillas renacentistas y barrocas o el Museo de Tapices.

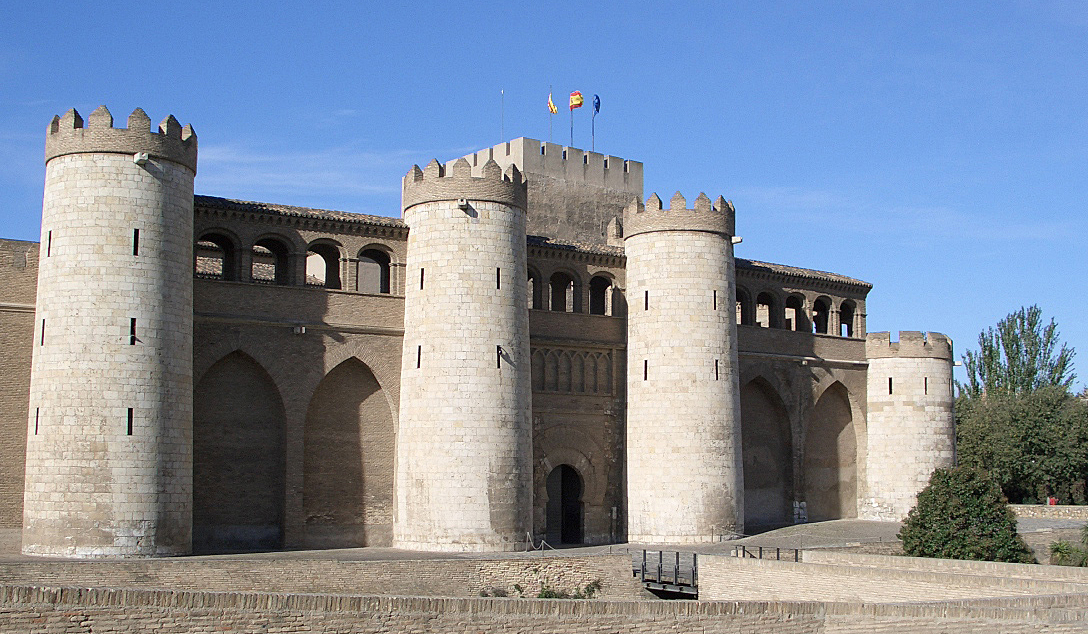
Palacio de la Aljafería,. Torreones semicirculares reconstruidos en el

- El Palacio de la Aljafería es una construcción árabe que fue palacio del rey Al-Muqtadir de la taifa de Saraqusta en el siglo XI. También lo utilizaron algunos reyes de Aragón como Pedro IV el Ceremonioso y Fernando el Católico, entre otros. Posteriormente se le dio uso como sede de la Inquisición y hoy lo es de las Cortes de Aragón, tras una amplia restauración, que incluyó la reconstrucción de algunas zonas. Destacan en él el patio rodeado de arcos de herradura entrelazados con yeserías, el mihrab, y la planta superior, de factura renacentista, con la gran escalera de acceso y el salón del trono.

Véase también:
- Zaragoza romana
- Zaragoza medieval y mudéjar
- Zaragoza renacentista
- Zaragoza barroca
- Zaragoza neoclásica
- Zaragoza modernista
- Zaragoza contemporánea

### Arquitectura contemporánea

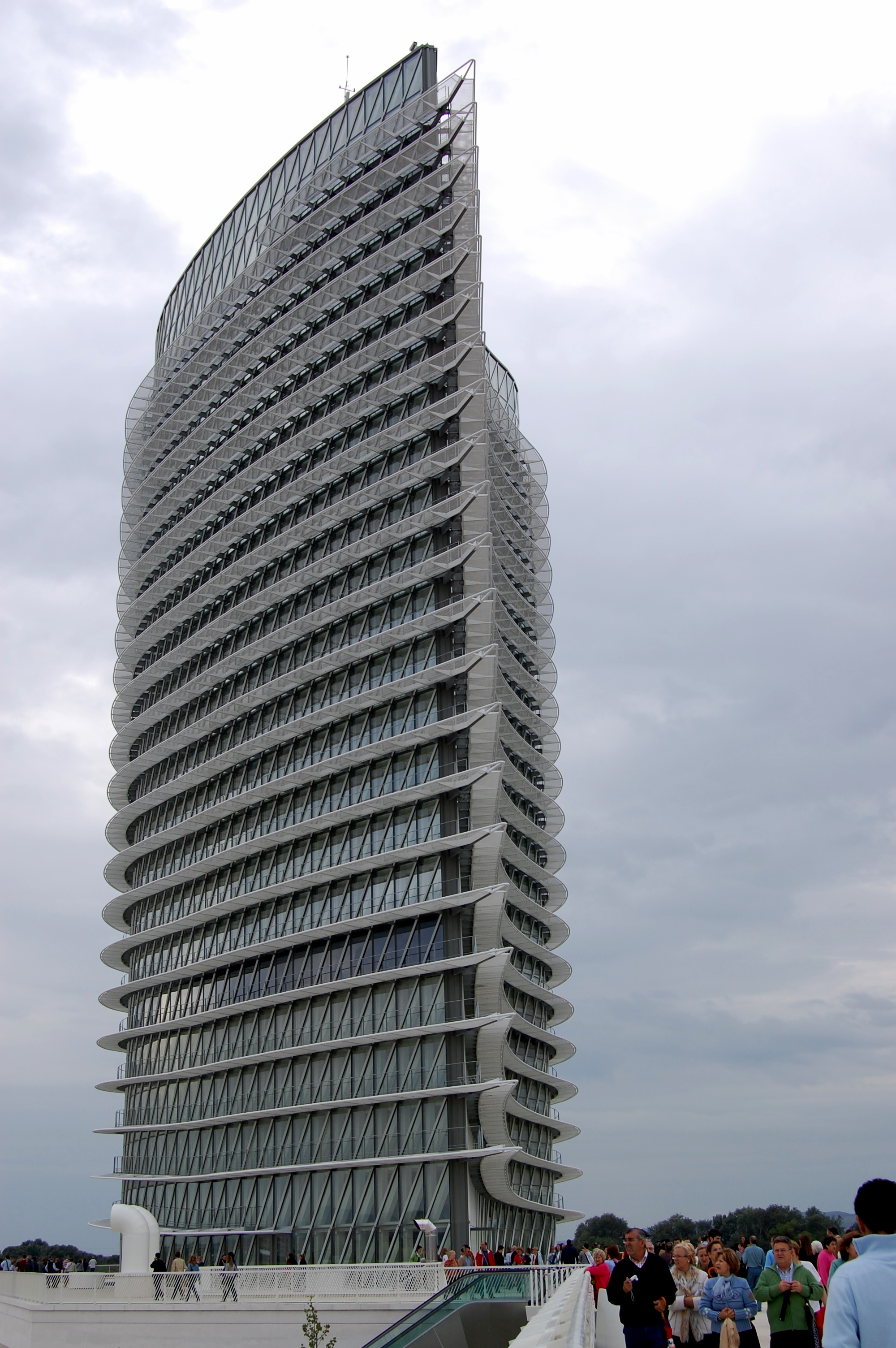
Torre del Agua

Dentro de la arquitectura de la ciudad de fines del siglo XX y principios del siglo XXI se pueden destacar: 
- El Auditorio de Zaragoza
- La Estación intermodal Zaragoza-Delicias
- La sede de la Confederación Regional de Empresarios de Aragón (CREA), antiguo pabellón de Aragón de la Exposición Universal de Sevilla
- El edificio del Museo Pablo Serrano
- Puerta Cinegia, un espacio comercial y residencial que cierra de modo armónico El Tubo zaragozano
- El edificio del World Trade Center Zaragoza, un complejo empresarial situado en el barrio del Actur en Zaragoza, uno de los edificios más altos de la ciudad
- Aragonia, un complejo empresarial, comercial, residencial y de ocio diseñado por Rafael Moneo
- El Pabellón Digital del Agua, una construcción que forma parte del proyecto conocido como Milla Digital con la participación del MIT
- El Azud de Vadorrey, que permite la navegación en el Ebro
- La nueva terminal del aeropuerto de Zaragoza estrenada en 2008
- El edificio de CaixaForum Zaragoza, un espacio cultural con salas para exposiciones temporales.
- El rascacielos Torre Zaragoza, una torre de 30 plantas

Además, para la Exposición Internacional de 2008 se realizaron diversas infraestructuras, entre las que cabe destacar el Pabellón de España, el Pabellón Puente, la Torre del Agua, el Palacio de Congresos de Zaragoza, el Pabellón de Aragón, el Puente del Tercer Milenio y la Pasarela del Voluntariado.

### Zonas destacadas

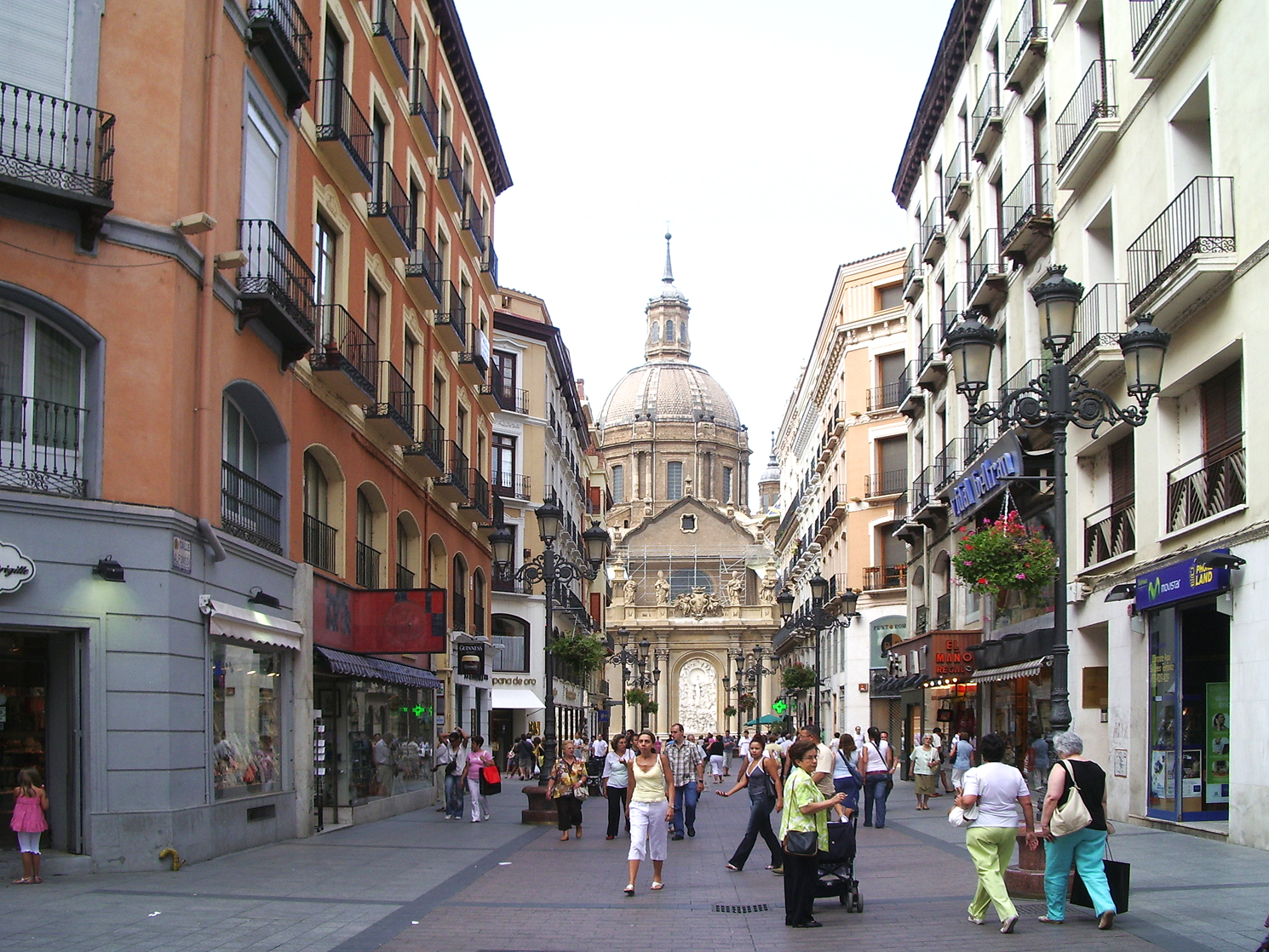
Vista de la calle Alfonso I, con la basílica del Pilar al fondo

Entre las calles y plazas más emblemáticas y concurridas se encuentran:
- La plaza del Pilar, en cuyo entorno se encuentran el Pilar, La Seo, el Ayuntamiento y la Lonja entre otras construcciones.
- El paseo Independencia, la plaza de España y la plaza de Aragón, que se considera el centro de Zaragoza.
- La calle Alfonso I, la cual remite directamente a la Basílica del Pilar.
- La plaza de San Bruno. En esta plaza se organizan mercadillos al aire libre tan dispares como el mercado medieval, el mercado de antigüedades o el de alimentación artesana, que se organiza cada domingo.

## Cultura

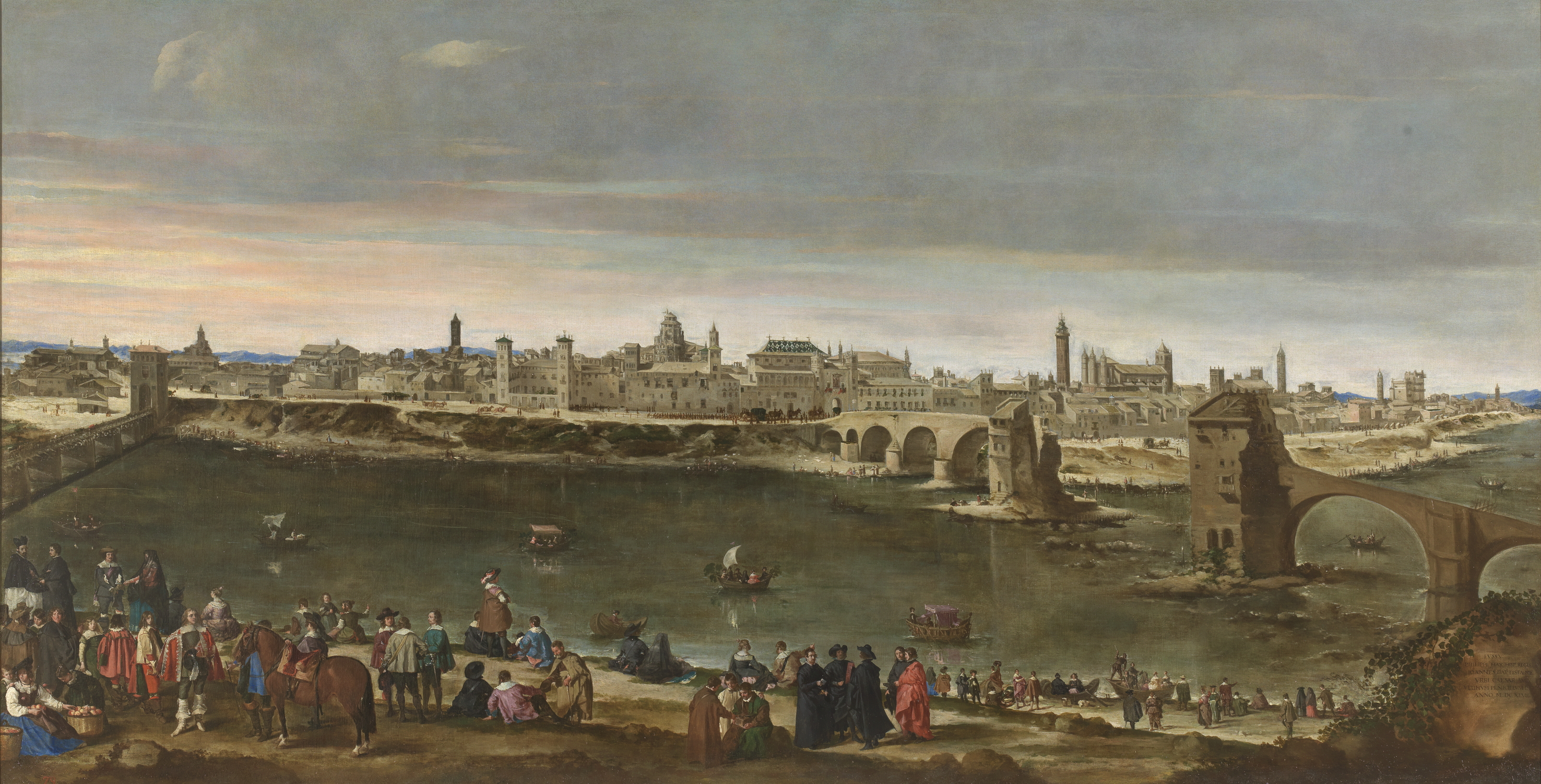
Vista de Zaragoza en 1647, por J.B. Martínez del Mazo

La ciudad cuenta con la Universidad de Zaragoza, en funcionamiento desde 1583, tras haber sido aprobada por Carlos V en 1542 y por el papa en 1554. Sus orígenes se sitúan en el «Estudio General de Artes» creado en 1474 sobre una escuela anterior. Actualmente, se reparte entre varios campus, de los que dos se encuentran en la ciudad (Campus de San Francisco y Campus Río Ebro).
En Zaragoza se celebró la Exposición Hispano-Francesa de 1908, que conmemoró el primer centenario de los Sitios de Zaragoza y también la Exposición internacional de 2008, con el tema «Agua y desarrollo sostenible». Así mismo, fue elegida como sede de una Oficina de la Organización de Naciones Unidas para la Década del Agua 2005-2015.

### Museos
En Zaragoza hay una variada red de museos y salas de exposiciones:

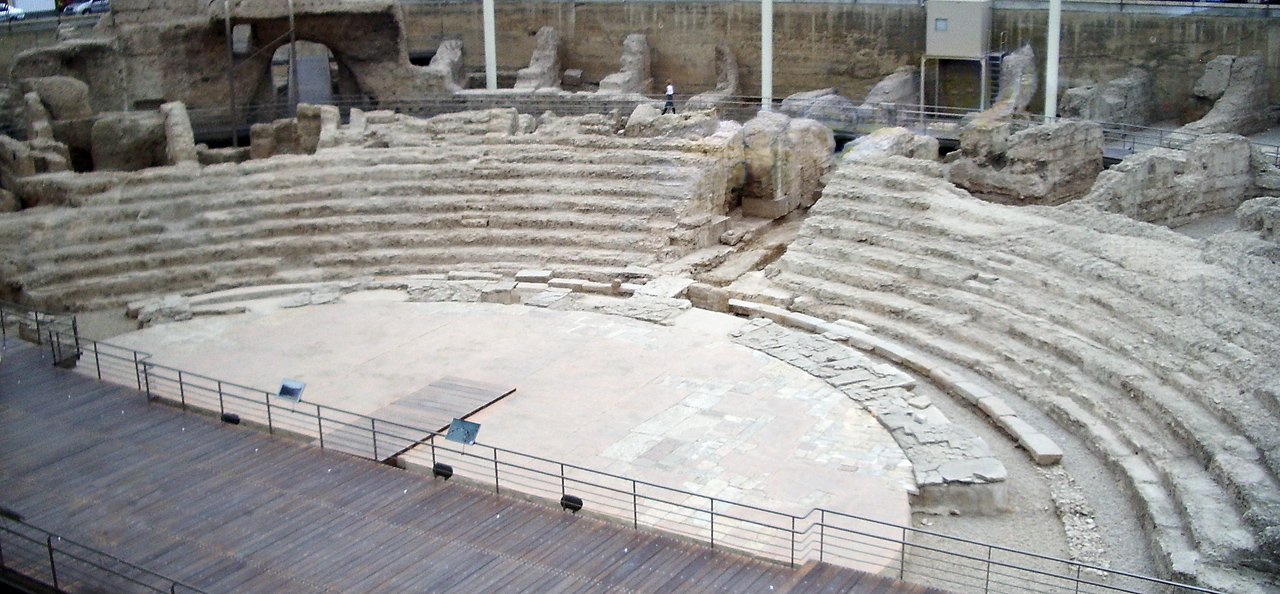
Teatro romano de Caesaraugusta

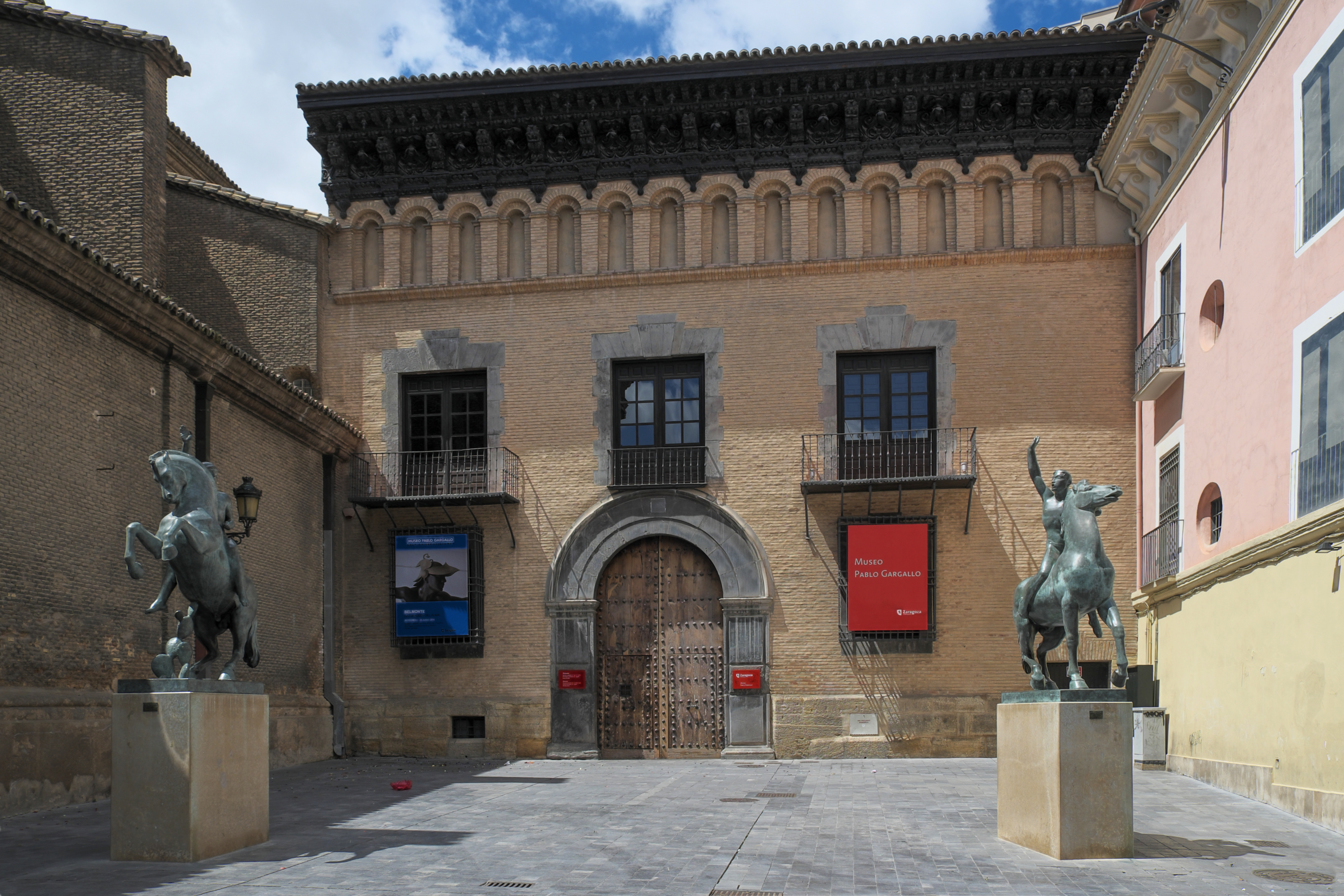
Museo Pablo Gargallo

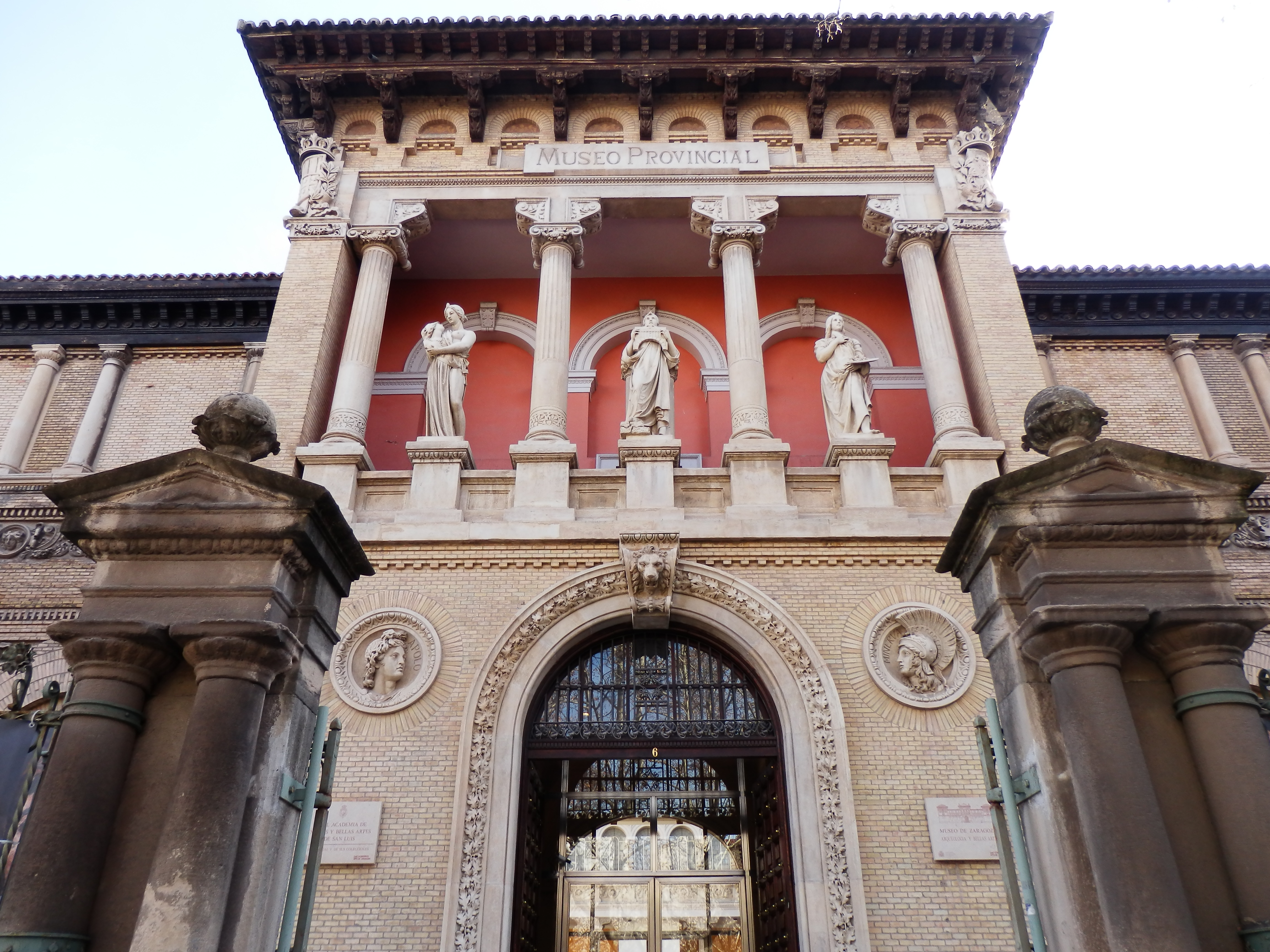
Museo de Zaragoza

- El Centro de Historia presenta en forma de secuencia las diferentes etapas históricas de la ciudad de Zaragoza. En la planta superior del centro se halla la Escuela-Museo de Origami, que expone obras realizadas mediante papiroflexia.
- Hay cuatro museos que albergan restos de espacios urbanos de la Caesaraugusta romana —el teatro romano, el foro, las termas y el puerto— y explican su evolución, uso e importancia en la vida de la ciudad. Son el Museo del Teatro de Caesaraugusta, el Museo del Foro de Caesaraugusta, el Museo de las Termas Públicas de Caesaraugusta y el Museo del Puerto Fluvial de Caesaraugusta.
- El Museo de Zaragoza, cuya obra está repartida en varios edificios. El principal es el edificio construido por Ricardo Magdalena para la Exposición Hispano-Francesa de 1908 en la plaza de los Sitios y se divide entre una sección de arqueología y otra de bellas artes. Otros fondos del museo pertenecen a la Sección de Etnología, situada en la reproducción de una casa ansotana de la entrada al parque José Antonio Labordeta, donde se exponen elementos cotidianos e indumentaria de la sociedad aragonesa del siglo XIX. Junto a este último está la casa de Albarracín, donde se ubica la Sección de Cerámica.
- El Alma Mater Museum (MUDIZ) ocupa parte del Palacio Arzobispal. Presenta la historia de la archidiócesis de Zaragoza y expone obras de arte relacionadas con la misma.
- El Museo de Tapices de La Seo está ubicado en la catedral del Salvador y cuenta con una excepcional colección de tapices de los siglos XV-XVIII, considerada como una de las mejores colecciones de Europa. También se exponen importantes obras del Tesoro catedralicio.
- El Museo Goya expone la colección de pintura que reunió José Camón Aznar, que abarca obras desde los siglos XV hasta el XX y que también incluye dibujos. Presenta también la colección completa de grabados de Goya. En su sótano alberga algunos restos monumentales de época romana.[75]
- El Museo de la Torre Nueva, dedicado a la memoria de la Torre Nueva, demolida en el siglo XIX. Está situado en la Casa Montal, un palacio renacentista.
- El Museo Pilarista, ubicado en la Basílica del Pilar, expone obras de arte relacionadas con la devoción a la Virgen del Pilar.
- El Museo del Fuego y de los Bomberos, sito en el antiguo convento de Mínimos de la Victoria, que expone la evolución de los medios utilizados por los bomberos en Zaragoza a lo largo de la historia.
- El Museo de La Zaragozana, ubicado en las instalaciones de esta antigua fábrica productora de cervezas. En él se puede contemplar todo el proceso de elaboración de la cerveza y el devenir histórico de la fábrica.
- El Museo Pablo Gargallo, ubicado en un edificio renacentista, expone una colección de obras realizadas por el escultor Pablo Gargallo.
- El Museo Pablo Serrano contiene obras donadas por el escultor Pablo Serrano, fundador del Grupo El Paso y premio Príncipe de Asturias de las Artes en 1982.
- El Museo de la Academia General Militar presenta una colección de objetos relacionados con el ejército y la historia de la Academia.[76][77][78][79]
- El Museo de Ciencias Naturales de la Universidad de Zaragoza, que se ubica en el Paraninfo y agrupa los fondos del Museo Paleontológico y los de la colección de Longinos Navás.[80][81]

#### Otros centros de exposiciones

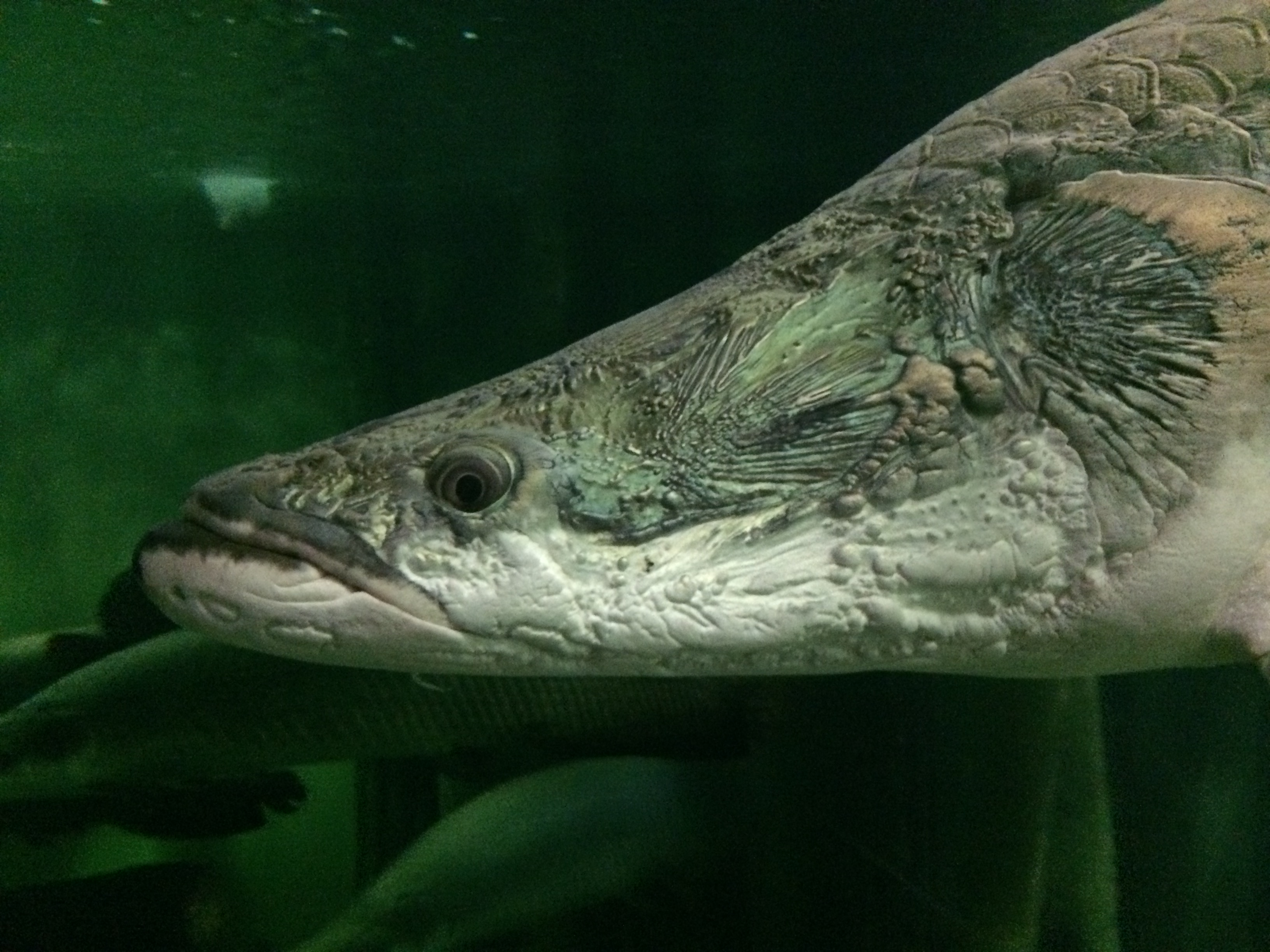
Arapaima en el Acuario Fluvial

- El Acuario Fluvial de Zaragoza, construido con motivo de Expo Zaragoza 2008 en el meandro de Ranillas, supone el acuario de agua dulce más grande de Europa
- En la iglesia del Sagrado Corazón de Jesús se exponen de manera permanente las carrozas y faroles artesanales utilizados en el Rosario de cristal[82]
- El centro de interpretación del Urbanismo Sostenible, en el barrio de Valdespartera, expone elementos vinculados a fuentes de energía renovables y trata de fomentar las construcciones proyectadas bajo criterios de desarrollo sostenible.[83]
- El Aula del medio ambiente urbano ofrece contenidos didácticos sobre la huella ambiental de las ciudades en el medio natural.[84]

### Bibliotecas y archivos
Zaragoza cuenta con un sistema bibliotecario público compuesto por un centro coordinador y veinticuatro bibliotecas municipales, con 277 598 volúmenes [2006] en su mayoría abiertas entre 1983 y 2003. Cuenta también con la Biblioteca de Aragón, dependiente del Gobierno de Aragón, y la Biblioteca de la Universidad de Zaragoza.
En Zaragoza también tienen su sede importantes archivos, entre ellos el Archivo de Casa de Ganaderos, el Archivo de las Escuelas Pías de Aragón, el Archivo de la Fundación Bernardo Aladrén, el Archivo Histórico Provincial de Zaragoza, el archivo municipal de Zaragoza y el archivo de las catedrales de Zaragoza (eclasiástico).

### Literatura

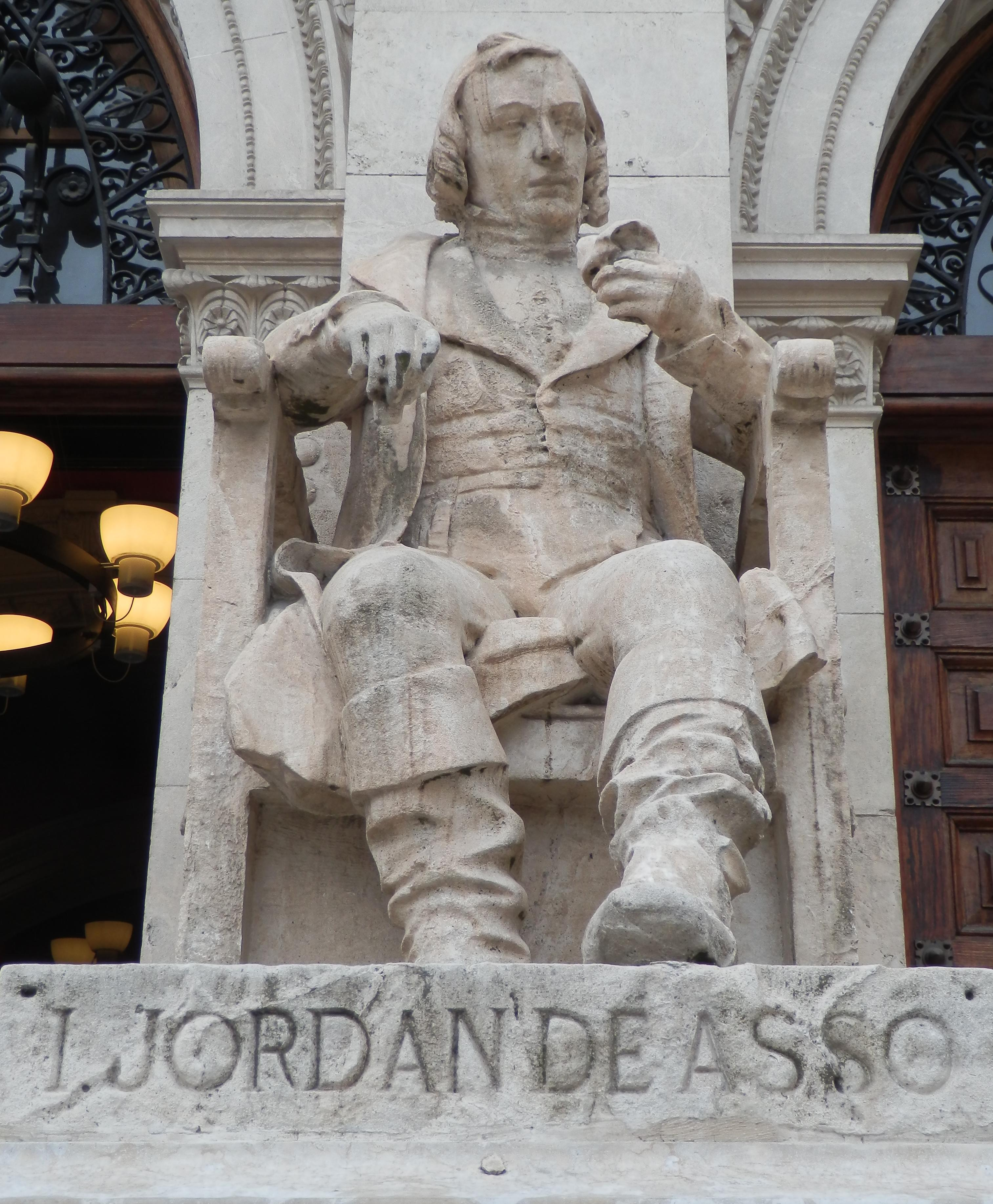
Estatua de Ignacio Jordán de Asso

Entre los autores de obras literarias vinculados de algún modo con Zaragoza figura en época romana Prudencio, que publicó odas de alabanza a los mártires de Zaragoza. En la época visigoda una obra destacada fue la Chronica Caesaraugustana, atribuida al obispo Máximo y sobresalió también el obispo Braulio, autor de obras litúrgicas. En la Taifa de Zaragoza escribieron filósofos de la talla de Avempace y Avicebrón. En 1475 se estableció la primera imprenta en Zaragoza y en esos años iniciales sobresalieron las imprentas dirigidas por Pablo Hurus y Jorge Coci. En el renacimiento, Antonio Agustín y Juan Verzosa fueron dos humanistas que escribieron en latín la mayor parte de sus obras, y como historiador brilló Jerónimo Zurita. En el Siglo de Oro, Zaragoza fue uno de los lugares donde Baltasar Gracián redactó su obra cumbre: El Criticón, mientras en poesía destacaron los hermanos Bartolomé Leonardo de Argensola y Lupercio Leonardo de Argensola. A fines del siglo XVIII, Félix Latassa recogió en tres volúmenes una historia literaria de Aragón que comprendía 2866 escritores aragoneses. Entre el siglo XVIII y XIX escribió el científico, filólogo, jurista y economista Jordán de Asso y, en la misma época, el poeta, novelista y comediógrafo José Mor de Fuentes. La Aljafería fue el escenario del drama romántico del siglo XIX El trovador, de Antonio García Gutiérrez, basado en acontecimientos históricos del siglo XV. En 1844 se imprimió en Zaragoza la Vida de Pedro Saputo de Braulio Foz. Por otra parte, los sitios sufridos por Zaragoza generaron numerosas obras literarias, entre ellas Zaragoza, uno de los Episodios nacionales de Benito Pérez Galdós. Dos novelistas zaragozanos que nacieron en el siglo XIX fueron María del Pilar Sinués —cuyas obras de temática femenina fueron muy populares en su tiempo— y José María Matheu.

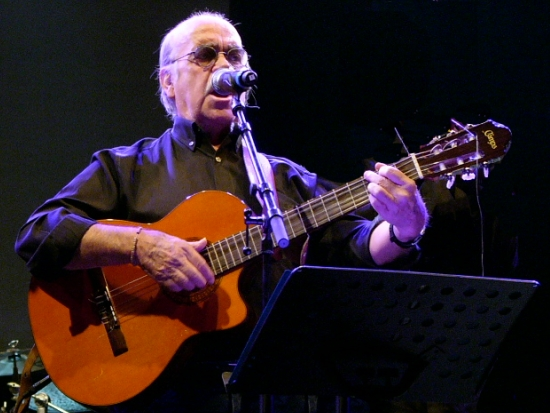
El cantautor José Antonio Labordeta

Como periodista sobresalieron Mariano de Cavia y Agustín Peiró. Ya dentro del modernismo figuran autores como Mariano Miguel de Val y Eduardo de Ory y entre los escritores del siglo XX posteriores merecen destacarse autores como Ildefonso Manuel Gil, de la generación de 1936; Miguel Labordeta, poeta de la generación de la posguerra y el vanguardista Tomás Seral. Entre los años 1930 y 1960 aparecieron las revistas literarias Cierzo, Noreste, Doncel, Proa, Pilar, Ansí, Orejudín, Papageno y Despacho Literario, algunas de las cuales tuvieron una efímera existencia. Durante los años cuarenta, publica novelas la autora Rosa María Aranda.
En la actualidad, destacan narradores como Ignacio Martínez de Pisón, Soledad Puértolas, Mariano Gistaín, José María Conget, José Luis Melero, Antón Castro, Miguel Mena, Cristina Grande, Ismael Grasa, Daniel Gascón, Rodolfo Notivol, José Antonio Labordeta, Ángela Labordeta, Vital Citores, Ignacio García-Valiño, José Giménez Corbatón, Javier Delgado, Santiago Gascón, Adolfo Ayuso, Ana Alcolea, Javier Barreiro, Ramón Acín Fanlo, Ángeles de Irisarri, Magdalena Lasala, Félix Romeo, Julio José Ordovás... Poetas como Fernando Ferreró, Fernando Sanmartín, Manuel Peláez González, Manuel Vilas, Fernando Andú, Ángel Guinda, Emilio Gastón, Joaquín Sánchez Vallés, Ana María Navales, David Mayor, Ignacio Escuín, Fernando Mombiela, Paco Rubio Sesé... Autores de teatro, como Alfonso Plou, Mariano Anós y Rafael Campos. Autores de literatura infantil como Daniel Nesquens, Fernando Lalana, Francis Meléndez...

### Artistas

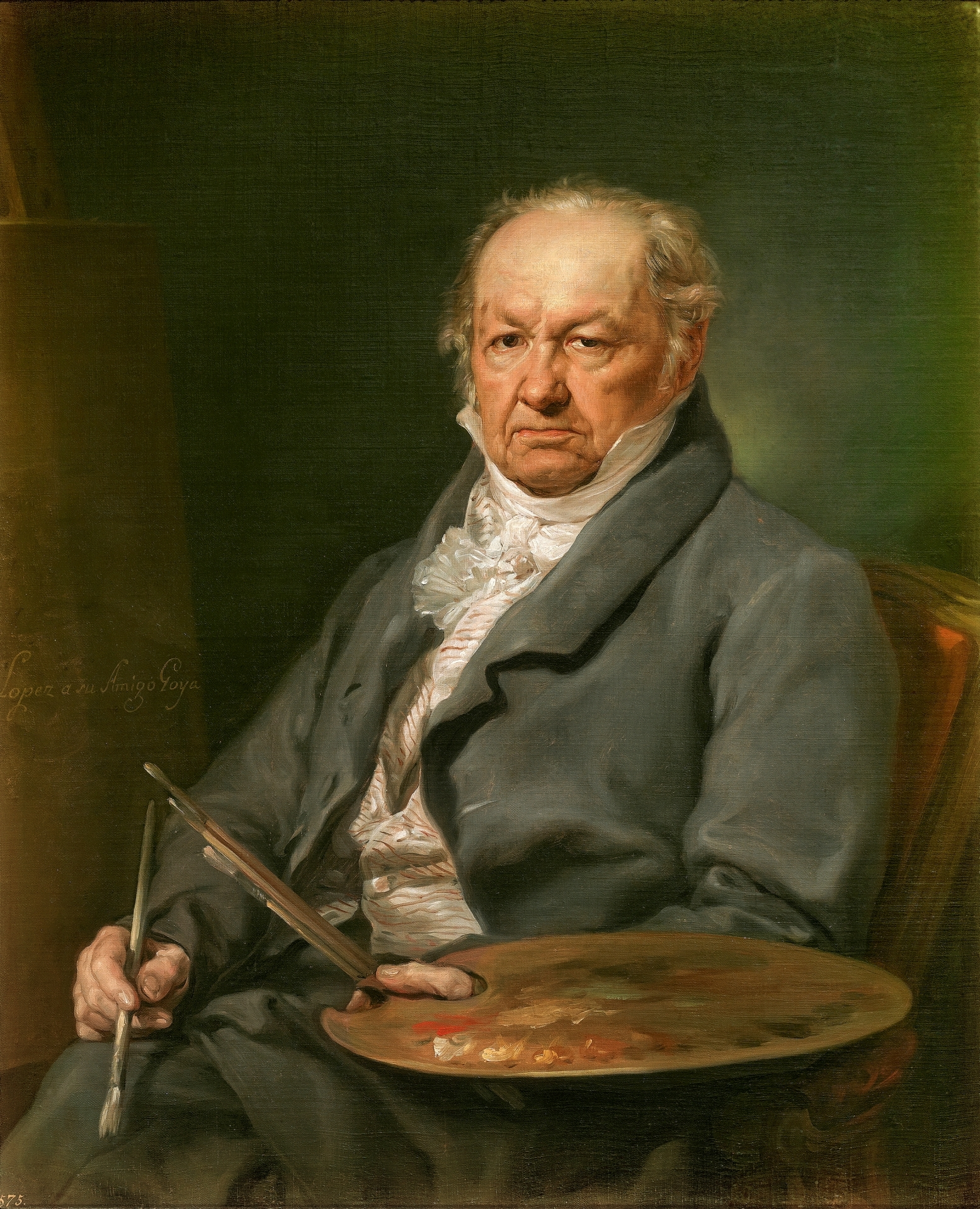
Francisco de Goya por Vicente López

La gran figura del arte plástico es Francisco de Goya, cuyo alcance es universal. En Zaragoza se pueden encontrar obras suyas en la Basílica del Pilar, la Cartuja del Aula Dei, el Museo de Zaragoza, el Museo Camón Aznar y el Museo Diocesano, aparte de en colecciones privadas.
Sin embargo, no han faltado grandes artistas desde el maestro gótico Blasco de Grañén.
En el siglo XVI, pintores como Jerónimo Cósida, Pedro Morone, Roland de Mois o Francisco Lupicini introdujeron el estilo renacentista en la ciudad.
Su influjo consolidaría en el siglo siguiente una importante escuela pictórica barroca con autores como Jerónimo de Mora, Miguel Jerónimo Lorieri, Pablo Rabiella y Díez de Aux, Juan de Orcoyen, Francisco del Plano, Rafael Pertús y, sobre todos, el ejeano Vicente Berdusán y el tratadista y pintor Jusepe Martínez.

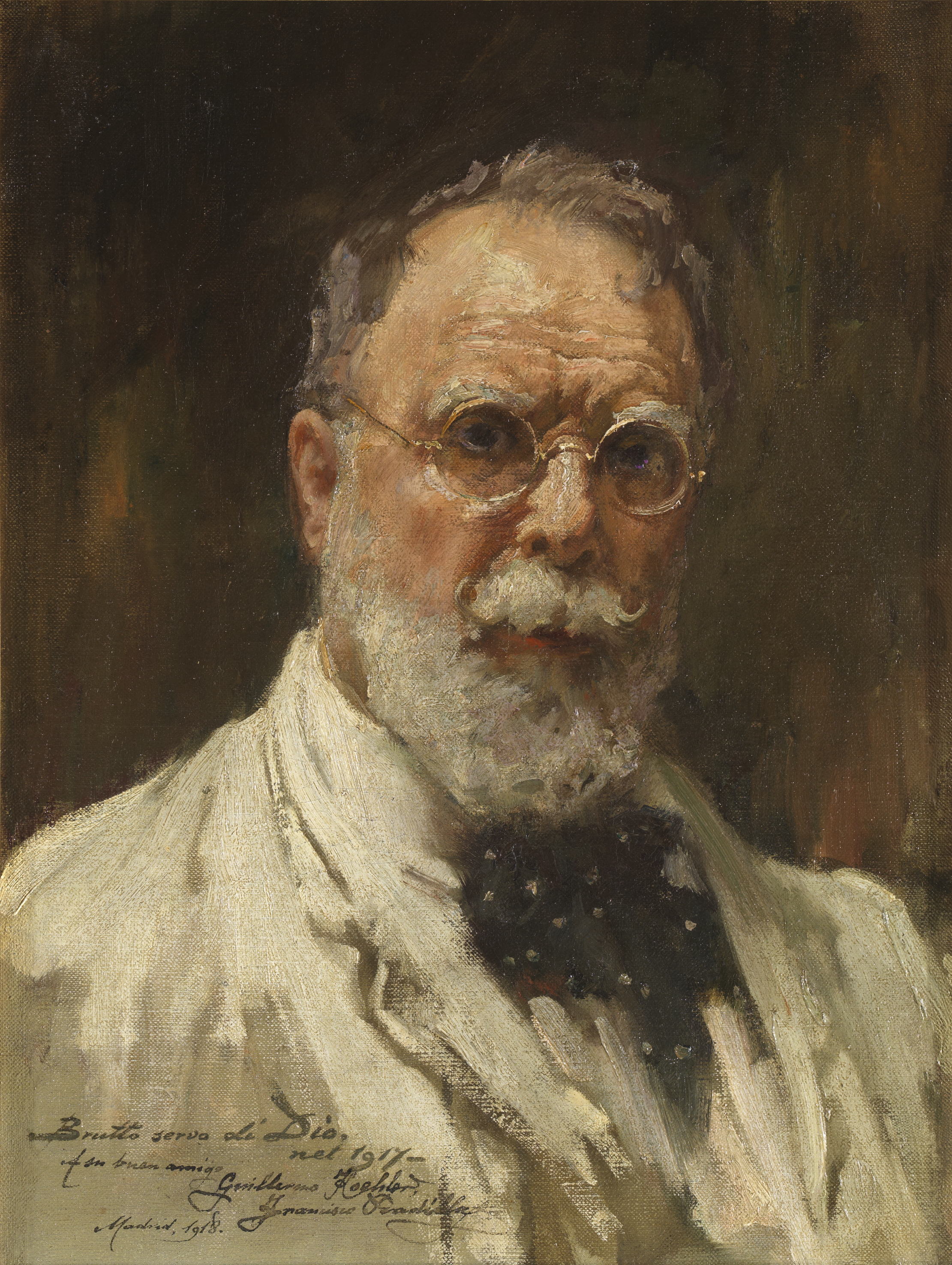
Autorretrato de Francisco Pradilla

Del siglo XVIII data José Luzán, el primer maestro de Goya, pero el más reconocido junto con el pintor de Fuendetodos, fue su cuñado Francisco Bayeu, cabeza de una saga que incluyó a sus hermanos Manuel y Ramón.
En el siglo XIX de nuevo surgen grandes figuras, como Bernardino Montañés, Marcelino de Unceta, Mariano Barbasán y, especialmente, Francisco Pradilla, nacido en Villanueva de Gállego, a trece kilómetros de la capital.
En el siglo XX destaca la obra informalista de Manuel Viola, quien estuvo adscrito al influyente grupo «El Paso», así como la de Ruizanglada, Santiago Lagunas, José Manuel Broto Gimeno, Francisco Marín Bagüés o Fermín Aguayo. Pepe Cerdá, Ángel, Vicente Pascual Rodrigo, Fernando Sinaga, Requena Nozal, Lina Vila, Jorge Gay o Dino Valls son artistas que están dejando su impronta en el siglo XXI.
En escultura cabe citar a Gil Morlanes «el Joven» —quien terminó la portada renacentista de la iglesia de Santa Engracia, emprendida por su padre—, Jerónimo Secano en el barroco y Ponciano Ponzano en el siglo XIX. Del siglo pasado destacan Félix Burriel y Carlos Palao, que fue director de la Academia de Bellas Artes.
En la fotografía, ya en 1837 (dos años antes del reconocimiento oficial del invento a Louis Daguerre), José Ramos Zapetti fijaba en Zaragoza una imagen sobre una plancha de cobre con el procedimiento de la cámara oscura. Entre 1856 y 1874 establece su gabinete fotográfico en el n.º 33 del Coso el renombrado Mariano Júdez, quien traspasó su negocio a Anselmo María Coyne, fundador del Estudio Coyne. Posteriormente, su hijo Ignacio Coyne Lapetra, amplió su actividad al cinematógrafo, creando el cine parlante Coyne. Otro importante fotógrafo, que desarrolló su labor en la capital aragonesa a fines del siglo XIX, fue Enrique Beltrán. Entre otros fotógrafos actuales se puede mencionar a Rafael Navarro y Pedro Avellaned.

### Escena teatral

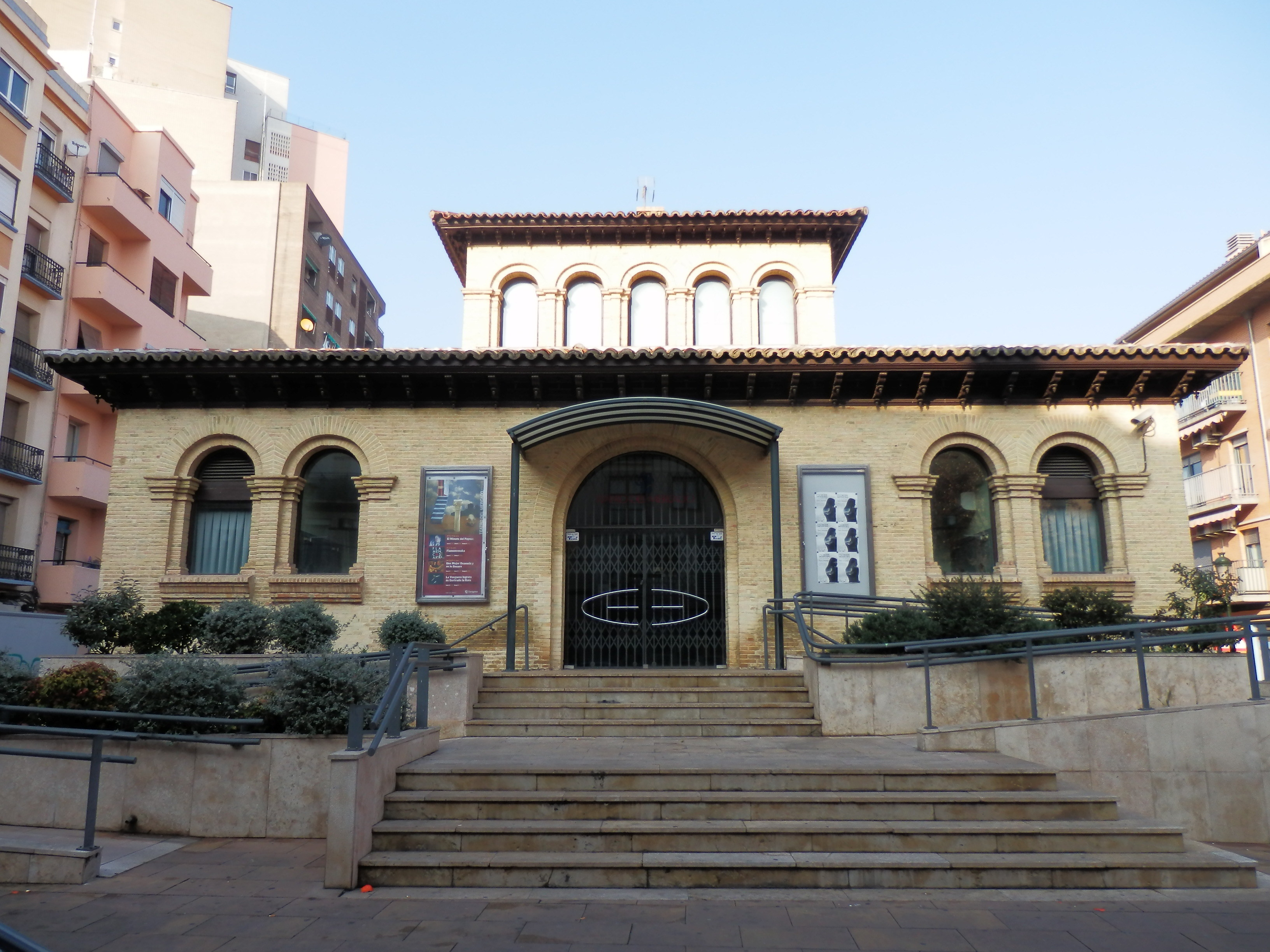
Teatro del mercado

El más antiguo teatro de la ciudad es el Teatro Principal. También cuenta con el Teatro del Mercado, el Teatro de la Estación, el Teatro de las Esquinas en el barrio de las Delicias y el Teatro Arbolé, dedicado exclusivamente a la programación infantil. El Teatro Fleta se encuentra desde hace varios años en obras paralizadas pendiente de un proyecto para el mismo.
Además del Centro de Arte Dramático de Aragón, cuya sede se encuentra en Zaragoza, y de la escuela municipal de Teatro, dependiente del Ayuntamiento de Zaragoza y con una larga trayectoria, sobresalen las compañías independientes que han animado la escena local desde los años 50. Siguen en completa actividad el Teatro de la Ribera, el Teatro Imaginario, Caleidoscopio, Muac, Belladona teatro y compañías de gran proyección como Teatro del Temple.

### Cine
Zaragoza fue pionero en la producción cinematográfica. Eduardo Jimeno Correas rodó una de las primeras películas españolas Salida de misa del Pilar, en 1896, y desde entonces la ciudad ha dado un buen número de directores, actores, críticos, guionistas y técnicos. Entre los directores, se deben citar a Florián Rey, José Luis Borau, José María Forqué, Fernando Palacios, Antonio Artero, Santos Alcocer, Alfredo Castellón, José Antonio Maenza, Raúl Artigot, José Antonio Duce, José Luis Gonzalvo, Alberto Sánchez y, más recientemente, Miguel Ángel Lamata y Luis Alegre.
Entre los guionistas se cita a Santiago Aguilar Oliver.

### Historieta
En Zaragoza han nacido reconocidos autores de cómic, como Adolfo Buylla, Tran, Carlos Ezquerra, Antonio Altarriba, Calpurnio, Fernando de Felipe, Nacho Casanova o Furillo, aunque nunca ha tenido una industria local importante, más allá de los fanzines. Sí que celebra desde 2002 el Salón del Cómic de Zaragoza.

### Música

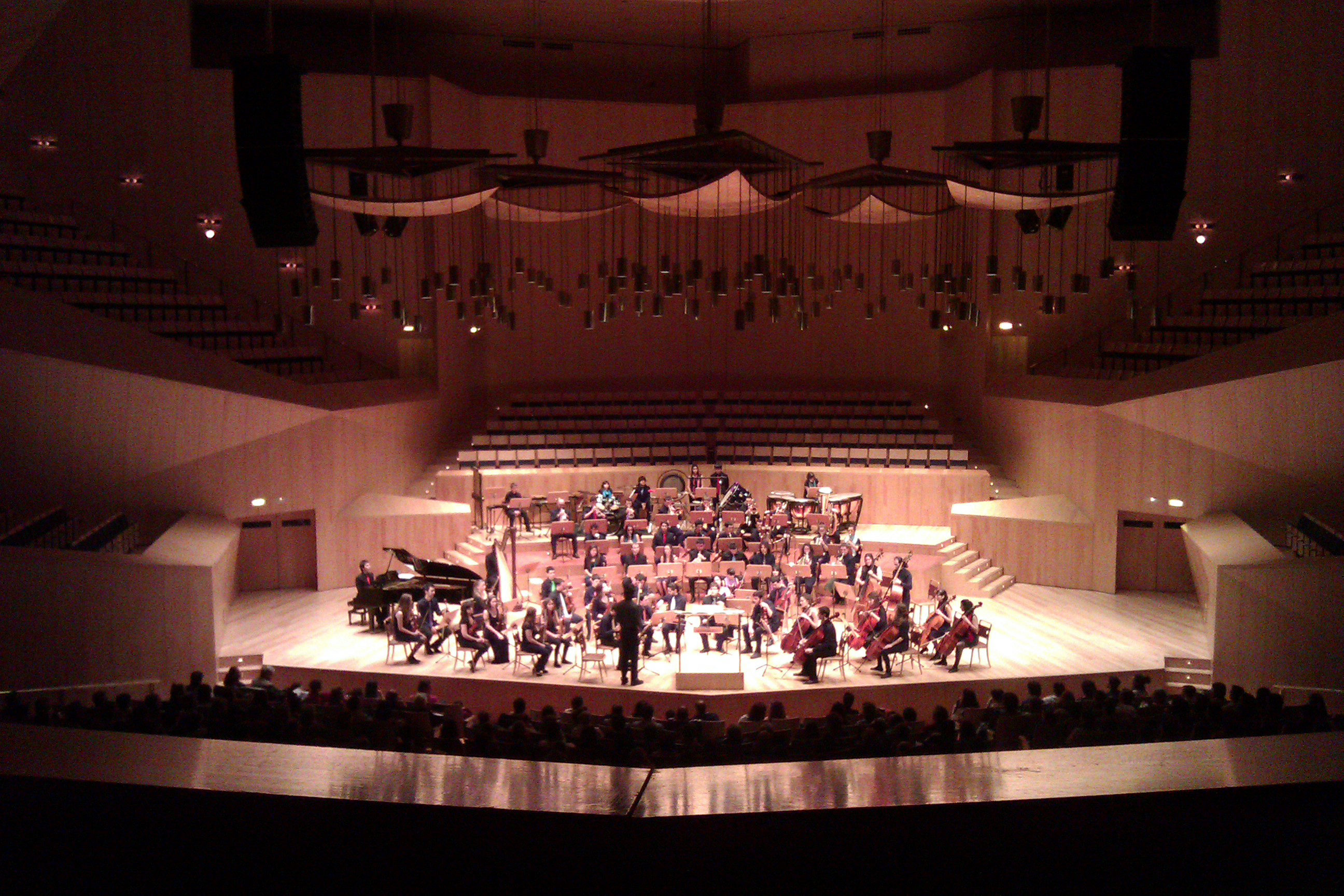
Vista del escenario de la sala Mozart del Auditorio de Zaragoza

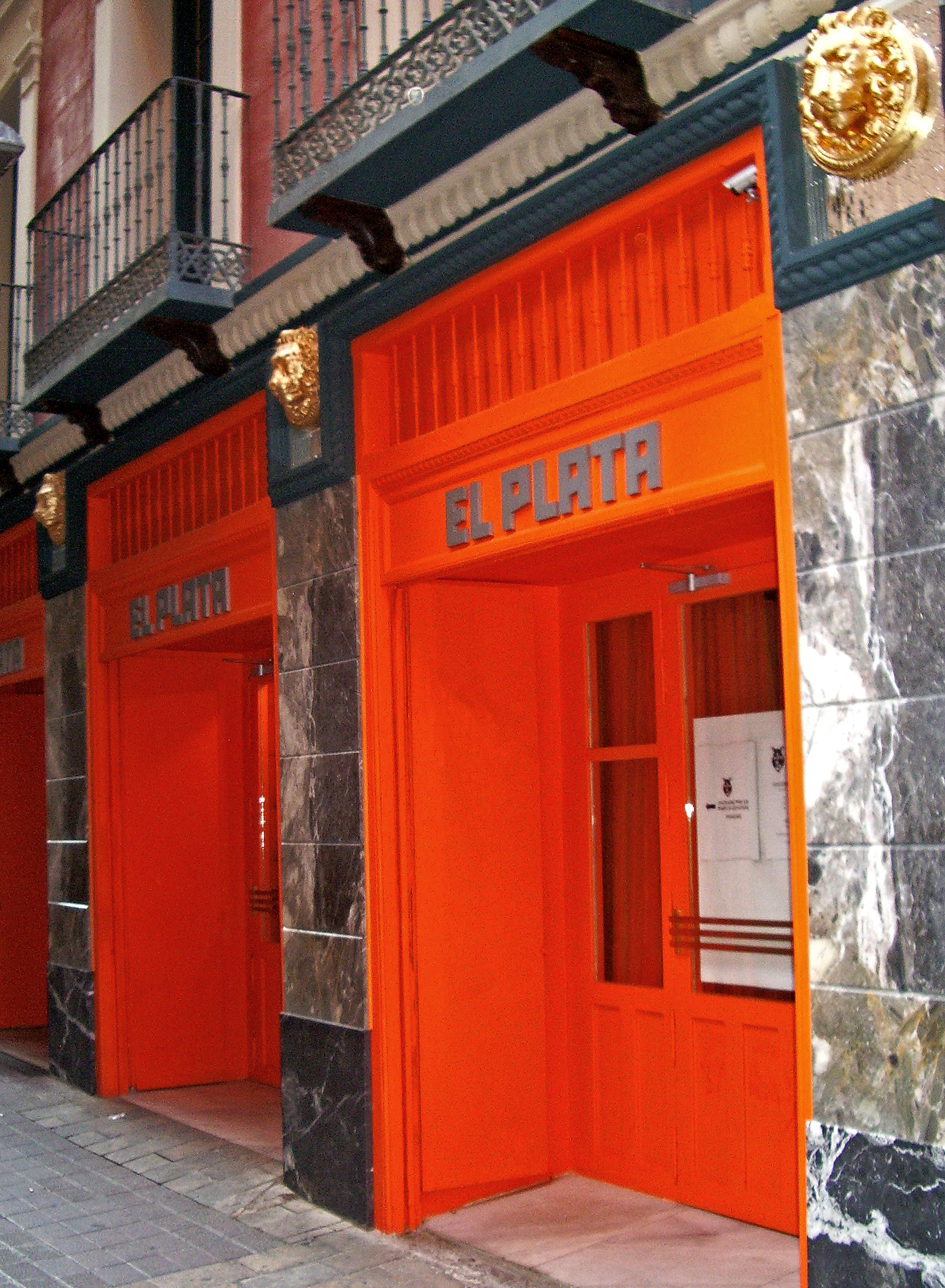
Cabaré El Plata

El Auditorio de Zaragoza, cuya Sala Mozart ha recibido elogios por la calidad de su acústica, acapara gran parte de los eventos de música clásica. En este auditorio tienen su sede el Grupo Enigma-Orquesta de Cámara, el coro Amici Musicae y la Orquesta barroca Al Ayre Español. También organizan conciertos las entidades de ahorro Ibercaja y CAI, así como Juventudes Musicales de Zaragoza, pero todas estas de un modo más esporádico. La pianista Pilar Bayona fue una de las grandes figuras de la música clásica zaragozana del siglo XX.

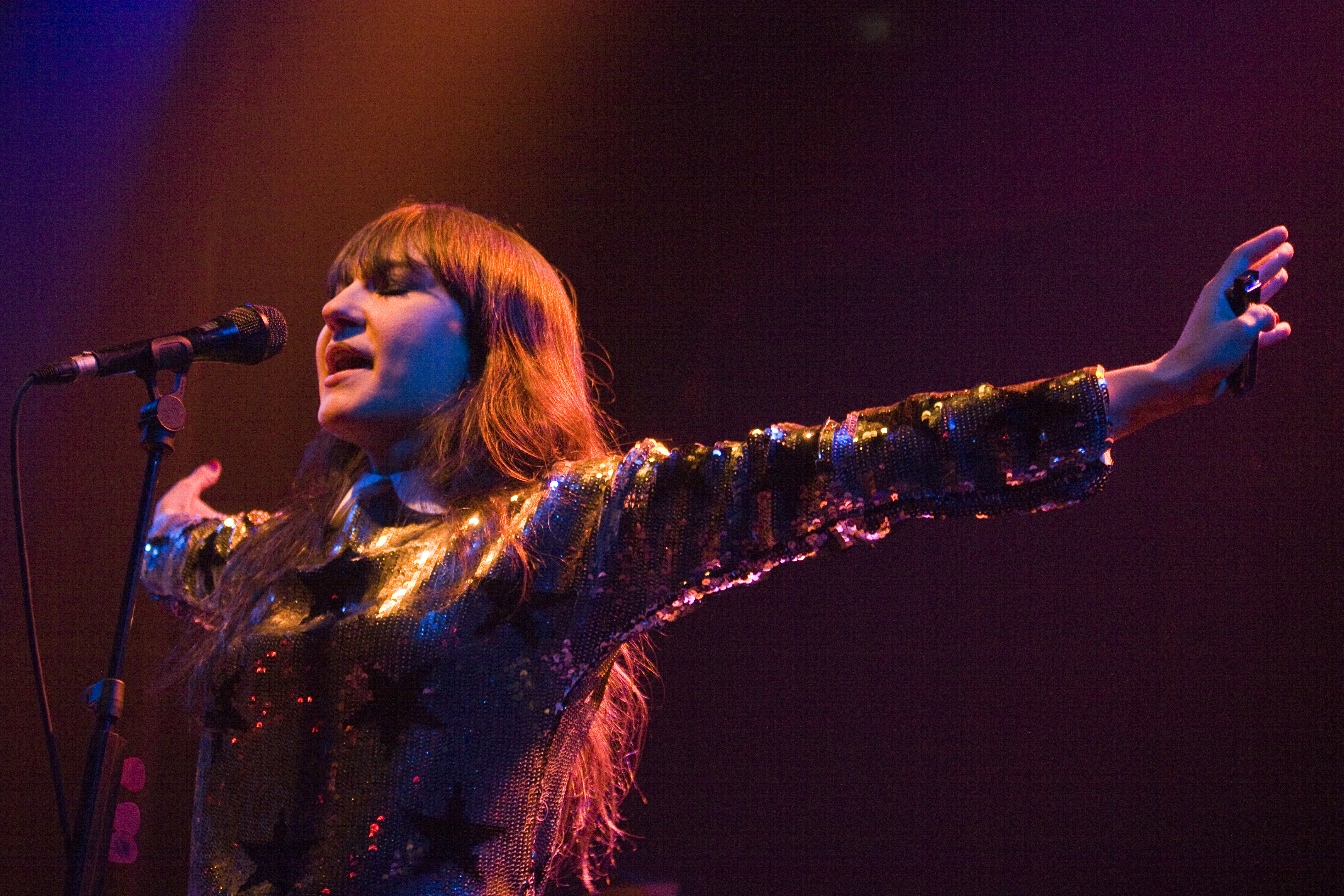
Amaral

En cuanto a música popular, Zaragoza cuenta con una nutrida escena musical. Hay cantautores, como los que comenzaron en torno a la Nueva Canción Aragonesa, como José Antonio Labordeta, Joaquín Carbonell y La Bullonera o como los más jóvenes Ángel Petisme, Carmen París o María José Hernández. También es de Zaragoza la banda Héroes del Silencio, con su líder Enrique Bunbury. Singular es la obra de Santiago Auserón, que fue durante años líder de Radio Futura, así como Amaral. Hay muchos grupos de pop independiente vinculados a la ciudad, como los desaparecidos El niño gusano, que han sido el embrión de otros proyectos en este estilo musical, como Tachenko, La Costa Brava o Da. Sin duda, el rap y el hip hop ocupan un lugar muy destacado en la escena musical, fundamentalmente por el grupo Violadores del verso cuyo integrante Kase O es considerado como uno de los raperos más conocidos de habla castellana. También cabe mencionar a raperos que trabajan en solitario como Rapsusklei o Sharif. En el género del punk destaca Manolo Kabezabolo. Finalmente, en el género del blues destaca la voz de Ana Midón. Otros grupos y solistas destacados de la escena musical zaragozana son Los Especialistas, Niños del Brasil, Las Novias, Más Birras, Gabriel Sopeña, Mauricio Aznar, Bigott, Ixo Rai y Comando Cucaracha.

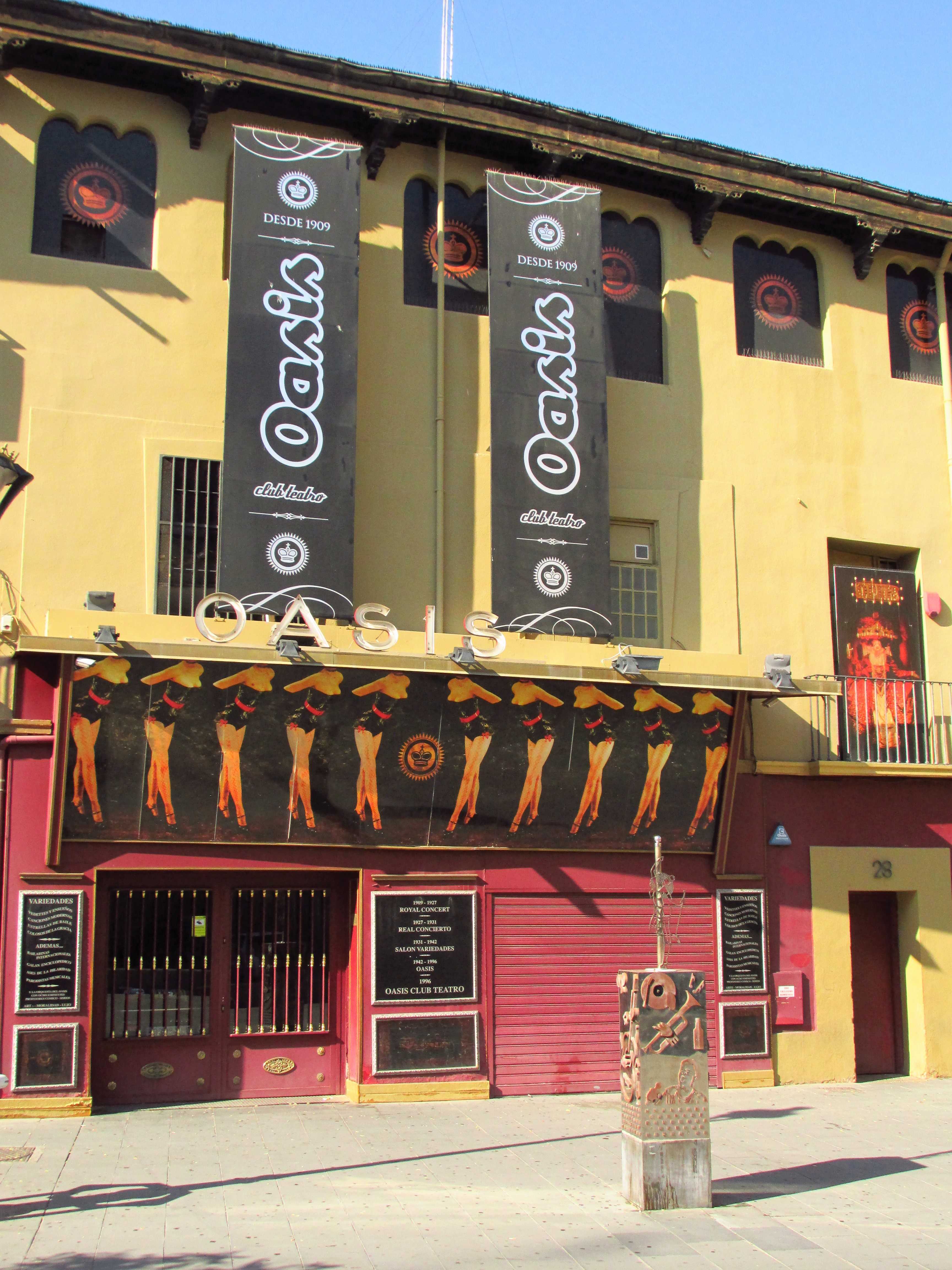
Sala Oasis

Dos locales emblemáticos de Zaragoza desde principios del siglo XX han sido el Oasis y El Plata, que ofrecían espectáculos de variedades donde destacaban algunas formas de música popular como el cuplé. El Oasis fue convertido en discoteca y sala de conciertos mientras El Plata abrió de nuevo sus puertas en 2008 con espectáculos de cabaré.
A lo largo del año hay numerosos eventos relacionados con la jota, principal manifestación de música folclórica de Zaragoza. El más importante, celebrado anualmente desde 1886, es el Certamen Oficial de Jota Aragonesa.
Entre las revistas musicales de la ciudad destaca Zona de obras, especialmente interesada en la música y la cultura iberoamericana. En cuanto a salas de conciertos destacan, además de la Sala Oasis, la Casa del Loco, el auditorio, Sala Reset y diversos centros cívicos dependientes del ayuntamiento que albergan numerosos conciertos.

### Fiestas

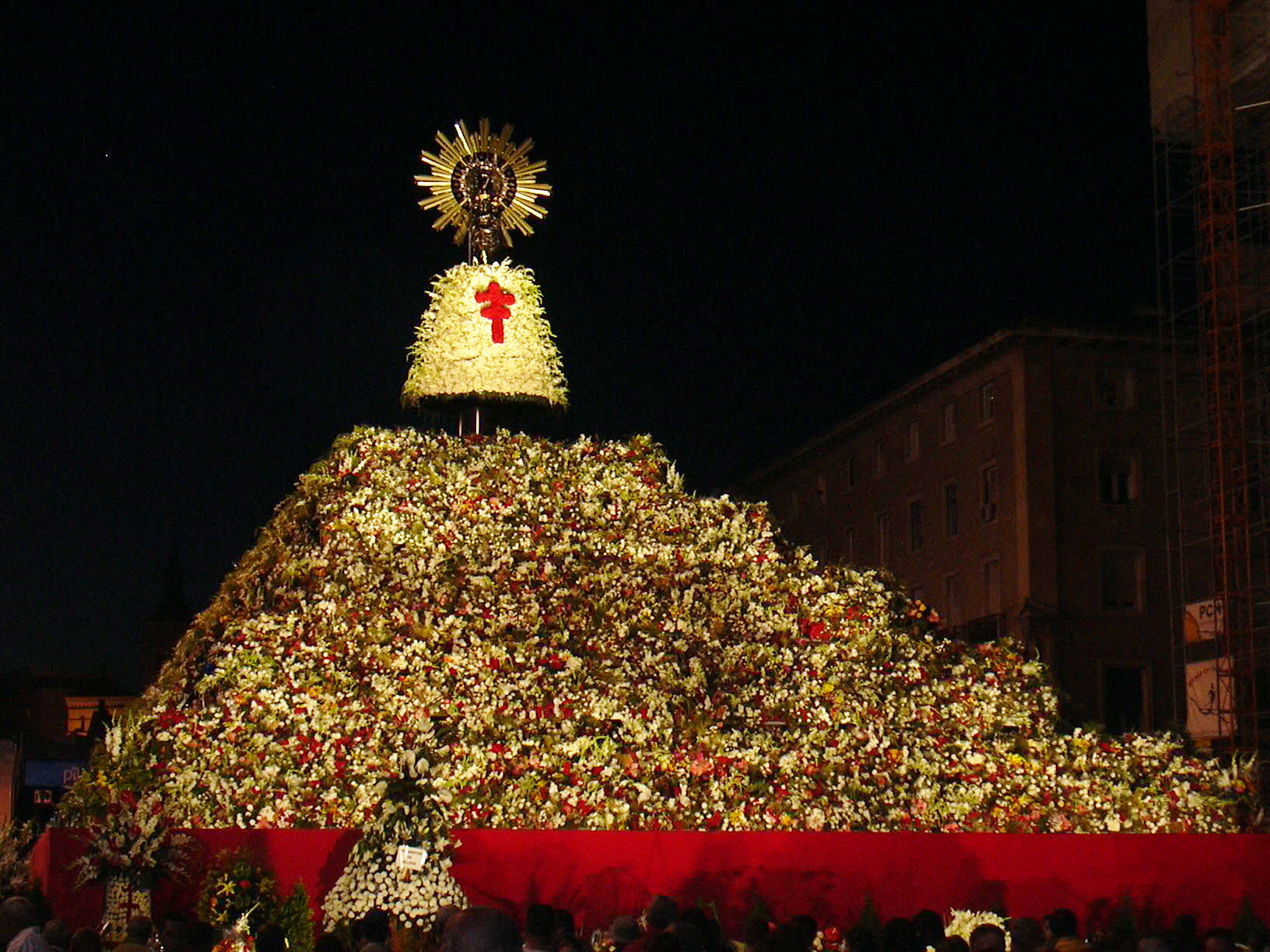
Ofrenda de flores a la Virgen durante las Fiestas del Pilar

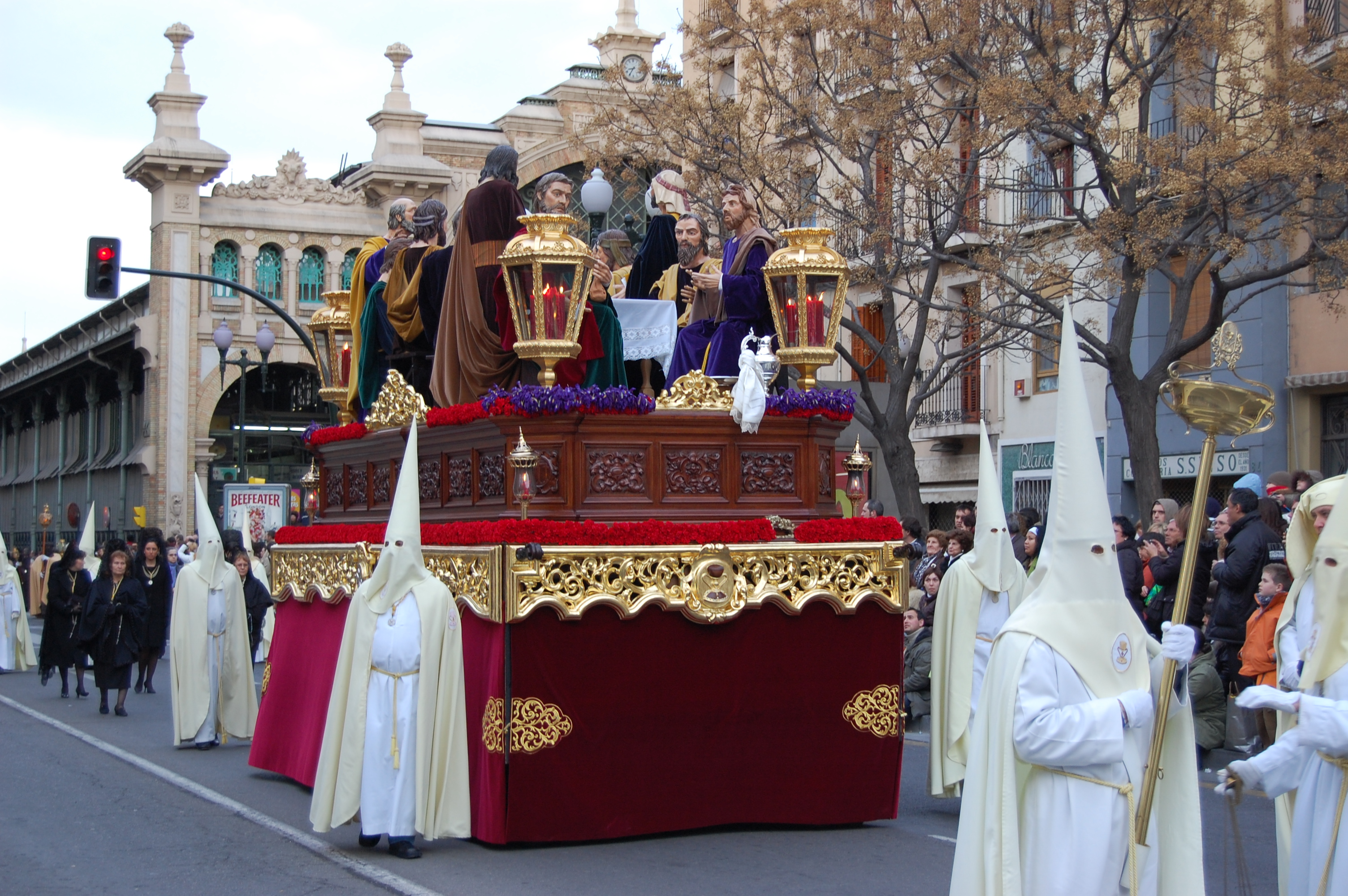
Paso de la Santa Cena en la Semana Santa

Fiestas del Pilarson las fiestas más importantes y conocidas de la ciudad. El 12 de octubre, día de Nuestra Señora del Pilar, es el día grande de las fiestas y coincide con la Fiesta Nacional de España, también llamada fiesta de la Hispanidad. Estas fiestas atraen gran número de turistas, principalmente por actos como la ofrenda de flores a la Virgen del Pilar, el Rosario de cristal o la ofrenda de frutos. También destaca la gran animación que viven sus calles con rondas joteras, pasacalles y la comparsa de gigantes y cabezudos. También cabe destacar la feria taurina que se vive en las fiestas del Pilar con numerosas corridas de toros, además de espectáculos como, el concurso nacional de recortes y los típicos roscaderos en esta localidad.
San Valero de Zaragozael 29 de enero se celebra la fiesta del patrón de Zaragoza. En ella son tradicionales los roscones.
La CincomarzadaSe celebra el 5 de marzo y conmemora una victoria del pueblo zaragozano en la primera guerra carlista.
La Semana Santa de ZaragozaEstá declarada fiesta de interés turístico internacional. Se trata de una celebración en la que las hermandades presentes en la ciudad realizan más de cincuenta procesiones. La percusión con tambores, timbales y bombos es la protagonista de las mismas, tras su introducción a partir de 1940 por la Cofradía de las Siete Palabras y de San Juan Evangelista.
San JorgeEl 23 de abril se celebra la fiesta del patrón de Aragón. En esta fiesta es la ciudad de Zaragoza la que centraliza gran parte de las celebraciones de la comunidad. Es el día de Aragón desde 1461.
San JuanEl 24 de junio tiene lugar el solsticio de verano; es el día más largo del año, una jornada en la que se celebra la Noche de San Juan (del 23 al 24). Se trata de una fiesta en la que se encienden hogueras para simbolizar el poder del sol y ayudarle a renovar su energía.
Fiestas de los barriosA lo largo del año, y más concretamente en los meses de primavera y verano, los distintos barrios de Zaragoza celebran sus fiestas.

### Gastronomía

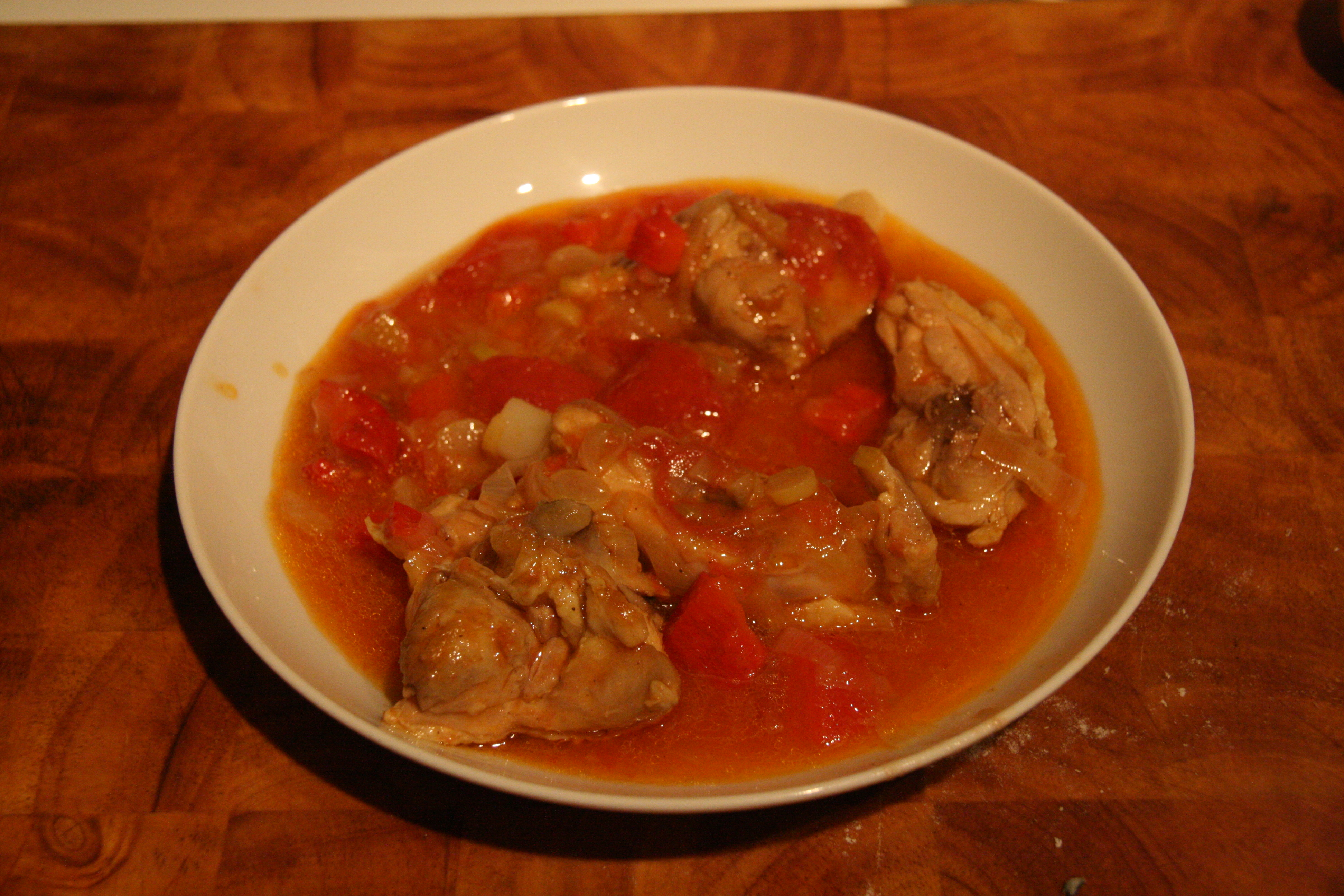
Pollo a la chilindrón

En la gastronomía tradicional de Zaragoza son fundamentales muchos de los productos de huerta del entorno de la ciudad y de otras zonas de la ribera del Ebro dentro de los que sobresale por su calidad la borraja, pero también el cardo, la alcachofa, el bisalto, el tomate, la acelga, la coliflor, el calabacín, el puerro, la patata, la lechuga romana, la escarola rizada, el pimiento, la espinaca, la judía verde, la cebolla o el ajo. Con algunos de estos y otros ingredientes se elaboran gran diversidad de platos como la ensalada aragonesa o la fritada. Legumbres tales como lentejas, garbanzos y boliches conforman la materia prima de potajes o estofados.
En Zaragoza también confluyen muchos de los productos alimenticios más valorados de otras partes de Aragón, como las olivas negras, las almendras, los vinos, las trufas, el aceite de oliva y el azafrán. En cuanto a carnes, abundan las recetas que tienen como protagonista el cordero o el pollo, así como el conejo o la carne de caza, sin olvidar los productos derivados del cerdo entre los que destacan el jamón, la longaniza, el chorizo y la morcilla. También son diversos los guisos donde figuran como ingredientes principales los caracoles. Algunas de las recetas tradicionales son las migas, las magras con tomate, el arroz a la zaragozana, el pollo a la chilindrón o el ternasco asado. El pescado de referencia es el bacalao que, por su versatilidad, es el ingrediente principal de muchos platos.
Frutas destacadas son las manzanas, peras, cerezas, ciruelas, melocotones, alberges e higos. En cuanto a repostería y dulces, se elaboran magdalenas, tortas, rosquillas, frutas de Aragón, piedras de río, chocolate, adoquines del Pilar, roscón en San Valero y guirlaches en Navidad.

### Lugares de ocio
En Zaragoza hay una gran variedad de oferta de ocio. Abundan los bares de tapas y terrazas, que se concentran especialmente en diversos entornos dentro del casco histórico, zona centro y Universidad. En El Tubo conviven establecimientos populares y restaurantes como Bal d´Onsera, la primera estrella Michelin de la capital aragonesa. Dentro de El Tubo el café cantante El Plata mantiene el cabaret en Zaragoza.
Dentro del casco histórico, La Magdalena es hoy en día la zona más alternativa e intercultural de la ciudad. Allí se pueden encontrar teterías árabes, bares con música reggae, galerías de arte, comercios alternativos, escuelas de aragonés y centros sociales con una intensa programación cultural y musical.
La mayor aglomeración de discobares y pubs de la ciudad se encuentra también dentro del casco histórico, en torno a la calle del Temple y adyacentes. Cabe destacar también dentro del ocio nocturno la cercana discoteca Oasis. Otras zonas de ocio nocturno son la de la calle María Lostal y adyacentes, la de la zona de la calle Bretón o el entorno de la plaza de Salamero. Los adolescentes suelen acudir a «El Rollo», zona situada en las calles Moncasi y Maestro Marquina. Cerca de la Puerta del Carmen abren sus puertas varios pubs gay-friendly.
En el centro sobreviven algunas salas de cine, aunque otras, de mítica presencia en la ciudad, han cerrado sus puertas recientemente. El Casino de Zaragoza también se encuentra en este entorno.
Numerosos centros comerciales abiertos en los últimos años (Plaza Imperial, Puerto Venecia, GranCasa, Augusta, Aragonia o los Porches del Audiorama) también ofertan espacios de ocio con cines, restaurantes, boleras y parques infantiles, entre otros. Dentro de los espacios de ocio infantil, otro de los lugares destacables es el parque de atracciones de Zaragoza, inaugurado en 1974.
A raíz de las inversiones realizadas para la Expo 2008 se habilitaron en torno al río Ebro numerosos espacios en los que se podía practicar gran variedad de actividades. Dentro de las principales infraestructuras, algunas de ellas siguen siendo parte de la oferta de ocio de Zaragoza en determinadas épocas del año, como los paseos en barca con origen en el azud de Vadorrey, o el descenso del canal de aguas bravas pero otras como la telecabina dejaron de tener uso desde el año 2011.

### Deporte

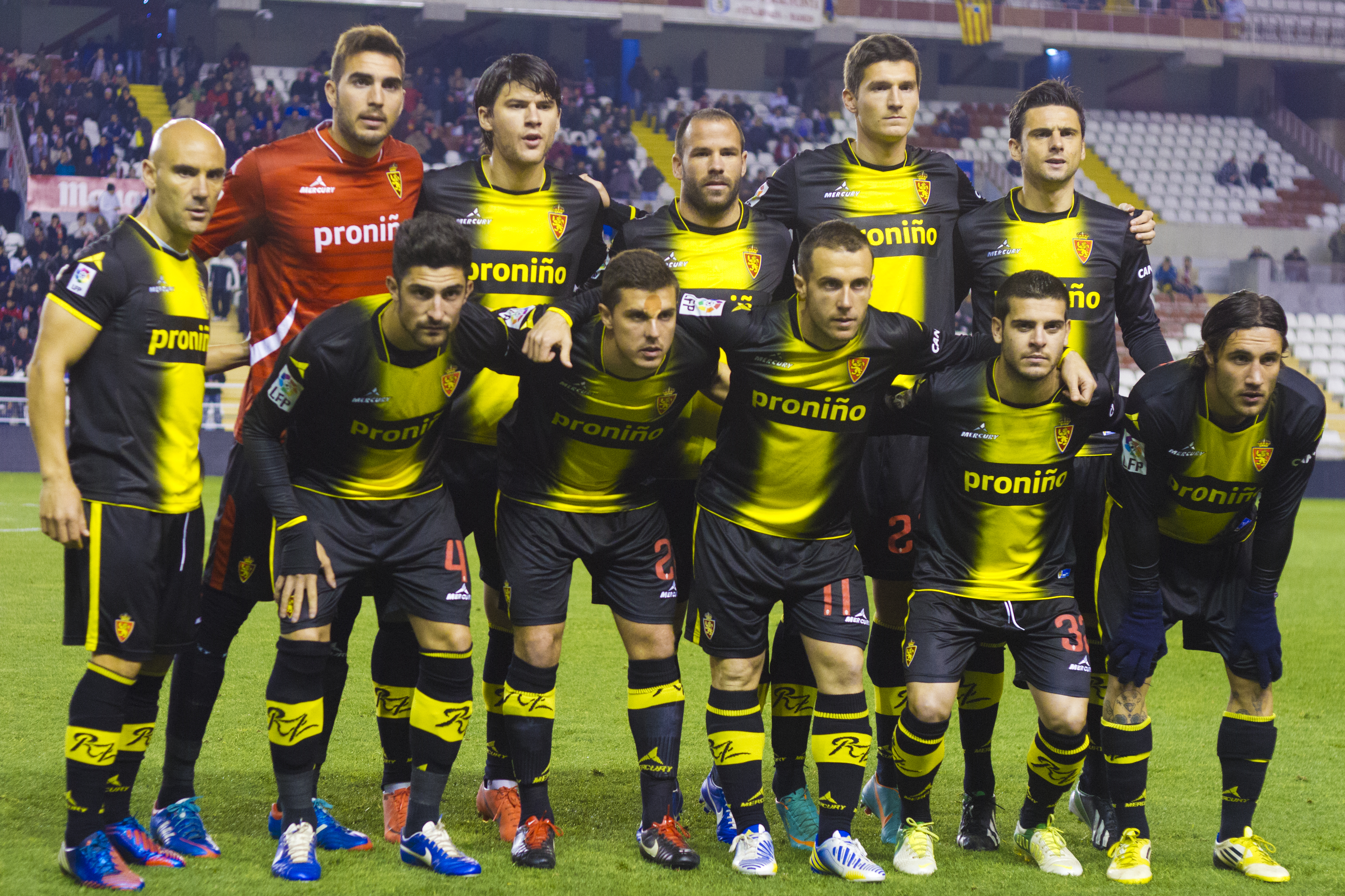
Alineación del Real Zaragoza en la temporada 2012/13, hasta la fecha, la última del equipo blanquillo en primera división

Zaragoza posee varios equipos que juegan en las principales ligas españolas. En fútbol masculino, el Real Zaragoza, que juega en el estadio de La Romareda, y en el femenino, el Zaragoza Club de Fútbol Femenino. En baloncesto, el equipo masculino y femenino es el Casademont Zaragoza. En rugby, el Universidad San Jorge Fénix Rugby Zaragoza (USJ Fénix) compite en la temporada 2019/2020 en la División de Honor B, categoría de plata del rugby nacional. Zaragoza también está representada por el Íbero Club de Rugby y por el Club Deportivo Universitario Rugby Zaragoza.
El balonmano en Zaragoza está representado por el Zaragoza Balonmano, el fútbol sala por la Agrupación Deportiva Sala 10, el voleibol por el Club Voleibol Zaragoza y el atletismo por el Scorpio-71. También participa a nivel nacional el Escuela Waterpolo Zaragoza en waterpolo femenino. En gimnasia rítmica destaca el Club Deportivo Zaragozano de Gimnasia y el C.E.G.R. Zaragoza.
En cuanto a las principales instalaciones donde se celebran competiciones de élite pueden citarse los pabellones Príncipe Felipe y Siglo XXI, el Palacio de los Deportes de Zaragoza y el estadio de atletismo del Centro Aragonés del Deporte.

### Medios de comunicación
En Zaragoza se editan los periódicos Heraldo de Aragón y El Periódico de Aragón.
Hay varios canales de televisión que emiten desde la ciudad: el canal autonómico Aragón TV y los canales locales La 8 y LaTele TV. Además, RTVE cuenta en Zaragoza con un centro territorial para Aragón desde 1979.
Gran parte de las emisoras de radio de Zaragoza están controladas por los grandes grupos radiofónicos de España: Radio Nacional de España, Cadena SER, COPE y Onda Cero. Al margen de ellas, operan en Zaragoza otras emisoras de ámbito autonómico, como Aragón Radio y numerosas emisoras locales.

## Ciudades hermanadas
Las ciudades hermanadas con Zaragoza son:
- Atizapán, México
- Belén, Palestina
- Biarritz, Francia
- Canfranc, Huesca
- Campinas, Brasil
- Coímbra, Portugal
- Córdoba, Argentina
- Dalian, China
- La Paz, Bolivia
- La Plata, Argentina
- León, Nicaragua
- Mdina, Malta
- Móstoles, España
- Pau, Francia
- Ponce, Puerto Rico
- San José de Cúcuta, Colombia
- Skopie, Macedonia del Norte
- Tijuana, México
- Yoro, Honduras
- Yulin, China
- Zamboanga, Filipinas
- Zaragoza, El Salvador
- Zaragoza, Guatemala
- Taizhou, China

Además, tiene firmados acuerdos de colaboración con:
- Mostar, Bosnia y Herzegovina
- Ploiești, Rumanía
- Tirana, Albania
- Toulouse, Francia
- Yulin, China
- Košice, Eslovaquia
- Milán, Italia
- Zárate, Argentina
- Puebla de Zaragoza, México
- Zapopan, México
- Paju, Corea del Sur
- Zhuhai, China
- Suncheon, Corea del Sur